# Cali
Cali, oficialmente Santiago de Cali, es un distrito de Colombia y capital del departamento de Valle del Cauca. Es la tercera ciudad más poblada y el tercer centro económico de Colombia.
Está ubicada en la región Sur del Valle del Cauca. Geográficamente, la ciudad se ubica en el valle del río Cauca, formado por la cordillera occidental y la cordillera central de la Región Andina, con una altitud promedio de 1000 msnm. La ciudad es uno de los principales centros económicos e industriales de Colombia, además de ser el principal centro urbano, cultural, económico, industrial y agrario del suroccidente del país y el tercero a nivel nacional después de Bogotá y Medellín.
Fue declarado por ley de la república 1933 de 2018 como Distrito Especial, Deportivo, Cultural, Turístico, Empresarial y de Servicios.Cali como capital departamental, alberga las sedes de la Gobernación del Valle del Cauca, la Asamblea Departamental, el Tribunal Departamental, la Fiscalía General, instituciones y organismos del estado.
Fue fundada el 25 de julio de 1536 por Sebastián de Belalcázar, lo que la convierte en una de las ciudades más antiguas de América. Es la única gran ciudad de Colombia que posee un acceso rápido al Océano Pacífico y dista 114 km de Buenaventura, principal puerto del país. El distrito hace parte oficialmente del Área metropolitana del Suroccidente de Colombia, junto con los municipios de Jamundí y Puerto Tejada.
Es uno de los principales centros deportivos de Colombia, destacándose la organización de importantes eventos deportivos como los Juegos Panamericanos de 1971, los Juegos Mundiales de 2013 y los Juegos Panamericanos Juveniles de 2021. Es a su vez conocida como «la capital mundial de la salsa» y «la sucursal del cielo».

## Elementos identitarios

### Toponimia
La ciudad tiene un nombre compuesto a la usanza de casi todas las fundaciones españolas en América. Santiago (uno de los nombres más difundidos en el continente gracias a las devociones de Santiago de Compostela en España), hace honor al Apóstol Santiago. Cali se fundó un 25 de julio, día en que se celebra la fecha del Apóstol Santiago, patrono de España. Por eso se le da este nombre a la ciudad. El nombre de Cali en cambio tiene varias lecturas: puede provenir del idioma paez Caly (tejido sin agujas) o posiblemente hace alusión a uno de los pueblos indo-americanos o al nombre que daba a la región y a un río al sur de la ciudad, Lili (en paez, «húmedo»). También se ha pensado que fueron indígenas aztecas al servicio de los conquistadores quienes dieron el nombre a Cali, del Náhuatl calli («casa») o posiblemente sea una palabra de origen quechua introducida por los indígenas Yanaconas que fueron traídos por el fundador Sebastián de Belalcázar desde Ecuador, interpretación respaldada por la existencia de una población indígena de nombre «Cali Cali» en las proximidades de Quito. La etimología más probable es la paez, puesto que varios nombres del Valle del Cauca encuentran su significado en esa lengua, especialmente si se sigue el antiguo diccionario de Eugenio del Castillo y Orozco.
La ciudad se conoce con otros nombres, como «La Sultana del Valle», nombre procedente de sultanatos árabes que incluyeron el sur de España actual; de donde era oriundo el fundador de Cali (Sebastián de Belalcázar) y algunos conquistadores andaluces.

### Símbolos

#### Bandera

Bandera de Cali.

En 1928 se creó la bandera de Cali y se hizo oficial el 31 de mayo de 1954. La bandera de la ciudad cuenta con franjas horizontales de color blanco, verde, azul y rojo.

#### Escudo

Diseño del escudo de la alcaldía.

Una Real Cédula firmada por Juana de Austria el 17 de junio de 1559, en ausencia de su hermano el rey Felipe II, le concedió a la «muy noble y leal ciudad» su actual escudo:

Siete mogotes (montículos de punta redondeada) de color tierra, que el del medio sea más alto que los otros, y a la mano derecha de la parte de abajo esté una ciudad de oro entre dos ríos y árboles verdes, y en lo de abajo de dicho escudo esté un puerto de mar con una nao en el dicho río, arriba con unas canoas con sus remos de aguas azules y blancas.

#### Himno
El himno de Cali fue escrito por Helcías Martán Góngora. y su música fue compuesta por Santiago Velasco Llanos En 1980 el himno resultó elegido al ganar el concurso nacional organizado por la administración municipal. El 16 de febrero de 1980 el himno fue adoptado de manera oficial y estrenado con motivo del sesquicentenario del fallecimiento de Simón Bolívar en el Teatro Municipal de Cali.

## Geografía

### Localización
La ciudad está ubicada en las coordenadas 3°27′00″N 76°32′00″O / 3.45000, -76.53333, en el departamento del Valle del Cauca. Geográficamente Cali está en el valle del río Cauca, el segundo en importancia del país. A la altura de Cali este valle tiene 35 km de ancho y la zona urbana esta sobre el costado occidental del río. La parte occidental de la ciudad se encuentra custodiada por los célebres Farallones de Cali, que forman parte de la Cordillera Occidental de los Andes colombianos.
El municipio de Cali limita al norte con Yumbo y la Cumbre, al nororiente con Palmira y al oriente con Candelaria. Al sur se encuentra el municipio de Jamundí, el área rural de Buenaventura al suroccidente y Dagua al noroccidente.
La ciudad es plana con una elevación promedia de 1000 m s. n. m.. Cali se sitúa además en un punto neurálgico y estratégico: hacia el occidente (aproximadamente 100 km) se conecta con el puerto de Buenaventura sobre el litoral pacífico, y al noreste el centro industrial de Yumbo. La ciudad es paso además de la Vía Panamericana y por ende paso obligado desde Colombia hacia el Ecuador.

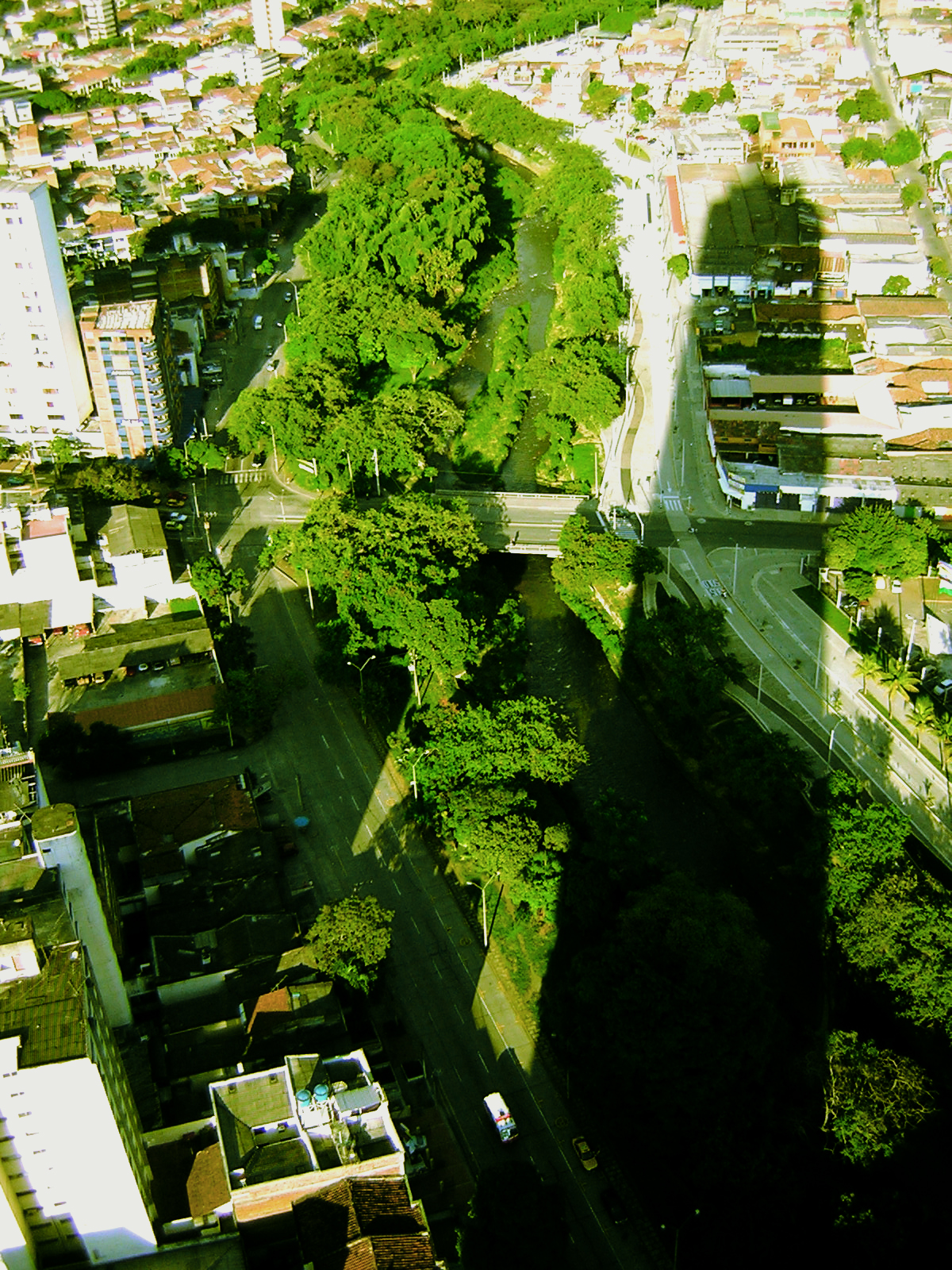
Río Cali visto desde la Torre de Cali.

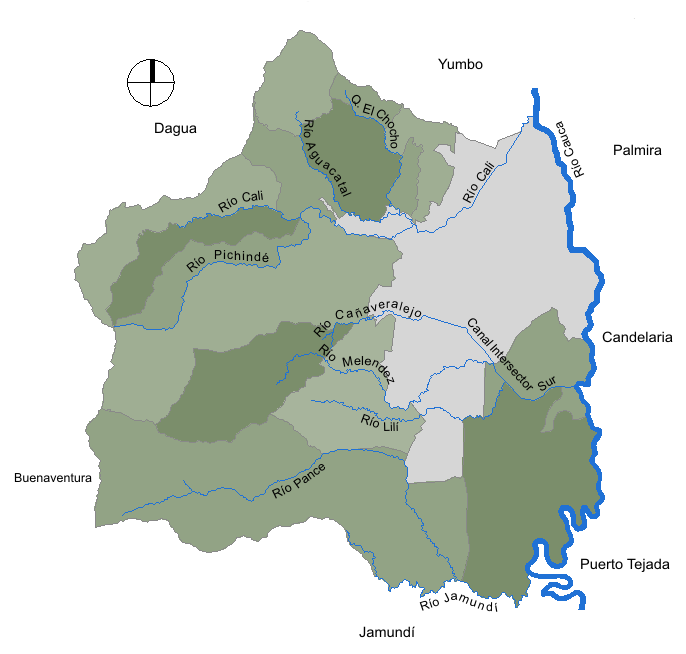
Ríos del municipio de Cali.

El principal río de la ciudad y el departamento es el río Cauca, la parte correspondiente al municipio viene desde la desembocadura del río Jamundí hasta el límite entre Cali y Yumbo. El Cauca es de naturaleza sinuosa en su paso por el departamento del Valle, en 40 km navegados en el municipio se avanzan solamente 26 km en dirección sur-norte tras múltiples meandros.
A la mitad de su recorrido en Cali, el río Cauca recibe la carga contaminante del Canal Intersector (CVC) Sur, que trae aguas negras de la parte suroriental de la ciudad. Este canal bordea por casi 1 km al basurero de Navarro que se encuentra a 2,5 km del río Cauca. Aunque este basurero ha sido cerrado definitivamente (enero de 2008), miles de toneladas de basura fueron dispuestas de manera poco tecnificada y se estarían filtrando lixiviados al canal colector contaminando posteriormente al río Cauca.
Siguiendo el curso del Cauca, 11 km después de la desembocadura del Canal Colector Sur, se encuentra la planta de potabilización de Puerto Mallarino, donde se toma el 80% del agua que consume la ciudad. El río recibe un alivio, 3,4 km después, en la planta de tratamiento de aguas residuales de Cañaveralejo PTAR-C. Finalmente, tras 40 km, el Cauca sale de Cali para entrar en el centro industrial de Yumbo, donde le espera más contaminación.
Varios ríos descienden de la Cordillera Occidental pasando por el área municipal de Cali, marcando límites entre los corregimientos y desembocando en el río Cauca. En el norte del municipio nacen la Quebrada el Chocho y el río Aguacatal. La Quebrada el Chocho empieza en el corregimiento de La Paz (norte del Municipio), baja en sentido norte-sur marcando el límite oriental del corregimiento de La Castilla y finalizando en el río Aguacatal al noroccidente de la ciudad. A su vez, el río Aguacatal nace en el corregimiento de La Elvira, su caudal marca el límite occidental del corregimiento de La Castilla y desemboca en el río Cali.
En el occidente del municipio nace el río Cali, entre los corregimientos de Felidia y La Leonera, entra al área urbana entre los cerros de Cristo Rey y las Tres Cruces y finalmente tributa sus aguas al río Cauca en el norte de la ciudad. Más hacia el occidente del municipio nace el río Pichindé, que marca el límite entre el corregimiento homónimo y el de Los Andes, y muere en el río Cali cerca de El Saladito. Los ríos Cañaveralejo, Melendez y Lilí nacen en el centro del Municipio y terminan en el Canal Intersector CVC Sur, el cual vierte sus aguas en el río Cauca en el sur de la ciudad. En el Corregimiento de Pance, nace el río homónimo el cual tributa sus aguas en el río Jamundí, este a su vez desemboca en el río Cauca al suroriente del municipio.

### Clima

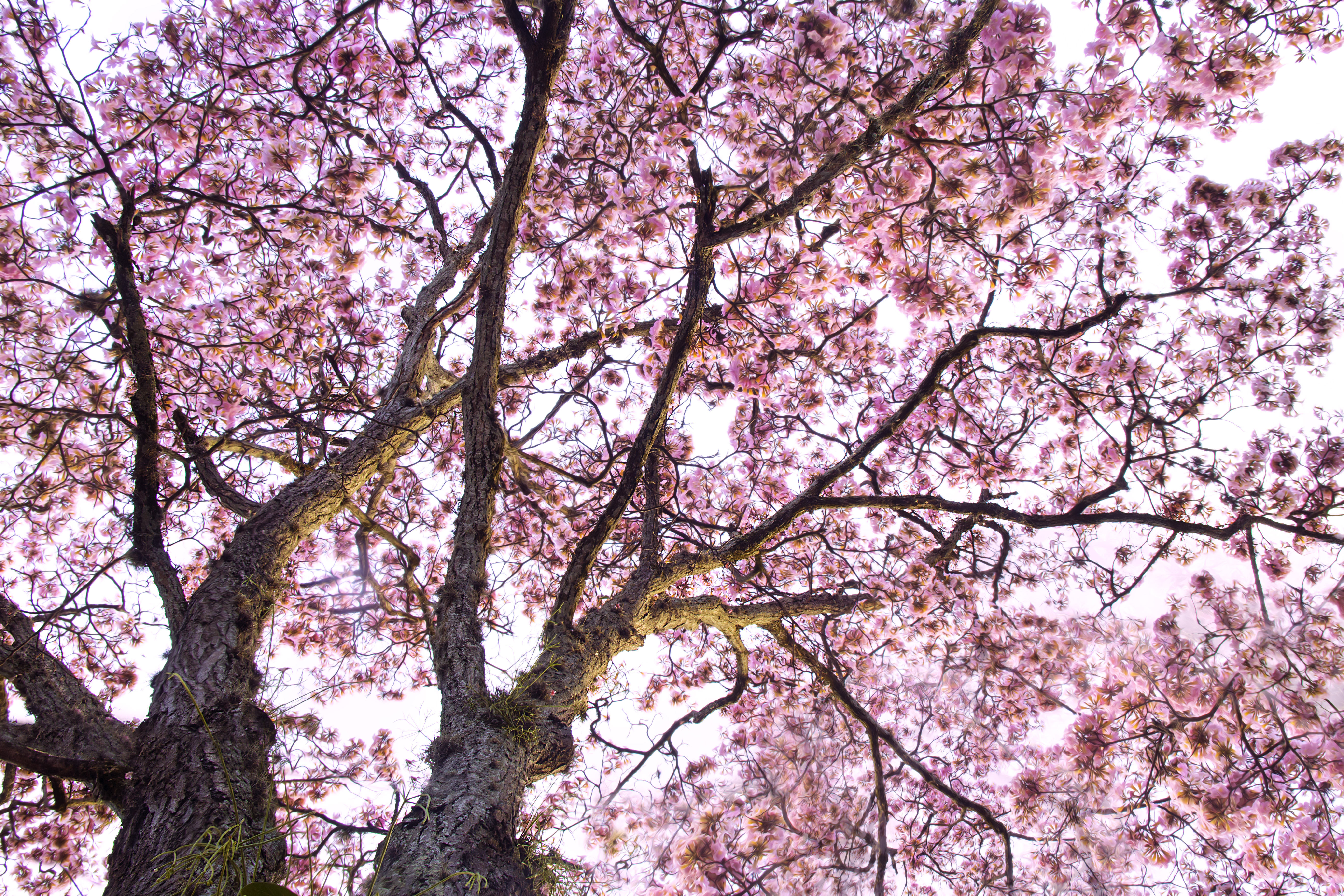
Árbol de Tabebuia rosea (guayacán) en un parque de Cali. Este árbol florece durante todo el año debido al clima tropical de la ciudad.

El clima de Cali es cálido y seco, dentro de la categoría As - Tropical con verano seco según la Clasificación climática de Köppen. La Cordillera Occidental bloquea los frentes de aire húmedo provenientes del océano Pacífico aunque es notable que la brisa marina llega a la ciudad. La Cordillera Occidental tiene 2000 m de altitud promedio en el norte de la ciudad y alcanza los 4100 m en el sur, esto hace que en la ciudad la región suroccidental sea más lluviosa que la noroccidental. En promedio la precipitación anual va desde los 900 mm en las zonas más secas hasta los 1800 mm en las zonas más lluviosas, con 1483 mm promedio sobre la mayor parte de su territorio. La temperatura media es de 24.5 °C (76.1 °F). En la madrugada la temperatura mínima está entre 17 y 24 °C (66 °F) y un máximo promedio entre 30 y 34 °C (86 °F) en las tardes, las noches generalmente son más frescas, con un promedio entre 21 °C (66 °F) y 24 °C (66 °F). La temperatura máxima absoluta de 36 °C y mínima absoluta de 13 °C. Las estaciones secas van de diciembre a febrero y de junio a agosto y la estación de lluvias de marzo a mayo y de septiembre a noviembre. La humedad relativa del aire es ligeramente menor a 70 % en los meses secos y en épocas de lluvias alcanza valores de 75 a 76%. El sol brilla cerca de 4 horas diarias en los meses lluviosos, pero en los meses secos, la insolación llega a 6 horas diarias, en promedio.
La temperatura más alta registrada en Cali fue de 39 °C el día 16 de agosto de 1979, y la más baja fue de 14 °C el 18 de junio de ese mismo año.
| Parámetros climáticos promedio de Cali (Universidad del Valle), normales 1981-2010 | Parámetros climáticos promedio de Cali (Universidad del Valle), normales 1981-2010 | Parámetros climáticos promedio de Cali (Universidad del Valle), normales 1981-2010 | Parámetros climáticos promedio de Cali (Universidad del Valle), normales 1981-2010 | Parámetros climáticos promedio de Cali (Universidad del Valle), normales 1981-2010 | Parámetros climáticos promedio de Cali (Universidad del Valle), normales 1981-2010 | Parámetros climáticos promedio de Cali (Universidad del Valle), normales 1981-2010 | Parámetros climáticos promedio de Cali (Universidad del Valle), normales 1981-2010 | Parámetros climáticos promedio de Cali (Universidad del Valle), normales 1981-2010 | Parámetros climáticos promedio de Cali (Universidad del Valle), normales 1981-2010 | Parámetros climáticos promedio de Cali (Universidad del Valle), normales 1981-2010 | Parámetros climáticos promedio de Cali (Universidad del Valle), normales 1981-2010 | Parámetros climáticos promedio de Cali (Universidad del Valle), normales 1981-2010 | Parámetros climáticos promedio de Cali (Universidad del Valle), normales 1981-2010 |
| Mes                                                                                | Ene.                                                                               | Feb.                                                                               | Mar.                                                                               | Abr.                                                                               | May.                                                                               | Jun.                                                                               | Jul.                                                                               | Ago.                                                                               | Sep.                                                                               | Oct.                                                                               | Nov.                                                                               | Dic.                                                                               | Anual                                                                              |
| ---------------------------------------------------------------------------------- | ---------------------------------------------------------------------------------- | ---------------------------------------------------------------------------------- | ---------------------------------------------------------------------------------- | ---------------------------------------------------------------------------------- | ---------------------------------------------------------------------------------- | ---------------------------------------------------------------------------------- | ---------------------------------------------------------------------------------- | ---------------------------------------------------------------------------------- | ---------------------------------------------------------------------------------- | ---------------------------------------------------------------------------------- | ---------------------------------------------------------------------------------- | ---------------------------------------------------------------------------------- | ---------------------------------------------------------------------------------- |
| Temp. máx. abs. (°C)                                                               | 36.3                                                                               | 36.5                                                                               | 36.4                                                                               | 33.2                                                                               | 32.8                                                                               | 33.2                                                                               | 34.4                                                                               | 35.0                                                                               | 34.5                                                                               | 33.7                                                                               | 32.0                                                                               | 32.8                                                                               | 36.5                                                                               |
| Temp. máx. media (°C)                                                              | 30.0                                                                               | 30.3                                                                               | 30.2                                                                               | 29.6                                                                               | 29.4                                                                               | 29.6                                                                               | 30.3                                                                               | 31.1                                                                               | 30.7                                                                               | 29.5                                                                               | 29.0                                                                               | 29.2                                                                               | 29.9                                                                               |
| Temp. media (°C)                                                                   | 24.5                                                                               | 24.7                                                                               | 24.7                                                                               | 24.4                                                                               | 24.4                                                                               | 24.4                                                                               | 24.7                                                                               | 25.1                                                                               | 24.8                                                                               | 24.1                                                                               | 23.8                                                                               | 24.1                                                                               | 24.5                                                                               |
| Temp. mín. media (°C)                                                              | 19.4                                                                               | 19.5                                                                               | 19.6                                                                               | 19.6                                                                               | 19.6                                                                               | 19.2                                                                               | 18.7                                                                               | 18.7                                                                               | 19.0                                                                               | 19.1                                                                               | 19.2                                                                               | 19.4                                                                               | 19.2                                                                               |
| Temp. mín. abs. (°C)                                                               | 14.4                                                                               | 15.4                                                                               | 14.6                                                                               | 14.6                                                                               | 16.2                                                                               | 15.1                                                                               | 13.6                                                                               | 13.4                                                                               | 14.2                                                                               | 15.0                                                                               | 15.1                                                                               | 15.0                                                                               | 13.4                                                                               |
| Precipitación total (mm)                                                           | 102.7                                                                              | 109.5                                                                              | 149.6                                                                              | 191.3                                                                              | 162.7                                                                              | 89.4                                                                               | 63.0                                                                               | 51.0                                                                               | 103.0                                                                              | 160.7                                                                              | 170.2                                                                              | 130.3                                                                              | 1483.4                                                                             |
| Días de precipitaciones (≥ 1 mm)                                                   | 12                                                                                 | 12                                                                                 | 15                                                                                 | 18                                                                                 | 16                                                                                 | 12                                                                                 | 10                                                                                 | 9                                                                                  | 13                                                                                 | 18                                                                                 | 18                                                                                 | 14                                                                                 | 164                                                                                |
| Horas de sol                                                                       | 183.0                                                                              | 155.8                                                                              | 166.5                                                                              | 139.0                                                                              | 147.1                                                                              | 153.1                                                                              | 189.9                                                                              | 175.1                                                                              | 157.4                                                                              | 151.1                                                                              | 153.8                                                                              | 170.1                                                                              | 1941.9                                                                             |
| Fuente n.º 1: PDF Instituto de Hidrología Meteorología y Estudios Ambientales      |                                                                                    |                                                                                    |                                                                                    |                                                                                    |                                                                                    |                                                                                    |                                                                                    |                                                                                    |                                                                                    |                                                                                    |                                                                                    |                                                                                    |                                                                                    |
| Fuente n.º 2: Instituto de Hidrología, Meteorología y Estudios Ambientales         |                                                                                    |                                                                                    |                                                                                    |                                                                                    |                                                                                    |                                                                                    |                                                                                    |                                                                                    |                                                                                    |                                                                                    |                                                                                    |                                                                                    |                                                                                    |

### Recursos naturales

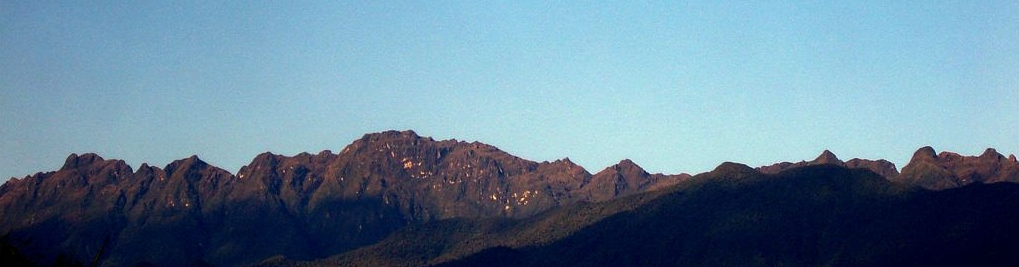
Panorámica de los farallones de Cali.

La ubicación dentro del Valle del Cauca, el clima y el relieve, hacen de la ciudad un espacio de gran riqueza natural. La confluencia de ríos y otras fuentes hídricas hacen que la región sea una potencia natural de cultivos como la caña de azúcar y de la cría de animales.
En cuanto a minerales, aunque el Valle del Cauca no es una región de metales, en el municipio de Cali hay varias minas de carbón mineral en las llamadas formaciones Guachinté y Ferreira, ubicadas al sur y norte del área urbana en la franja central del municipio. En la parte norte del área urbana, extendiéndose hacia Yumbo hay minas a cielo abierto de materiales para la construcción.

### Contaminación ambiental
Los reportes del Departamento Administrativo de Gestión del Medio Ambiente (DAGMA) muestran una mejoría en la calidad del aire de la ciudad. Hasta finales del 2004 la zona norte, crítica por la cercanía del centro industrial de Yumbo, contenía más de 50 μg/m³ de partículas de polvo (el máximo normativo internacionalmente); para el primer trimestre del 2006 la contaminación atmosférica del norte se había reducido hasta 40 μg/m³. La concentración promedio de partículas en el aire de la ciudad (33,90 μg/m³) está por debajo del máximo permitido, pero puede considerarse alto por las condiciones geográficas de la zona urbana ubicada en un valle de más de 30 km de ancho, aunque es bajo comparado con otras ciudades colombianas como Medellín y Bogotá donde el índice es superior a los 60 μg/m³. La contaminación del aire es debida en gran parte a la cantidad de automotores, a su lenta movilidad, y a la baja calidad de la gasolina empleada (con 5.000ppm de azufre).
En cuanto a contaminación hídrica, el DAGMA realiza mediciones de la Demanda biológica de oxígeno DBO5 y de Sólidos Suspendidos Totales (SST). Según reportes del 2005 el río Cauca tiene en promedio 3,94 mg/l en el índice DBO5 lo cual es considerado contaminación moderada, sin embargo los ríos Cali y Cañaveralejo tienen en promedio 55,5 y 79,7 mg/l respectivamente, superando el límite de potabilidad (50 mg/l).

## Historia

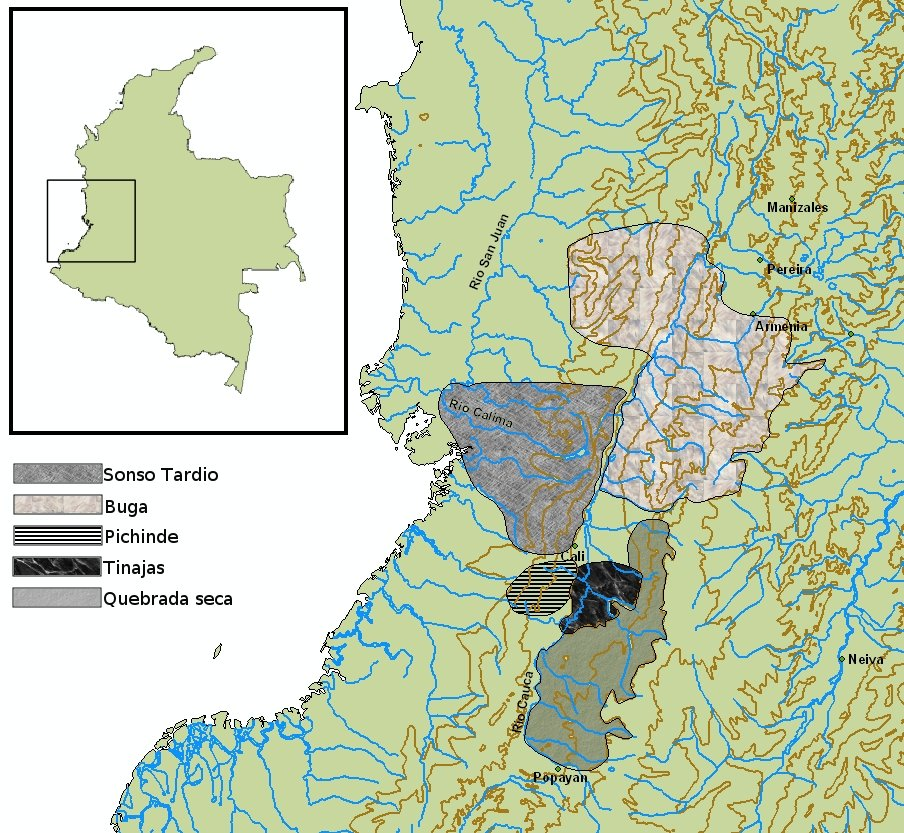
Principales culturas arqueológicas del Valle del Cauca a la llegada de los españoles.

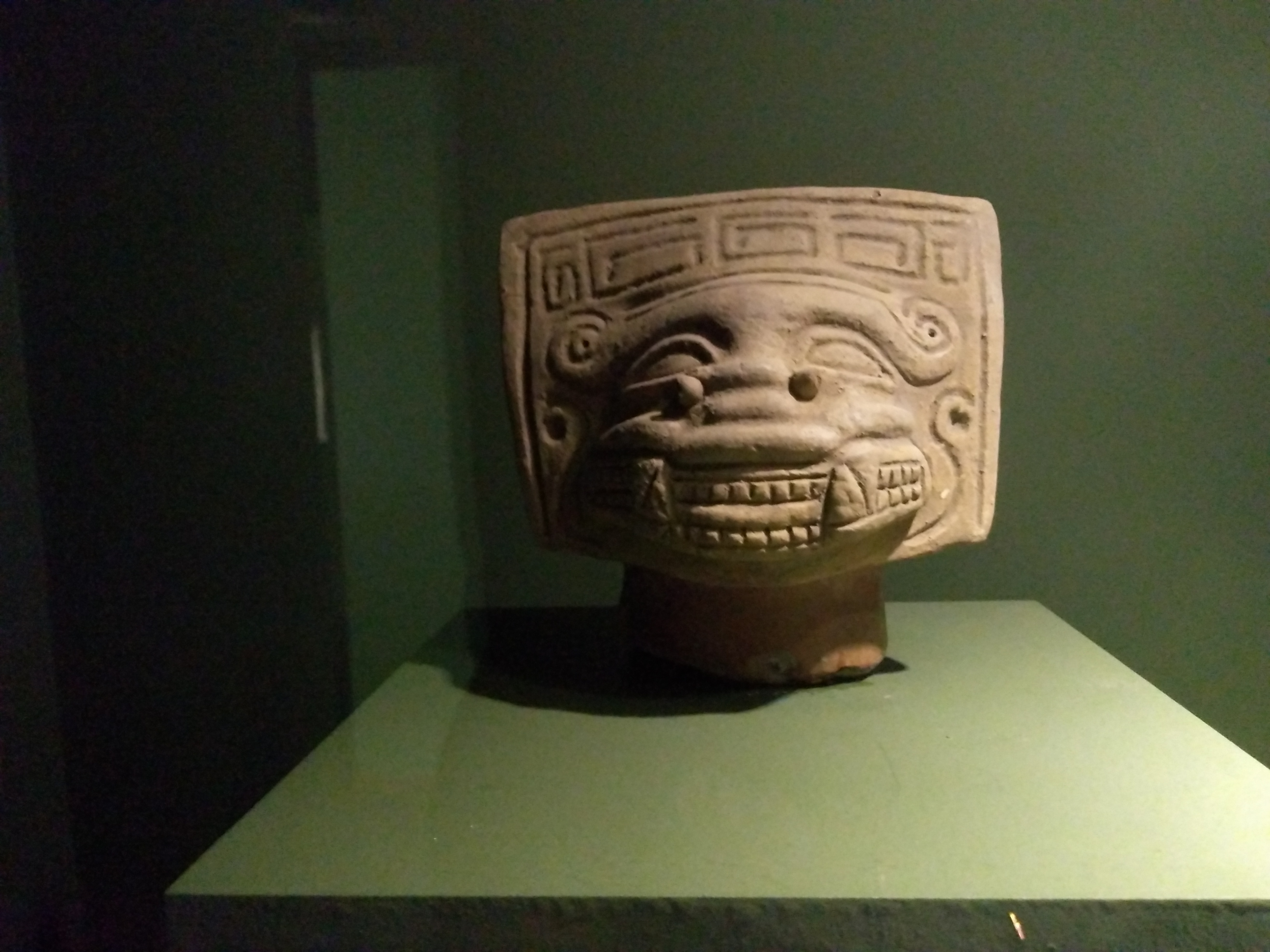
Muestra de arte precolombino, en el Museo Departamental de Ciencias Naturales de Cali.

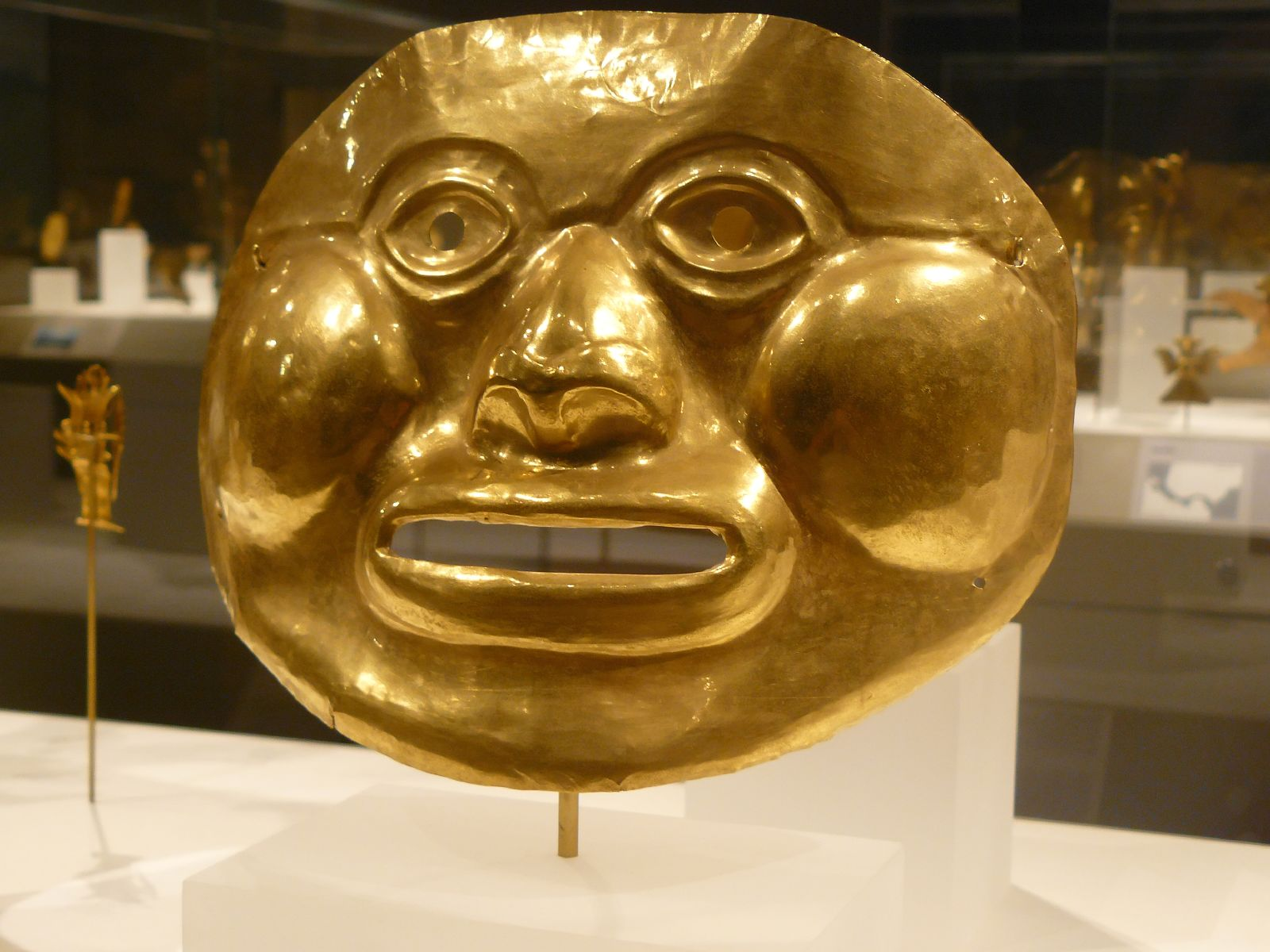
Máscara funeraria de la Cultura calima (fase ilama), en el Museo Metropolitano de Arte de Nueva York.

Santiago de Cali es una de las ciudades más antiguas de Colombia y del continente americano. Su fundación data del año 1536 de manos del conquistador Sebastián de Belalcázar a solo tres años de la fundación de Cartagena de Indias (1533), dos años antes de la fundación de Santa Fe de Bogotá (1538), a once años de Santa Marta (1525) y a 26 años de la fundación de la primera población hispánica en el continente: Santa María la Antigua del Darién (1510), desaparecida.

### Época precolombina
Cali, y en general la región interandina y el litoral Pacífico del departamento del Valle del Cauca, constituyen un área del interés arqueológico de la época precolombina. Si bien muchos pueblos amerindios de la región tienen relación directa con las familias caribes, también se analiza la probabilidad de antiguas incursiones culturales mesoamericanas. Cerca de Cali se encuentran vestigios arqueológicos de la Cultura Calima, pertenecientes a la familia lingüística Caribe.
A la llegada de los españoles, los indios Gorrones habitaban entre los actuales municipios de Roldanillo y Cali - el mayor asentamiento gorrón estaba ubicado sobre el río Pescador, cerca de las actuales poblaciones de Zarzal y Bugalagrande. Los Gorrones ejercían el trueque con los Quimbaya que habitaban en el norte del actual departamento del Valle del Cauca y el Eje Cafetero.

### Conquista
En 1534, el conquistador español Sebastián de Belalcázar funda la ciudad de Quito en una expedición enviada por Francisco Pizarro. Posteriormente, en búsqueda de El Dorado, entra al actual territorio colombiano y funda la ciudad de Popayán. Si la dominación del Imperio inca resultó no muy complicada, la caída de los pueblos amerindios de la actual Colombia tampoco resultaría difícil, dada su organización política de confederación de tribus. En su ruta hacia el actual departamento del Valle del Cauca los españoles pasaron por la región de los Timbas, quienes huyeron dejando atrás su pueblo y sus pertenencias, lo cual significó un botín fácil para los españoles. En su travesía hacia el norte, los conquistadores entraron al territorio del cacique Jamundí cuyo pueblo dominaba la región entre los ríos Pance y Jamundí. Los jamundíes resistieron fuertemente a los invasores, peleando con dardos y flechas envenenadas contra los arcabuces y espadas de los españoles.
Tras la derrota y toma del pueblo Jamundí, los españoles obtuvieron oro, lo que aumentó su ambición y su coraje de avance hacia el norte. El último eslabón importante de la región lo constituía el aguerrido cacique Petecuy y su pueblo, que se ubicaba entre el río Lilí y la Cordillera Occidental de los Andes. Petecuy enfrentó a los invasores con un gran ejército formado por una confederación de tribus. La batalla definitiva en la que uno de los antiguos soberanos de las Américas cayó ante el dominio europeo, tuvo lugar un Martes Santo del año 1536.
Al contrario de Petecuy y Jamundí, los Gorrones se rindieron fácilmente ante los españoles. Los pueblos amerindios dominados fueron divididos como en todas las nacientes colonias, en las encomiendas y otras estructuras del dominio español. Se inició además el fenómeno del mestizaje con la mezcla entre españoles y los aborígenes. Posteriormente, con la traída de africanos esclavizados a suelo americano, este proceso tendría dimensiones mayores.

### Fundación

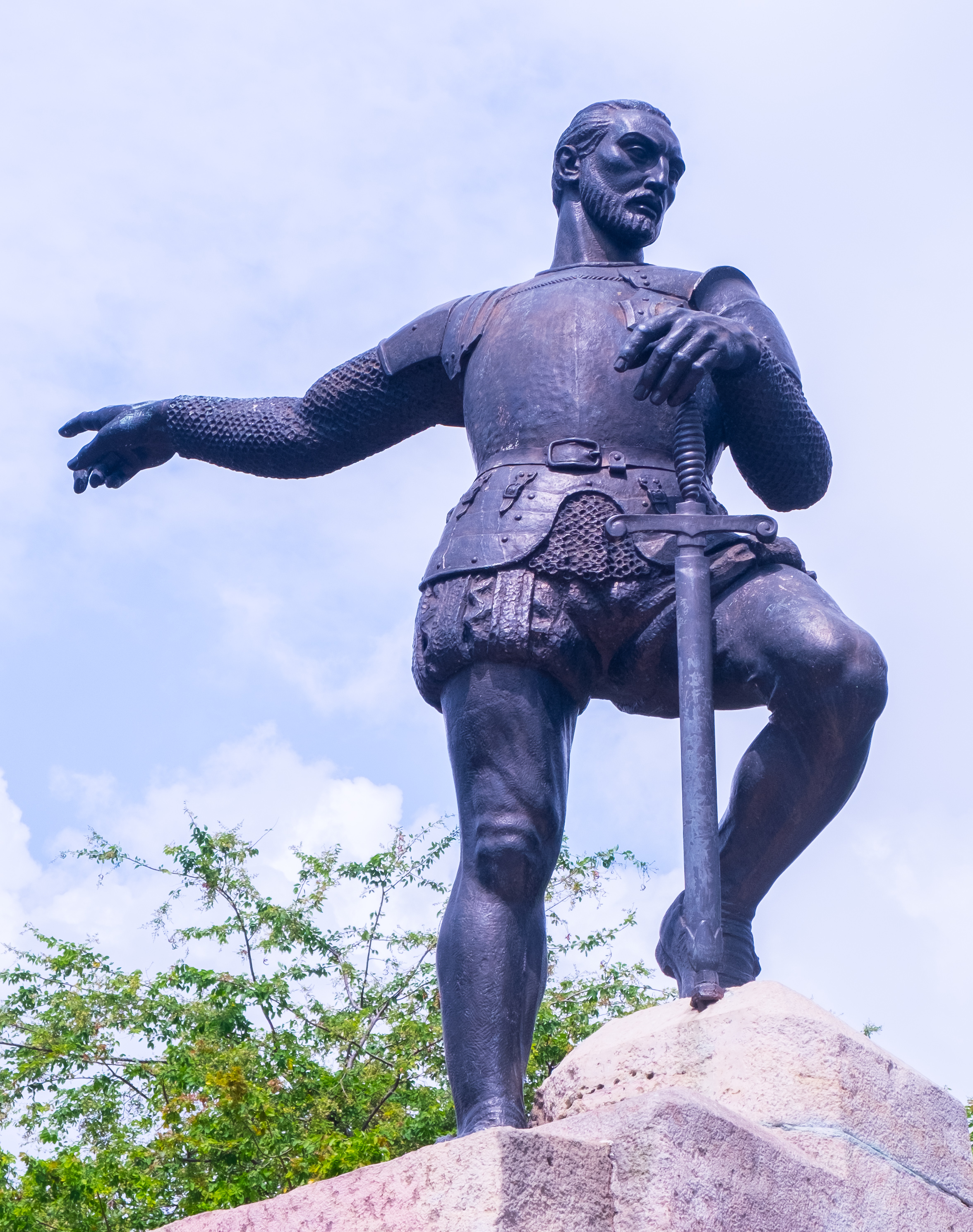
Monumento a Sebastián de Belalcázar, ubicado en el occidente de la ciudad.

El 25 de julio de 1536 Sebastián de Belalcázar fundó la ciudad de Santiago de Cali, inicialmente establecida al norte del río, cerca de Vijes y Riofrío. Bajo órdenes de Belalcázar el capitán Miguel Muñoz reubicó la ciudad, donde el capellán Fray Santos de Añasco celebró una misa en el lugar ocupado por la Iglesia de la Merced.
Durante la Colonia, la ciudad Santiago de Cali fue parte de la Gobernación de Popayán, la cual era parte del Virreinato del Perú. Aunque Cali fue inicialmente la capital de la Gobernación, en 1540 Belalcázar asigna esta función a Popayán debido al clima templado de esa ciudad. Igual que el resto de los territorios colonizados en América Latina, la ciudad muy pronto empezó a tener rebeliones de cimarrones: «En 1580 se tenía conocimiento de brotes de cimarronaje y de rebeliones de esclavos negros en la gobernación de Popayán, específicamente en los alrededores de la ciudad de Santiago de Cali; esclavos negros asediaban los caminos reales de las cercanías de la ciudad». Los palenques dieron origen a muchas de las poblaciones cercanas, como la de Morga en el corregimiento de El Hormiguero, y se convirtieron en espacios de resistencia a la opresión y proyectos muy tempranos de libertad colectiva.
Hasta el siglo XVIII mucho del presente territorio de Cali estaba ocupado por haciendas y la ciudad era únicamente una pequeña villa en las proximidades del río Cali. Las haciendas eran propiedad de la clase española, quienes tenían numerosos esclavos y dedicaban sus tierras a la ganadería y la siembra de la caña de azúcar. Al urbanizar muchas de estas haciendas darían origen a barrios, como Cañaveralejo, Pasoancho, Arroyohondo, Cañasgordas, Limonar y Meléndez.
En la época de la Colonia, Cali ocupaba una posición estratégica para el comercio. Su ubicación nuevamente la haría sitio clave en el paso entre las regiones mineras de Antioquia, Popayán y Chocó. En esta época se construyó el primer camino de herradura entre Buenaventura y Cali.

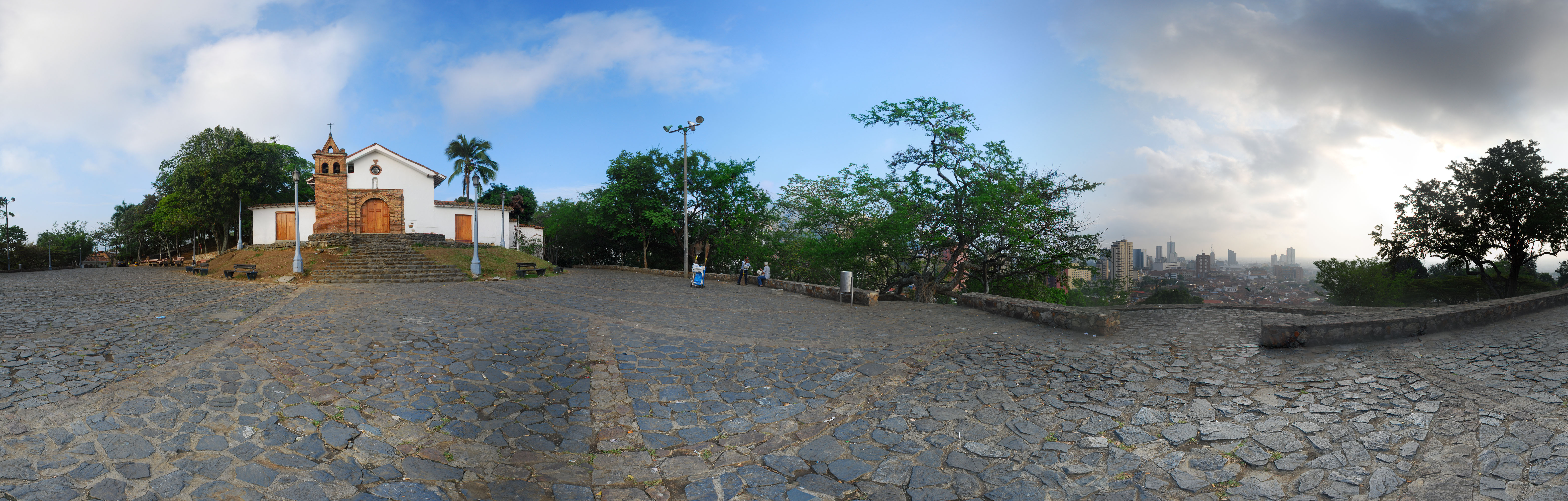
Capilla de San Antonio, ubicada en el barrio San Antonio, uno de los más antiguos de la ciudad, fundado el 24 de diciembre de 1746.

### Las Ciudades Confederadas del Valle del Cauca

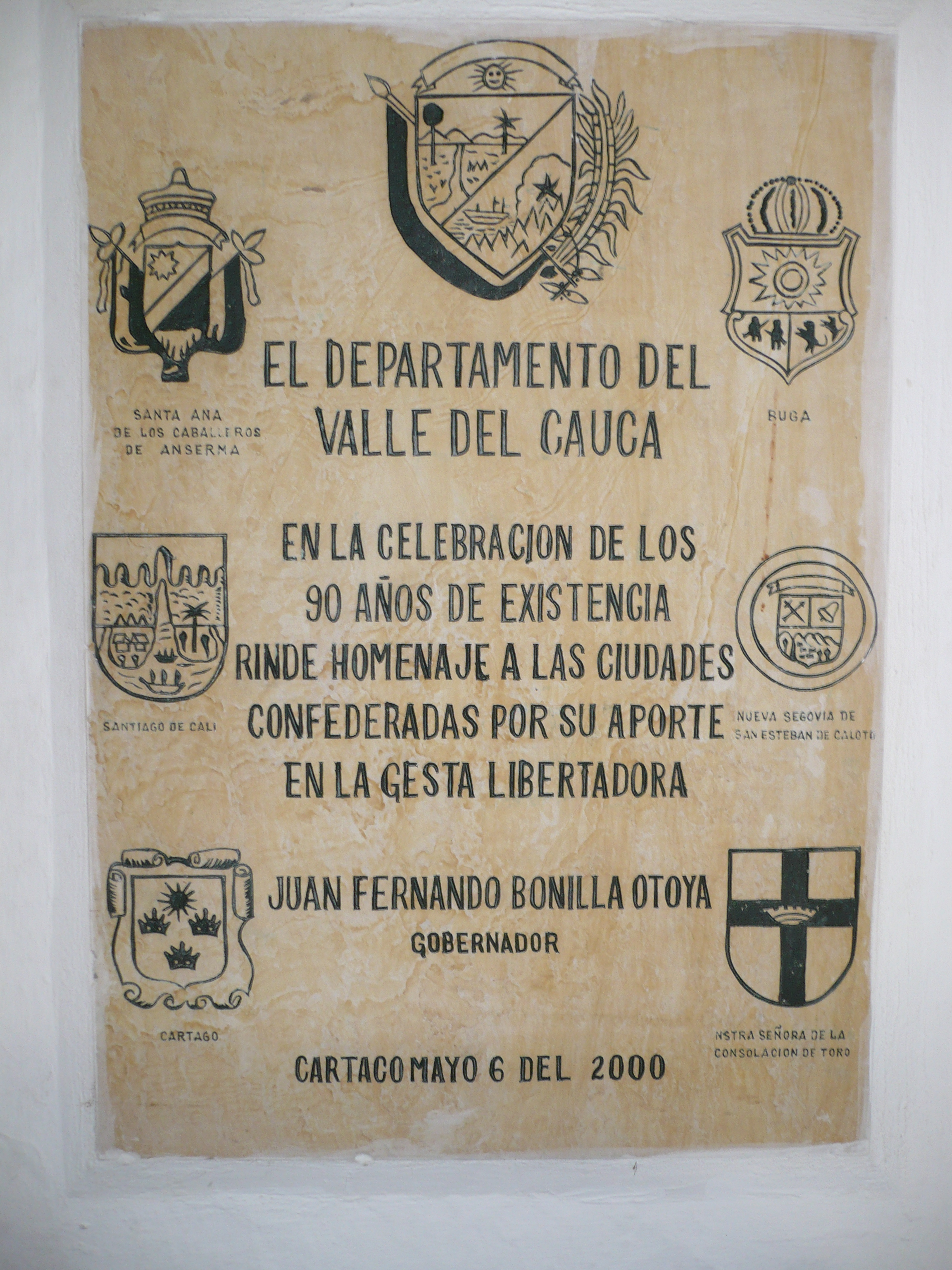
Homenaje a las Ciudades Confederadas, Casa del Virrey (Cartago).

El 3 de julio de 1810 Santiago de Cali proclamó su independencia de la Gobernación de Popayán. Este levantamiento se dio 17 días antes del Grito de Independencia en Santa Fe de Bogotá. Los independentistas buscaron apoyo para su causa y formaron las «Ciudades Amigas del Valle del Cauca» que reunía a Cali, Cartago, Toro, Buga, Anserma (Ansermanuevo) y Caloto. El gobernador de Popayán, Miguel Tacón y Rosique, organizó un ejército para controlar los levantamientos. Los patriotas caleños hicieron un llamado de ayuda a la Junta Suprema de Bogotá, la cual envió un contingente para soportar la causa independentista al mando del coronel Antonio Baraya. El 28 de marzo de 1811 en la Batalla del Bajo Palacé, el ejército de Baraya con la ayuda de Atanasio Girardot derrotó a las tropas realistas. El primer muerto se dio en esa batalla y se trató del afrodescendiente Juan Cancio, junto al general Manuel María Larrahondo. El territorio de Cali y la Nueva Granada en general, serán independientes durante la llamada Patria Boba. Para 1815 el rey Fernando VII de España envió un gran ejército bajo el mando del Pacificador Pablo Morillo quien devolvió el poder a la Corona Española.

### La campaña de Bolívar y la Gran Colombia
En 1819, después de que Simón Bolívar derrotó al grueso del ejército realista en la Batalla de Boyacá, se sucedieron nuevos levantamientos en el Valle del Cauca y los criollos tomaron el control de la región definitivamente. En 1822 Simón Bolívar pasó por Cali siendo recibido con honores. Con Bolívar ocupado en la guerra, Francisco de Paula Santander toma las riendas del gobierno de la naciente Gran Colombia. La mentalidad progresista de Santander expresada en la separación del Estado de la Iglesia católica trajo beneficios a Cali como la creación del Colegio Santa Librada en los predios del Convento de San Agustín. Tras un segundo viaje al Perú, Bolívar regresa y pasa por Cali en 1829 donde es recibido con alborozo.

### La República de la Nueva Granada

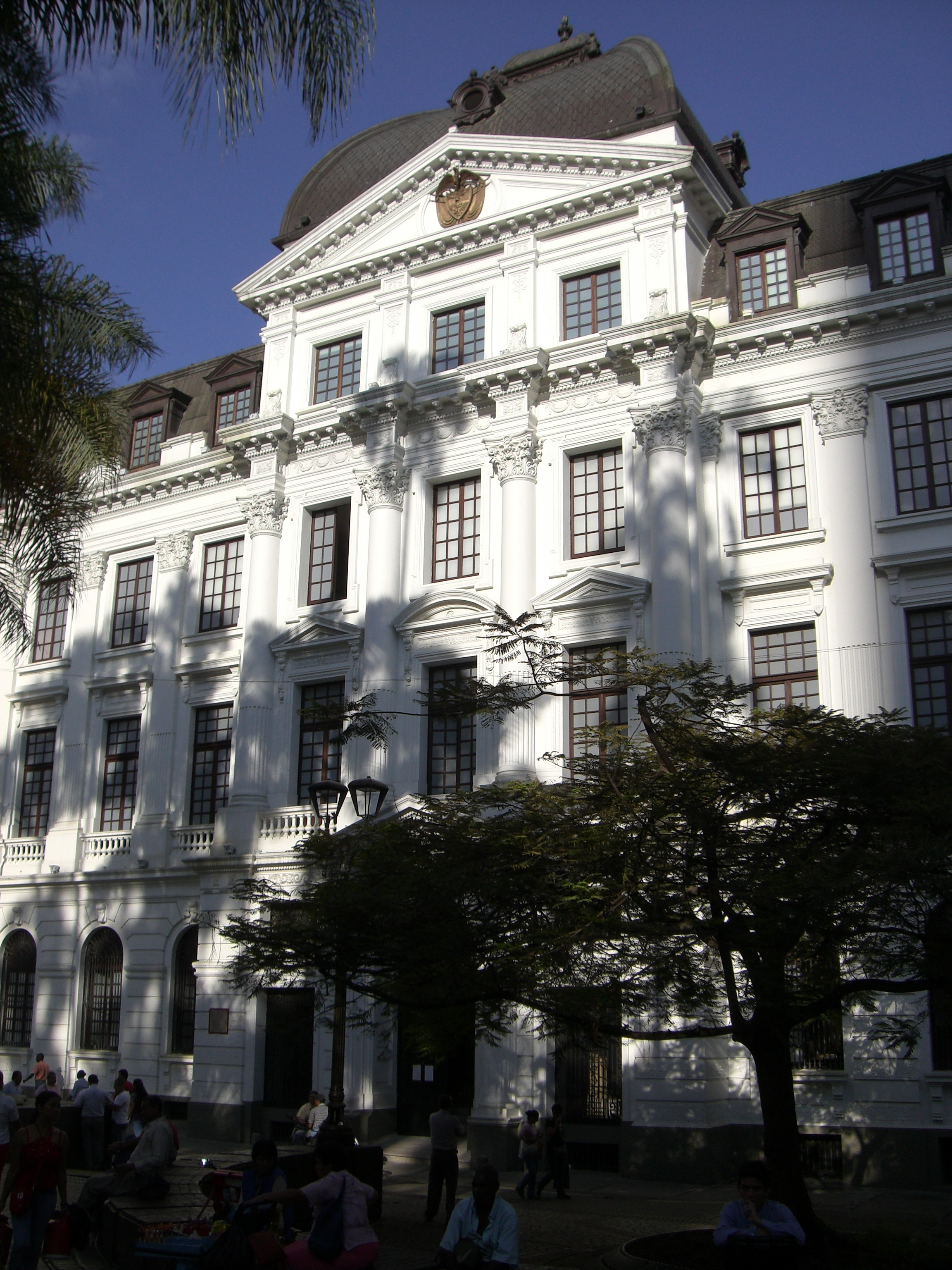
Palacio Nacional.

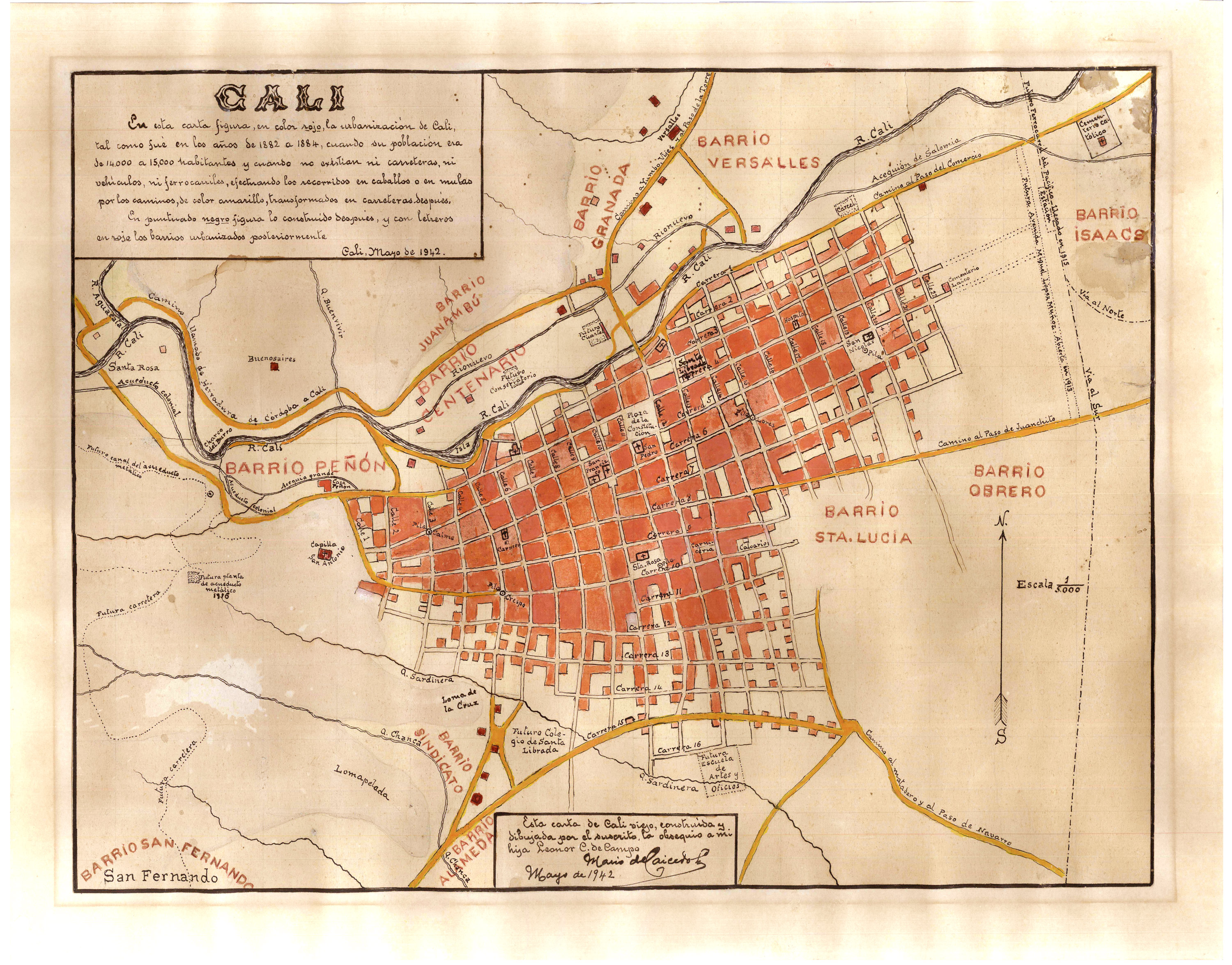
Mapa de Cali en 1880.

La economía de la región Vallecaucana estaba basada en la hacienda, en los centros urbanos como Cali la economía no había tomado auge. En 1830 Cali estaba conformada por los barrios: San Antonio, La Merced, Santa Rosa, San Nicolás y Santa Librada.
En 1832 Santander es designado presidente de la República de la Nueva Granada. Una nueva constitución le da autonomía a las provincias y Santander logra un mandato exitoso en el campo político y económico. En 1835 la Gobernación de Popayán se dividió en las provincias de Buenaventura, Cauca y Popayán; Cali quedó adscrita a la provincia de Buenaventura. Este año se inician los trabajos del Puente Ortiz, que unificaría la ciudad y serviría para desarrollar el norte de la misma.
Como sucesor de Santander el congreso designa a José Ignacio de Márquez, quien enfrenta rebeliones en el sur del país lideradas por José María Obando. En 1841 Obando incita la rebelión de esclavos en el sur del Valle del Cauca, y forma un ejército de guerrillas que termina tomándose Cali y sembrando el terror en los territorios entre Cali y Popayán. Ya para 1843, ante la inestabilidad que trajeron las guerrillas seguidoras de Obando, el gobierno central asigna al general Eusebio Borrero la tarea de controlar los insurgentes, tarea en la que este militar no tuvo éxito. El cese de hostilidades en la región fue lograda por Pedro Alcántara Herrán, sucesor de José Ignacio de Márquez.
Con una nueva constitución en 1845, el general Tomás Cipriano Mosquera es designado como sucesor de Alcántara Herrán. El mandato de Mosquera trajo prosperidad al país, en Cali se dio impulso a la educación trayendo profesores educados en Europa, al Colegio Santa Librada.
Posteriormente a la Guerra de los Supremos se formarán los partidos, José Hilario López es designado como sucesor de Mosquera en 1849, quien a pesar de condiciones adversas obtiene importantes logros como la total abolición de la esclavitud, lo que significó el fin de las haciendas en el Valle del Cauca. La mano suave de López permite la formación de grupos de bandoleros que trajeron inestabilidad y caos, imposibilitando el resurgir de la actividad económica.
Para 1850 se inició la construcción del camino entre Cali y Buenaventura, una necesidad primaria para una región tan aislada como Cali.
Después de un periodo de inestabilidad política, en 1855 el caleño Manuel María Mallarino, como vicepresidente, reemplaza a José María Obando ante su destitución por el Senado. Con Mallarino llega un periodo de relativa calma y auge de la economía del Valle del Cauca con un aumento de las exportaciones de tabaco, quinina, oro y café.
De la Confederación Granadina se puede decir que la guerra civil dejó a la ciudad en una profunda crisis económica, aunque vale resaltar que en 1860 el ingenio La Manuelita fue modernizado, liderando el posterior desarrollo de la industria azucarera del Valle del Cauca.

### Estados Unidos de Colombia
Los problemas de gobierno durante el inicio de los Estados Unidos de Colombia (1866) trajeron consecuencias negativas a Cali y el Valle. El golpe de Estado de Santos Acosta conllevó a la interrupción por varios años de las obras del camino Cali-Buenaventura, lo que trajo un retraso al desarrollo económico de la ciudad y la región.
En cuanto a infraestructura, en 1869, después de cuatro años en su planeamiento se empiezan las obras del camino entre Cali y Palmira. El paso sobre el río Cauca fue hecho con una lancha por cable. En 1870 se plantea la construcción del acueducto municipal de Cali, obras que se concluirían casi 30 años más tarde. Con Manuel Murillo Toro en la presidencia, en 1872 se firma con la Compañía Minera y Constructora del Valle del Cauca el contrato para la construcción del Ferrocarril del Pacífico. También en el mandato de Murillo Toro llega el telégrafo a Cali el 11 de febrero de 1873. La economía de la región empieza a prosperar.
Durante el gobierno de Aquileo Parra, en 1875 la depresión económica y la guerra civil, causa estragos en la economía del Valle del Cauca. El 24 de diciembre de 1876 Cali es tomada y saqueada por un grupo bandolero conformado mayoritariamente por afroamericanos, posteriormente una plaga de langostas arruina los cultivos y un periodo de sequía seguido de un invierno intenso, arruina la agricultura de la región trayendo una hambruna. El periodo de mando de Parra es terminado por el general Sergio Camargo. Para la región Vallecaucana se da la firma de un contrato con el ingeniero cubano Francisco J. Cisneros para la construcción del Ferrocarril del Pacífico en 1829.

### Cali durante la naciente República de Colombia
La guerra civil estalla con gran intensidad en 1885, bajo la presidencia de Rafael Núñez, las ciudades de Cali y Buenaventura habían caído en manos rebeldes y son recuperadas por el general Juan Eleuterio Ulloa. Tras la derrota de los rebeldes, Núñez establece la Constitución de Colombia de 1886.
En 1887 se inicia la navegación en botes propulsados por vapor en el río Cauca, idea que había empezado a planearse más de 15 años atrás. Ya para finales del siglo, la ciudad finalmente tiene acueducto tras 30 años desde el inicio de su planificación.
La Guerra de los Mil Días fue contraproducente para el desarrollo de la ciudad como para el resto del país y trajo una recesión económica y paralización de las obras de progreso.

### sigloXX

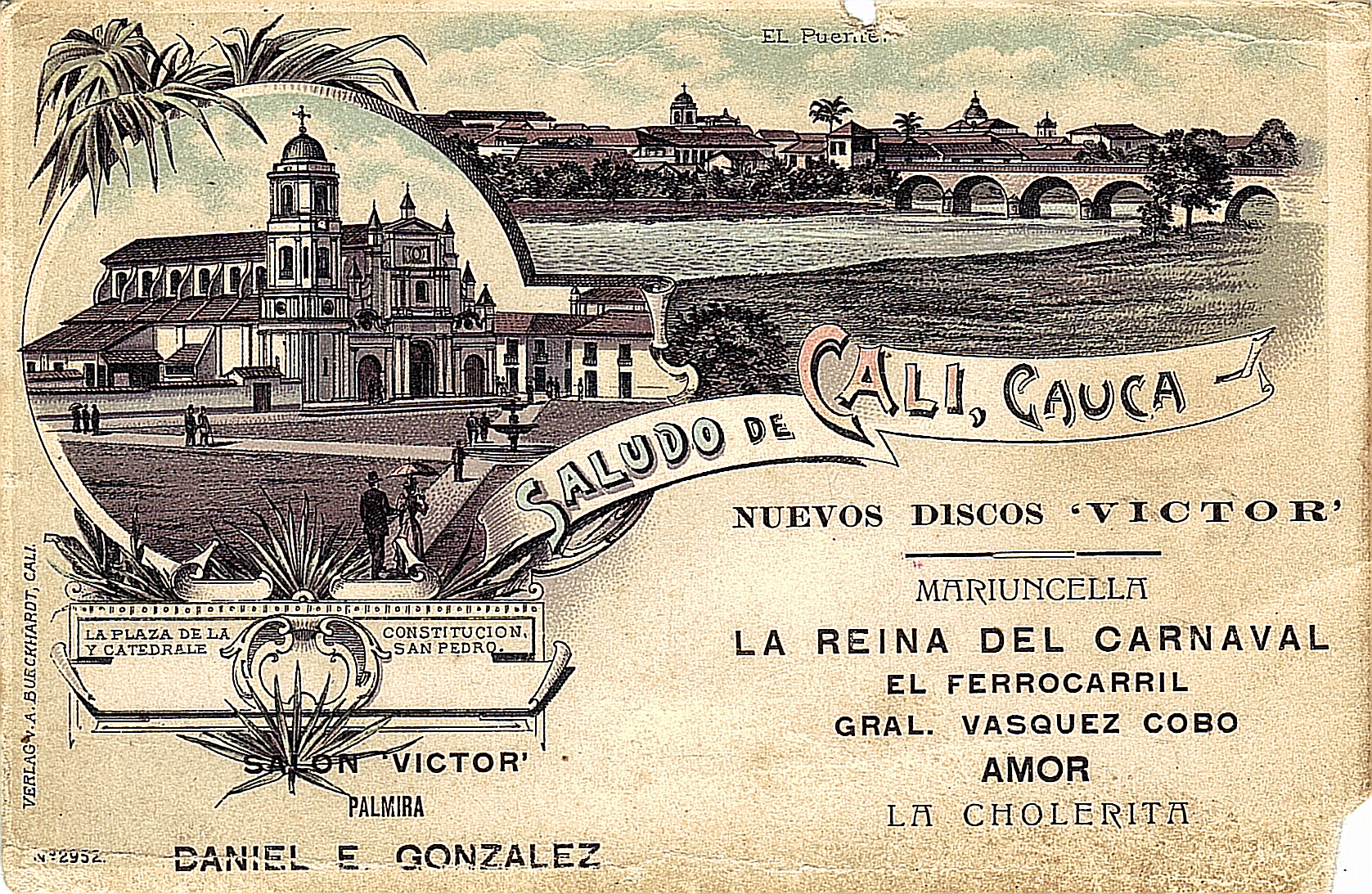
Postal de Cali, antes de la creación del departamento del Valle del Cauca.

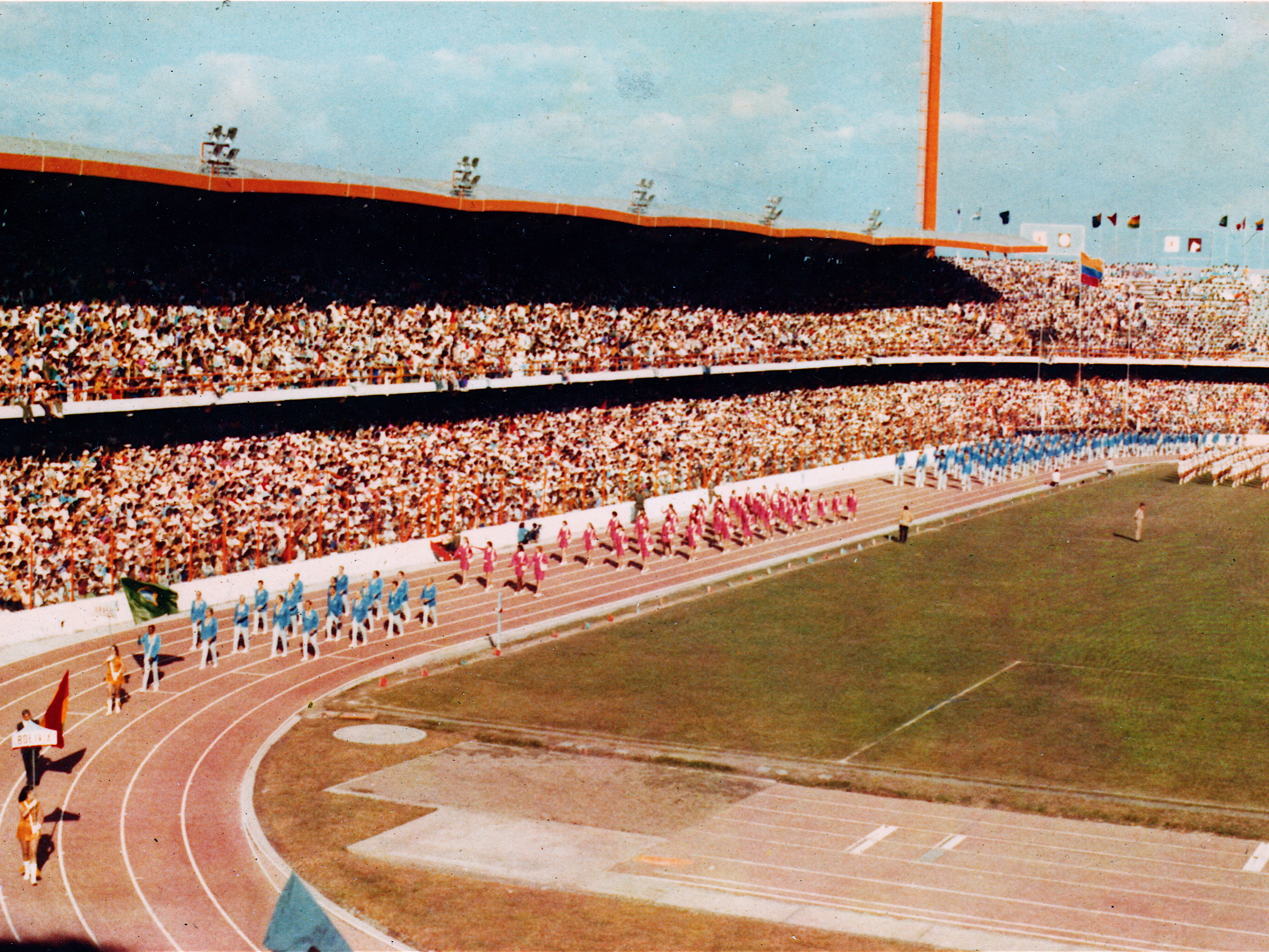
Ceremonia inaugural de los Juegos Panamericanos de 1971 en Cali.

Hasta el comienzo del siglo XX Cali fue únicamente una pequeña villa, comparada con otras ciudades colombianas, que dependía política y económicamente de Popayán. El 26 de octubre de 1910, la ciudad ve por primera vez la luz eléctrica, con la iluminación de la Plaza de Cayzedo. En 1911 con 28.000 habitantes, Cali se convirtió en la capital del naciente departamento del Valle del Cauca, el cual se escindió del Cauca. Para este tiempo la región vallecaucana estaba intensamente cultivada y su futuro como proveedor agrícola parecía seguro. Sin embargo no había carreteras que conectaran al Valle del Cauca con el resto del país, lo que mantenía aislada a la región.
La apertura del Canal de Panamá en 1914 y la llegada del ferrocarril en 1915 rompen el aislamiento de Cali con el resto del país y el mundo. En la década de 1930, con el advenimiento de políticas de transformación liberal en el país, se construyó la carretera que unió a la ciudad con Bogotá sobre la Cordillera Central. La carretera a Buenaventura se completó entre 1926 y 1945. Esta infraestructura vial básica, conjuntamente con la modernización de la industria azucarera, y el crecimiento de las exportaciones de café a través de Buenaventura, fueron de vital importancia para el desarrollo de la región.
En 1928 la ciudad estaba conformada por los barrios San Antonio, El Centro, El Vallado, El Pueblo, La Loma de la Cruz y la Loma de las Mesas. Hasta antes de la década de 1930, la gente de la ciudad debía de abastecerse de agua usando 11 pilas, entre las que se destacan las del Crespo y del Peñón. El 31 de diciembre de 1930, después de 14 años de planificación, se inaugura el primer acueducto moderno de la ciudad: San Antonio. Solamente un año después fueron creadas las Empresas Públicas Municipales de Cali (EMCALI).
Para la década de 1950 Cali (entonces con 240.000 habitantes) se había embarcado plenamente en un plan de industrialización con capital extranjero. Una página negra de la historia caleña se dio el 7 de agosto de 1956 cuando alrededor de 1100 personas murieron al explotar 7 camiones cargados de explosivos para el ejército, los cuales estaban estacionados irresponsablemente en medio del área urbana.
Un evento memorable para la Cali del siglo XX lo constituyó la celebración en la ciudad de los Juegos Panamericanos de 1971. La preparación de dicho espectáculo deportivo le dio un retoque de desarrollo y embellecimiento al espacio público. Gran parte de la infraestructura deportiva de la ciudad data de esta época.
En 1974 se termina finalmente la Central de Transportes de Cali. Esta obra, además de ser fundamental en una urbe del tamaño de la ciudad, trajo beneficios como la organización de lo que era un caótico tráfico automotor que dificultaba el tránsito por el centro.
Durante las décadas de 1970 y 1990 la ciudad entró, como otras regiones del país, en uno de los capítulos más oscuros de la historia de Colombia: la guerra de las mafias que tuvo a Cali como centro de uno de los principales grupos: el cartel de Cali. La ciudad quedó literalmente enfrentada al otro grupo: el cartel de Medellín, lo que deterioró la imagen y el desarrollo de ambas ciudades. La guerra de esta organización contra el cartel de Medellín trajo violencia selectiva y atentados terroristas en las calles de la ciudad. Al igual que Medellín, la ciudad entró en un periodo de crisis cuando el cartel fue combatido y desarticulado por la policía y el gobierno central.

### Historia reciente
El crecimiento urbano (más de dos millones de personas) que ha puesto a la ciudad en el tercer lugar después de la capital del país y Medellín. Cali es considerada la Capital Mundial de la Salsa. La ciudad adelantó una infraestructura futurista para este nuevo siglo y a su vez fue sede de los IX Juegos Mundiales que se celebraron entre el 27 de julio al 4 de agosto de 2013. Cali fue la primera ciudad latinoamericana en ser anfitriona de los juegos.
Cali fue declarado Distrito Especial, Deportivo, Cultural, Turístico, Empresarial y de Servicios de Santiago de Cali con la entrada en vigencia de la Ley 1933 del 1 de agosto de 2018.

#### Proyecto de renovación urbana del centro de Cali
Desde hace más de una década, con la primera administración del alcalde Jorge Iván Ospina, se viene desarrollando el proceso de renovación urbana «Ciudad Paraíso» en el que se están interviniendo 23,16 hectáreas del centro de Cali y corresponde a la demolición total de los barrios Calvario, San Pascual y Sucre. En la nueva área se va a crear nuevas áreas comerciales y de servicios (10 manzanas) y vivienda (10 manzanas).

#### Tranvía de Cali
Desde 2019 la ciudad viene realizando los estudios de prefactibilidad los cuales están compuesto por tres fases y con un costo de 2.5 millones de dólares, la primera es la planificación, la cual consistía en determinar qué tipo de transporte es el más adecuado. Vienen la segunda y tercera etapa que tienen que ver con la infraestructura y los costos de financiación deberán entregarse en el mes de diciembre de 2019. En este proyecto se plantea que en el tramo urbano de Cali el sistema funcionaria como un tranvía y en el tramo interurbano funcionara como un tren y conectara a Cali con Jamundí, Yumbo y Palmira para el año 2025.

#### Traslado de la Escuela Militar de Aviación Marco Fidel Suárez fuera de Cali
Desde 2012 se ha planteado, por parte de la alcaldía de Cali, trasladar la base aérea Escuela Militar de Aviación Marco Fidel Suárez; debido a que esta estancando el desarrollo de la ciudad al restringir el levantamiento de edificaciones que sobrepasen los 120 metros de altura, sobre el área de influencia del aeródromo de Base Aérea que abarca el 62 % de Cali, pues podría afectar las labores del Comando Aéreo de Combate (Cacom) No.7 que opera al interior de la Escuela Militar.

...La gente se está yendo para Jamundí, para Candelaria y en Cali tenemos barrios como el Piloto, San Pascual, San Nicolás y Ciudad Paraíso, donde debemos hacer grandes edificios que tengan buenos servicios públicos, donde tengan sitios de trabajo, donde se tengan que mover menos y donde tengan más espacio público(...). Ningún inversionista viene a comprar terreno en el centro de Cali para hacer vivienda social que no tenga una altura determinada", señaló el alcalde de Cali, Maurice Armitage en agosto de 2019.

## División administrativa
El área urbana de la ciudad se divide en 22 comunas que será reemplazadas en 2024 por 7 Localidades, estas a su vez se dividen en barrios y urbanizaciones. En toda la ciudad hay 249 barrios aprobados y 91 urbanizaciones. De acuerdo a la administración pública hay 509.987 casas y apartamentos. La distribución de clases sociales se cuenta en lados de manzana por estrato, y para finales del 2005 era: bajo-bajo 20,20%, bajo 31,92 %, medio-bajo 32,45 %, medio 6,72 %, medio-alto 7,61 % y alto 1,10 %.
La zona rural se divide en 15 corregimientos (estos a su vez se dividen en veredas) que estará agrupada en una sola Localidad en 2024. La zona rural se extiende 43.717,75 ha y en ella viven 36 621 personas según poblaciones proyectadas por el Departamento Administrativo de Planeación Municipal (DAPM). Cada comuna y corregimiento cuenta con una Junta Administradora Local -JAL-, integrada por no menos de cinco ni más de nueve miembros, elegidos por votación popular para un período de cuatro años que deberán coincidir con el período del Concejo Municipal.

### Área Metropolitana
Constituida oficialmente luego de la consulta popular realizada el 24 de noviembre de 2024. Integrada por Cali, Jamundí y Puerto Tejada.
| Cali          | 619   | 2.280.522 |  |
| Jamundí       | 577   | 180.917   |  |
| Puerto Tejada | 368   | 44.134    |  |
| Total         | 1.564 | 2.505.573 |  |
| DANE 2018     |       |           |  |

## Demografía
| Evolución demográfica de Cali desde 1809 |
|                                          |
| Fuente:DANE                              |

Cali no escapa a la tendencia colombiana de crecimiento de las áreas urbanas en detrimento de la población rural, tanto así que la ciudad duplicó su participación en la población vallecaucana y del país, hoy en día más del 60 % de la población del Valle del Cauca habita en Cali y su área metropolitana. Para detalles ver la tabla.
En cuanto a la distribución de la población, Cali es una ciudad habitada por gente joven según estadísticas del DANE. El grueso de la población es menor de 40 años. También se observa una mayor población de mujeres en casi todos los rangos de edad, excepto entre la población más joven, igualmente se ve cómo la edad promedio de las mujeres es mayor que la de los hombres.
Un aspecto destacado de la demografía caleña, y en general del occidente colombiano, es el alto porcentaje de población afro-colombiana, aproximadamente un 26 %, lo que hace de Cali una de las urbes latinoamericanas con mayor población negra. La influencia afro-colombiana en la cultura caleña es evidente en los aspectos musicales; por ejemplo, la ciudad es reconocida por sus orquestas de música salsa.

### Etnografía
Las estadísticas intercensales proporcionadas por el DANE son:
| Etnia                                          | Censo 2005 | Censo 2005 | Censo 2018  | Censo 2018 |
| Etnia                                          | Total      | Pct.       | Total       | Pct.       |
| ---------------------------------------------- | ---------- | ---------- | ----------- | ---------- |
| Ningún grupo étnico 1                          | 1,501,939  | 72.79%     | 1,524,069   | 83.61%     |
| Negro(a), mulato, afrocolombiano o Palenquero. | 544,763    | 26.40%     | 262,753     | 14.41%     |
| Indígena                                       | 8,985      | 0.44%      | 9,398       | 0.52%      |
| Raizal de San Andrés y Providencia             | 1,093      | 0.05%      | 305         | 0.02%      |
| Rom (Gitano)                                   | 1,206      | 0.06%      | 199         | 0.01%      |
| No informa                                     | 5,337      | 0.26%      | 26,062      | 1.43%      |
| Total                                          | 2,063,323  | 100.00%    | 1,822,869 2 | 100.00%    |

Nota 1: Se agrupa en este valor las respuestas a la pregunta «Ningún grupo étnico» en el censo 2018. El gobierno colombiano solo reconoce como etnias las siguiente cinco opciones: Indígena / Gitano(a) o Rrom, / Raizal del Archipiélago de San Andrés, Providencia y Santa Catalina / Palenquero(a) de San Basilio / Negro(a), Mulato(a), Afrodescendiente, Afrocolombiano(a). En esta tabla se agrupan estas dos últimas categorías..
Nota 2: El DANE inicialmente entregó está cifra de población en la ciudad; aunque, posteriormente, la actualizó a 2 227 642, sin extrapolar o indicar cambios en las proporciones étnicas de la ciudad.
Sin embargo, las cifras de autoreconocimiento étnico proporcionadas por el DANE son discutidas, incluso por las mismas autoridades locales. Existen denuncias sobre manipulación de las cifras para favorecer intereses económicos o por discriminación racial, a pesar de la impronta de afrodescendientes en toda la ciudad. La Alcaldía ha reconocido esta realidad con la creación de una Asesoría de Asuntos Étnicos y Afro y planea, desde hace mucho, una política pública específica. Las manifestaciones públicas afro son múltiples, pero se destaca el Festival de Música del Pacífico Petronio Álvarez, junto a otras como las fiestas de San Pachito, el Concurso de Peinados Afro y eventos internacionales, como la Cumbre Mundial de Alcaldes y Mandatarios Afro.

### Natalidad y mortalidad
De acuerdo con las estadísticas anuales de la Secretaria de Salud Pública Municipal (2005) la tasa bruta de natalidad (TBN) de la ciudad es de 20,2 recién nacidos por cada 1000 habitantes, un poco menor que la del país (22,0) y el promedio mundial (21,0). En cuanto a las estadísticas por mujer, la tasa global de fecundidad (TGF) es 1,9 hijos por mujer, lo cual es bajo comparado con el promedio del país (2,6). La TGF es muy sensible al estrato socioeconómico de la madre: en el estrato social bajo se da valor promedio (2,1), en el medio es de 1,9 y en el estrato alto es de apenas 1,2. En cuanto al estado civil de las madres caleñas: el 58 % viven en unión libre con su pareja, el 23 % están casadas y el 17 % son madres solteras.
En cuanto a la mortalidad infantil, la ciudad tiene una tasa de mortalidad infantil (TMI) de 12 por cada 1000 niños nacidos vivos, muy por debajo del promedio del país (26) y aún más abajo del promedio mundial (54). La TMI ha venido en caída desde la década de 1970 cuando sobrepasaba las 50 muertes por cada 1000 nacimientos.
Los caleños tienen 71,9 años de esperanza de vida al nacer, muy parecido al promedio nacional (72,0) y 5 años más que el promedio mundial. La tasa bruta de mortalidad (TBM) es de 6,5 muertos por cada 1000 habitantes, mayor que la de Colombia (5,0), y muestra un incremento en más de un punto comparada con el promedio de la década de 1980. El 20 % de estas muertes son violentas: homicidios, suicidios o accidentes involucrando vehículos motorizados.

### Seguridad ciudadana
Cali es la ciudad de Colombia con mayor número de homicidios. Entre 1988 y 2013, cerca de 5000 personas (trabajadores sexuales, presuntos delincuentes o jóvenes de zonas populares) han sido asesinados. Según un informe del Centro Nacional de Memoria Histórica, el 77 por ciento de los homicidios son imputables a los grupos de limpieza social, el 18 por ciento a los grupos paramilitares de extrema derecha, y el 5 por ciento no se identifican.
En 2008 la tasa de homicidios fue de 66 por cada 100.000 habitantes y en 2010 fue de 80 por cada 100.000 habitantes, esta cifra se redujo en 2011 a 77 por cada 100.000 habitantes, cifra muy parecida a la de Medellín del mismo año (70 por cada 100.000 habitantes) pero lejos de Bogotá la capital del país que fue de 21.5 por cada 100.000 habitantes.
Durante el año 2012, se presentó una disminución del 5 % de las muertes violentas que equivale a 70 casos menos, en comparación con el mismo período del año anterior; 294 personas menos lesionadas, lo que significa una reducción del 8 % con respecto al año anterior; 323 robos de carros menos, es decir una disminución del 21 % con respecto al mismo período de 2011; 152 robos a residencias menos, lo que significa una reducción del 17 % frente al mismo período de 2011. Además del fortalecimiento en materia tecnológica con la instalación en toda la ciudad de 254 cámaras de seguridad. El sistema permite un cubrimiento del 30 por ciento de la ciudad. Se estima que la ciudad contará con 500 cámaras de seguridad en 2013.
En el año 2014, la ciudad tuvo una reducción de homicidios, la tasa de homicidios fue de 56 por cada 100.000 habitantes.

### Nivel de pobreza
La ciudad ha venido presentando una reducción paulatina de sus indicadores de pobreza. Según el DANE, en 2008 el índice de pobreza en Cali fue del 30,1 %. Factores como una mayor cobertura y calidad en servicios públicos, mayor nivel de subsidios en salud y educación, entre otros, han contribuido a esa mejoría.
De acuerdo con la Consultoría para los Derechos Humanos, Codhes, en el período 1999-2005 llegaron a Cali más de 55.000 personas como resultado de desplazamientos, de los cuales casi 20 000 llegaron solo en el 2005. La mayoría de esta población desplazada se establecen en el sureste de la ciudad en el Distrito de Aguablanca y las zonas de ladera.

## Política

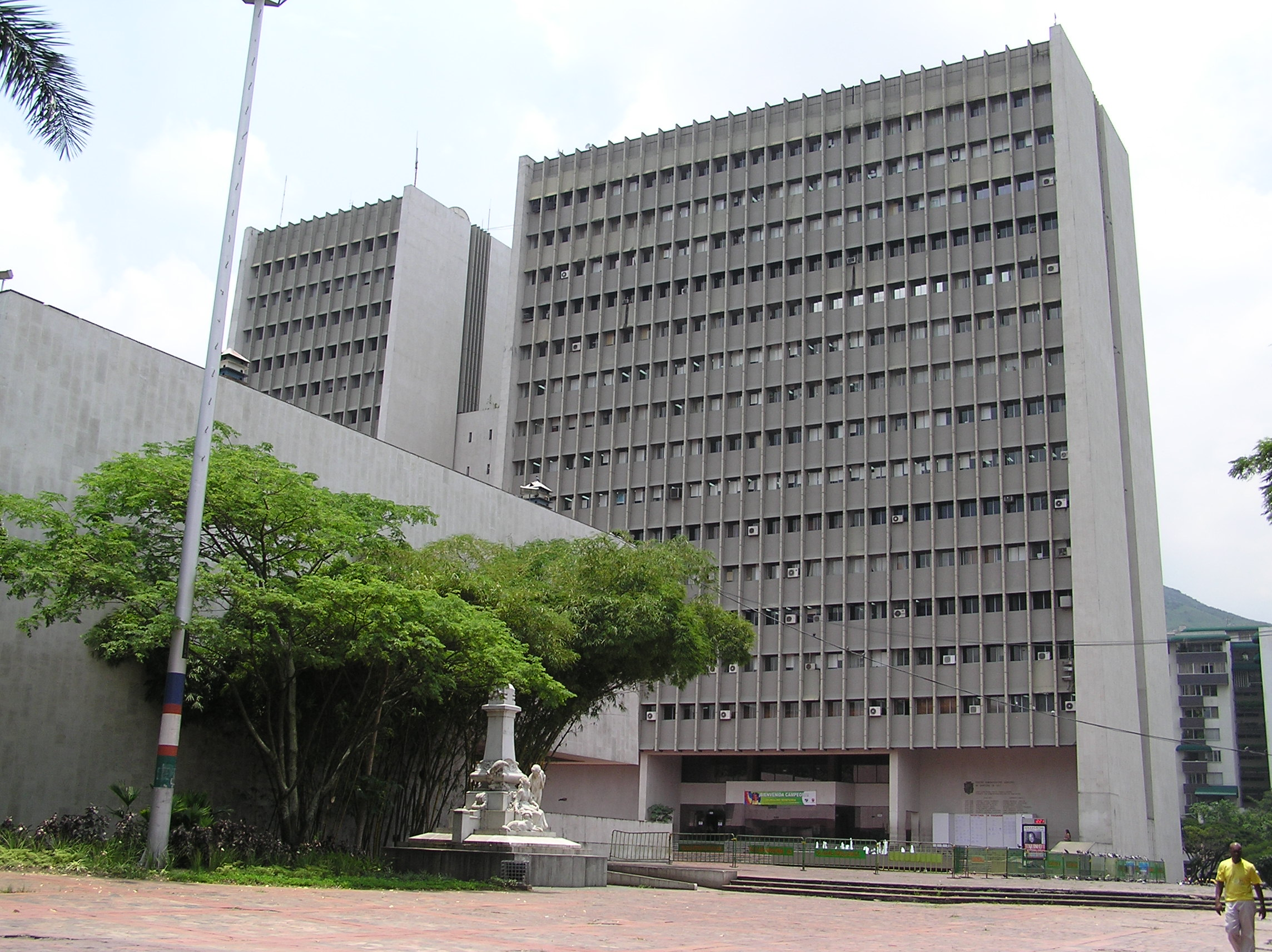
Centro Administrativo Municipal (CAM), sede de la alcaldía.

### Administraciones públicas
Las secretarías son unidades administrativas cuyo principal objetivo es la prestación de servicios a la Comunidad o a la Administración Central. Los Departamentos Administrativos son unidades de carácter técnico.
- Departamentos Administrativos: Departamento de Planeación Municipal, Hacienda, Gestión y Medio Ambiente.
- Secretarias del Sector Social: Educación, Salud Pública, Desarrollo Económico, Bienestar Social, Vivienda Social, Cultura y Turismo.
- Secretarias del Sector Colectivo: Gobierno Convivencia y Seguridad, Deporte y Recreación.
- Secretarias del Sector Físico: Infraestructura y Valorización, Tránsito y Transporte
- Direcciones Adscritas: Jurídica, Desarrollo Administrativo, Control Disciplinario y Control Interno.
- Entidades descentralizadas: Empresas Municipales de Cali EMCALI, EMSIRVA, Metrocali, CaliSalud, Fondo Financiero Especializado, Corfecali y EMRU.
- El Concejo de Cali: es una Corporación Administrativa de elección popular, compuesta por 21 ediles de diferentes tendencias políticas, elegidos democráticamente para un período de cuatro años,[57][58] y cuyo funcionamiento tiene como eje rector la participación democrática de la comunidad. El concejo es la entidad legislativa de la ciudad emite acuerdos de cumplimiento obligatorio en su jurisdicción territorial. Entre sus funciones está aprobar los proyectos de los alcaldes, velar por la preservación y defensa del patrimonio cultural, dictar las normas orgánicas del presupuesto y expedir anualmente el presupuesto de rentas y gastos.

### Alcaldía
Cali está regido por un sistema democrático basado en los procesos de descentralización administrativa generados a partir de la proclamación de la Constitución Política de Colombia de 1991. A la ciudad la gobierna un alcalde (poder ejecutivo) y un Concejo Municipal (poder legislativo).
El alcalde de Cali es el jefe de gobierno y de la administración municipal, representando legal, judicial y extrajudicialmente al municipio. Es un cargo elegido por voto popular para un periodo de cuatro años. Entre sus funciones principales están la administración de los recursos propios de la municipalidad, velar por el bienestar y los intereses de sus conciudadanos y representarlos ante el Gobierno Nacional, además de impulsar políticas locales para mejorar su calidad de vida, tales como programas de salud, vivienda, educación e infraestructura vial y mantener el orden público.
Como organismos de control están la Contraloría y La Personería.
Administrativamente la Alcaldía de Cali se divide en dos grandes grupos: La administración central y las entidades descentralizadas. Se entiende por Administración Central, el conjunto de entidades que dependen directamente del Alcalde. Estas entidades son denominadas Secretarías o Departamentos Administrativos.
Con el Decreto 0516 de 2016 se aprueba reforma administrativa municipal de Santiago de Cali.

## Economía

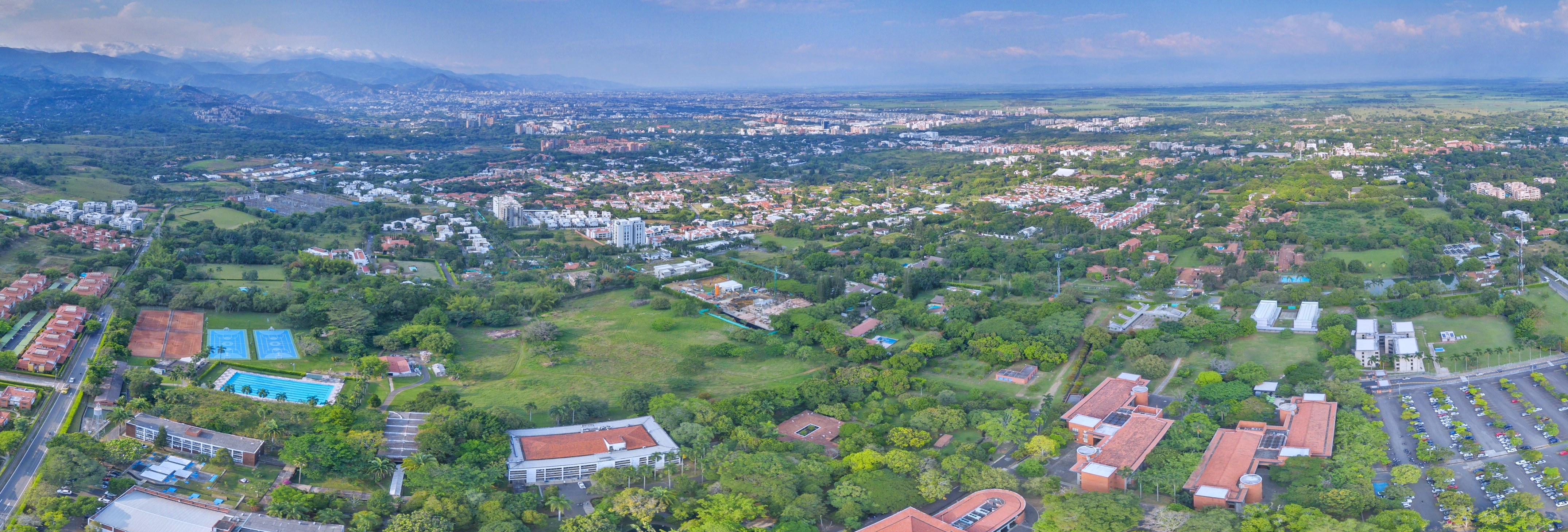
Panorámica del sur de Cali.

Cali junto con el Valle del Cauca es el tercer centro económico de Colombia siendo punto de intercambio económico nacional e internacional. La ciudad es un paso obligado desde/hacia el sur del país, y con la frontera con Ecuador, y está conectado con el mundo a través del puerto marítimo de Buenaventura.
El DANE no establece el producto interno bruto (PIB) por ciudades, según cálculos de la administración de Santiago de Cali, (en su informe Cali en cifras 2011), la ciudad tuvo una participación en el PIB nación en promedio del 5.8 % y una participación en el PIB del Valle del Cauca en promedio del 52.3 % en el periodo 2000-2007. Se calcula que el PIB de la ciudad alcanzó los US$31,509 en 2012.
El departamento contribuye de manera importante a la economía nacional. Según estadísticas de DANE del año 2005 la agrícola el Valle contribuye con un 5,37 % de la producción nacional, lo cual es relativamente bajo comparado con Antioquia (15,48 %) o Cundinamarca (12,81 %). En los productos de pesca, la región vallecaucana ocupa el primer lugar aportando el 36 % de la producción total del país. En cuanto a minerales no metálicos el departamento aporta el 8,15 % del valor agregado de toda Colombia.
La industria vallecaucana contribuye en un 13,81% del valor agregado nacional, superado únicamente por Bogotá con un 25,39%y Antioquia con un 18,20%. Particularmente, las industrias de alimentos, bebidas y tabaco, son renglones importantes de la economía del Valle aportando un 16% del valor agregado a nivel nacional, igualado por Antioquia y únicamente superado por Bogotá. En cuanto a comercio, a nivel nacional Bogotá tiene un 32,22%, Antioquia un 13,25% y el Valle un 11,34%. En servicios de transporte el Valle tiene 12,52% del valor agregado nacional.
El Índice de precios al consumidor  de Cali ha sido desde la década pasada uno de los más bajos entre las ciudades colombianas. Cerca del 78% de los caleños están en edad de trabajar (más de 18 años). En el 2005 por primera vez en 6 años la ciudad presentó un índice de ocupación por encima del 60%, lo cual confirma el buen estado de la economía, liderada principalmente por el crecimiento en industria manufacturera, la agricultura y el comercio entre otros.

### Sectores económicos

#### Industria
La zona industrial de Cali se encuentra principalmente en el norte de la ciudad entre Cali-Yumbo, en la zona hay instaladas más de 2000 grandes empresas, entre las que se encuentran Cementos Argos, Bavaria, Postobon, Propal, Goodyear, Colgate-Palmolive, Cervecería del Valle, entre otras.

#### Comercio
La mayoría de centros comerciales de la ciudad están construidos como bulevares urbanos con pasillos al aire libre. Casi siempre están equipados con cines, restaurantes, supermercados de grandes superficies y boutiques. Los centros comerciales más tradicionales son Unicentro en el sur de la ciudad y Chipichape en el norte, ambos construidos en el estilo al aire libre. Otros centros comerciales muy concurridos son Palmetto Plaza, Jardín Plaza, Cosmocentro, Limonar Premier, La Estación, Río Cauca, Acuarela, Único Outlet. Centros comerciales de menor envergadura en la ciudad son Centenario, Aventura Plaza, Centro Sur, Pacific Mall, La Pasarela (especializado en tecnología). En Cali también hay grandes supermercados como Alkosto, Falabella, Homecenter, Éxito, Jumbo, Metro, PriceSmart, Olímpica, Carulla, Ktronix, Makro, IKEA, Super Inter, Merca Mio, Merca Todo, Surtifamiliar y Cañaveral. Hay decenas de pequeños centros comerciales que están repartidos por toda la ciudad.

#### Sector público
La principal aportación a la economía que ha hecho el sector público ha sido la construcción de grandes infraestructuras, como por ejemplo las 21 Megaobras o el MIO, que han permitido el desarrollo comercial e industrial. Desgraciadamente, a menudo estas infraestructuras se han demostrado insuficientes, y sus ampliaciones se han demorado frecuentemente lustros. Proyectos como el de las 21 megaobras se han realizado con transferencias de comunidades más ricas y la clase media de la ciudad, favoreciendo a las comunidades más estancadas económicamente.

## Turismo

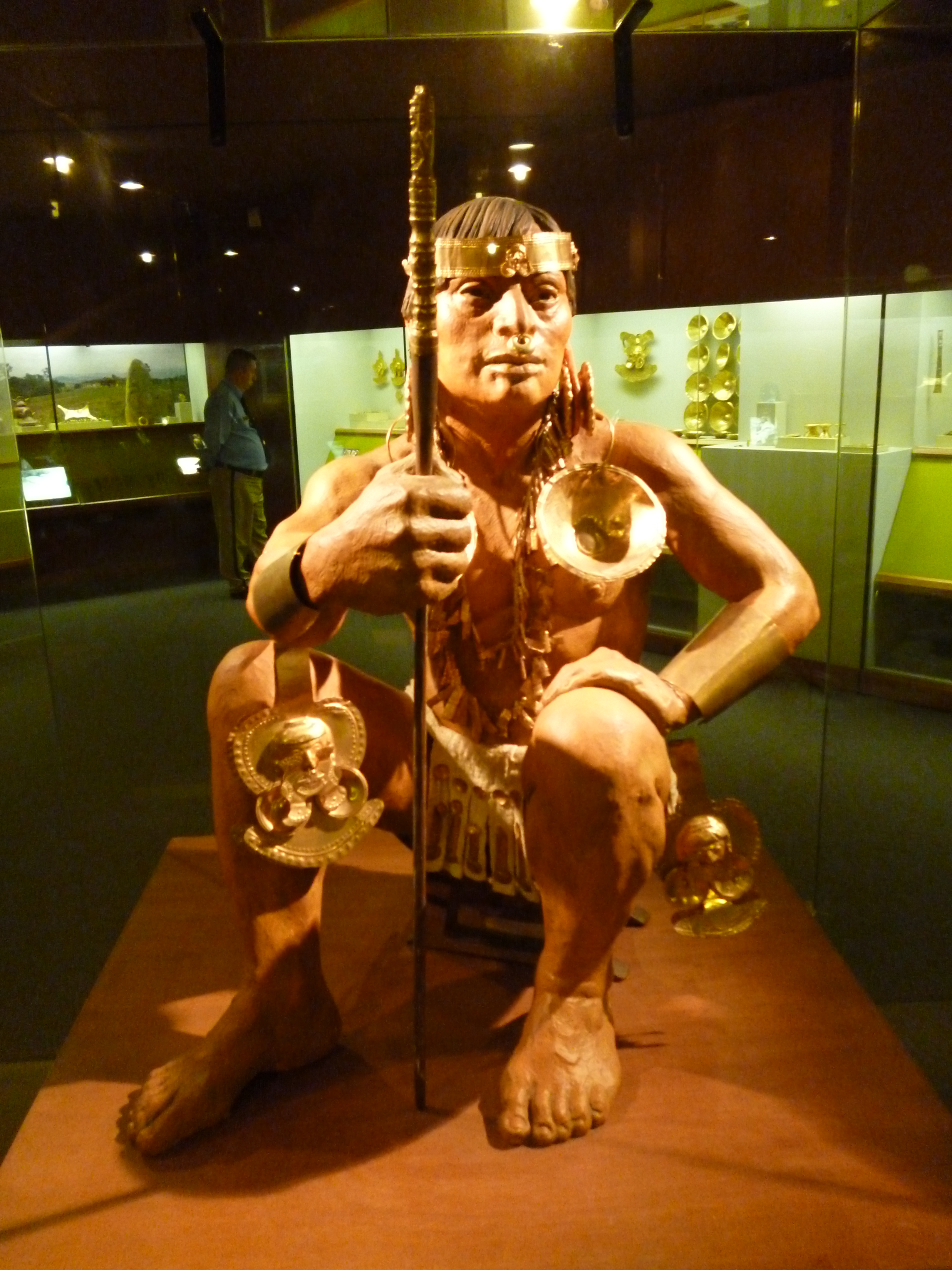
Indígena de la cultura calima con atuendo de oro. Museo del Oro Calima, centro histórico de Cali.

Cali es una ciudad que cuenta con una oferta turística muy variada la cual se desarrolla bajo los criterios de sostenibilidad, accesibilidad y calidad turística. Para el desarrollo de sus productos Cali cuenta con 4 tipologías turísticas, estas son: Turismo Cultural, Turismo de Naturaleza, Turismo de Salud y Deportivo y Turismo MICE conocido también como turismo de reuniones o corporativo. A través de estas tipologías se crea una excelente oferta turística para la ciudad.

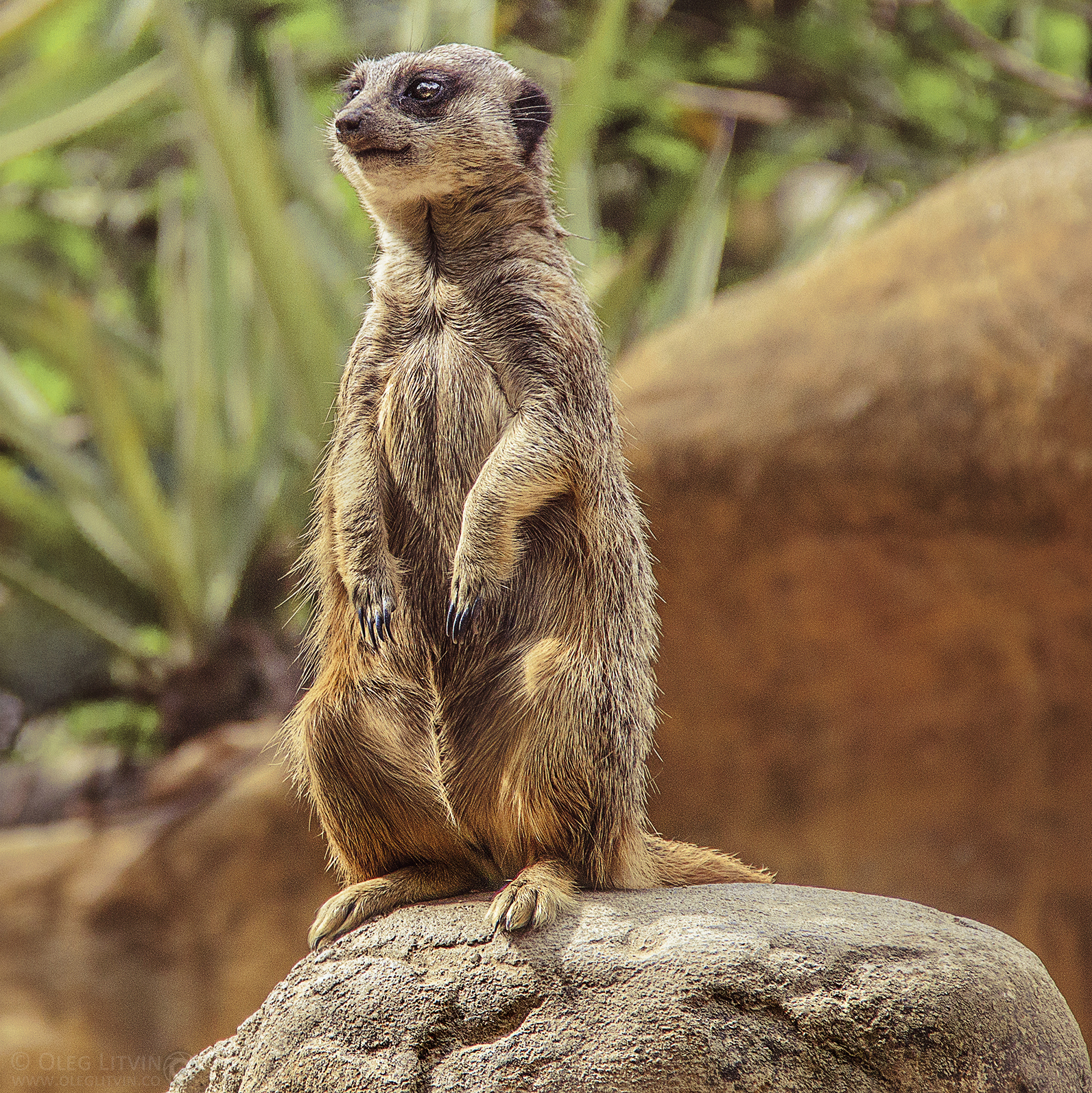
Suricata en el zoológico de Cali.

En Cali hay una gran variedad de clubes nocturnos, restaurantes y centros comerciales a lo largo de la ciudad. En la ciudad se pueden encontrar barrios enteros dedicados al turismo, por ejemplo Granada, uno de los barrios más tradicionales de Cali, con varios restaurantes gourmet, tiendas de moda y boutiques, ubicado en el oeste de la ciudad. Otro lugar para visitar es La Sexta o la Avenida Sexta, y Menga que ha pasado a ser el área más popular para bailar. Existen muchos tipos de clubes nocturnos ahí, así como de restaurantes y hoteles. Esta zona se suele llamársele una «zona rosa» y está situado en el norte muy cerca de centro comercial Chipichape. En los últimos años, la industria de los restaurantes en Cali ha crecido situándose como una opción de restaurantes de primera clase.
Principales atractivos turísticos de Cali:
- Zoológico de Cali: Considerado uno de los tres mejores de América Latina, el zoológico alberga en sus once hectáreas a más de dos mil quinientos animales de 233 especies.[93] Se ubica junto al río Cali, justo donde las montañas y el valle se juntan. Muy cerca se encuentra el Jardín Botánico de Cali, fundado por Jorge Enrique Orejuela.
- Museo del Oro Calima: Ubicado en el centro histórico de Cali. Es un museo arqueológico dedicado a la cultura calima. La cultura indígena que ocupó 9000 años antes de Cristo los actuales territorios de lo que hoy es Cali y gran parte del departamento del Valle del Cauca. En la actualidad, este museo posee más de 615 piezas en oro y otros elementos elaborados en barro y arcilla.[94]
- Avenida San Joaquín: Situado al sur de la ciudad en el barrio Ciudad Jardín es una zona exclusiva en la ciudad para ir a comer o hacer compras.
- Carrera 66: Está ubicada al sur de la ciudad y en los últimos años, se ha convertido en una nueva zona rosa con varios restaurantes, bares y discotecas.
- Parque del Perro: Ubicado en el barrio San Fernando, está situado una de las zonas más populares de la ciudad, con varios restaurantes y bares. Es lugar de fiesta y restaurantes. El parque recibe su nombre porque contiene la escultura de un perro.
- Monumento El Gato del Río: Se encuentra al lado del río Cali en el occidente. Recibe su nombre en honor al escultor pereirano Hernando Tejada.
- Río Cali: Es el río tutelar de Cali, atraviesa la ciudad desde el occidente en el Parque Natural Nacional Farallones de Cali hasta el norte de la ciudad desembocando en el río Cauca en un trayecto de un poco más de cincuenta kilómetros, en un reces una de las zonas más pacíficas de la ciudad, el río se encuentra en el occidente y está rodeado de restaurantes, hoteles y museos como «La Tertulia», un museo de arte.
- San Antonio: es el barrio más antiguo de Cali. A pesar de que fue separado por la calle Quinta, aún conserva su aura tradicional. Todo el barrio está en una colina, y en la parte superior se encuentra el parque de San Antonio. En el sector también se encuentran algunos restaurantes. Cerca de ahí se encuentra el Parque Artesanal Loma de la Cruz, donde hay gran variedad de artesanías típicas de la región.
- El Peñón: en la actualidad es una de las zonas rosas para ir a comer, hacer compras o bailar.
- Menga: ubicado al norte de Santiago de Cali, es uno de los lugares más representativos de la fiesta en la ciudad, donde se pueden encontrar todos los ritmos al mismo tiempo, además es una plataforma para ver a los mejores artistas en acción, instalaciones muy confortables, ambiente de club, la última tecnología de sonido y luces robóticas, el mejor rumba crossover.
- Juanchito: es un lugar con un gran número de discotecas dedicado a la música salsa, junto a algunas de las zonas más pobres de la ciudad. Políticamente pertenece al municipio de Candelaria. Se dice que si Cali es la capital de la salsa, Juanchito es el templo que adora a su culto. Para llegar allí, los caleños tienen que atravesar un puente sobre el río Cauca mencionado en la canción del Grupo Niche «Del puente para allá».
- Kilómetro 18, Vía al Mar: se encuentra a las afueras de Cali en la vía al mar hacia Buenaventura, es una región montañosa de aproximadamente 2500 metros sobre el nivel del mar con predominio de clima templado, en donde se puede encontrar restaurantes con la gastronomía local, fincas de descanso y recreación.
- Parque Nacional Natural Farallones de Cali: los Farallones de Cali son un parque nacional. En los últimos años se ha experimentado un auge como un destino turístico para una amplia gama de diferentes personas; aventureros de escalar, caminar, parapente, naturalistas y aquellos que buscan descanso y un clima templado.
- Cristo Rey: La estatua de Cristo Rey es un monumento religioso ubicado en el cerro los Cristales que ofrece la mejor vista de la ciudad. La estatua tiene 26 metros de altura, de los cuales 5 metros pertenecen a la base. En la vía hacia el monumento se pueden encontrar diferentes restaurantes de pizza italiana y con vistas a la ciudad.
- Cerro de las Tres Cruces: Tiene su propia leyenda e historia. En las últimas décadas se convirtió en punto de encuentro con deportistas que suben y bajan el cerro. Semana Santa cuenta con peregrinos católicos tanto caleños como extranjeros que suben cumpliendo promesas.
- Monumento Sebastián de Belalcázar: Es uno de los monumentos más visitados y popular de la ciudad, situado en las colinas que dominan el oeste de la ciudad. El monumento es famoso por su dedo señalando que es el punto en la dirección opuesta del valle, mientras que su cara está mirando hacia abajo a Cali.
- Monumento a la Maceta: Inaugurado en 2015, es un monumento ubicado en parque del higuerón en el barrio San Antonio a un lado de la colina que lleva el mismo nombre del barrio. Allí se encuentra la dulce escultura de la maceta de quince metros de altura y 37 figuras.

## Infraestructura y equipamiento urbano

### Salud
La prestación de servicios está dada por 896 IPS: de las cuales privadas son el 86.8 %, ambulatorias 95 % y de baja complejidad 75 %. La distribución geográfica de la oferta de servicios muestra concentración de clínicas, tanto ambulatorias como de servicios de hospitalización, en las comunas 2, 17, y 19. Existen 14 hospitales, 5 de primer nivel, 75 puestos de salud, 23 centros de salud, y ocho centros de atención básica.

### Turismo en salud
Según Lonely Planet, Cali se ha vuelto, recientemente, famosa por ser un destino principal para las personas que buscan cirugías cosméticas y tratamientos dentales a bajo costo en comparación a sus países de residencia. En la ciudad se realizan cerca de 50.000 (2010) procedimientos de cirugía estética al año de los cuales alrededor de 14 000 pacientes provienen del extranjero, la ciudad cuenta con muchas clínicas especializadas en varias áreas de la medicina y la odontología, esta última también es muy solicitada por los turistas por su alta calidad en tratamientos dentales.

### Nivel educacional de la población
La tasa de analfabetismo total de Cali es del 6%, la cual es alta comparada con el promedio de las principales ciudades del país (4,9 %). Otro indicador básico es el promedio de años de educación, que en Cali es de 6,5 para mujeres y 7,0 para hombres, superior al promedio del país (4,9).
En cuanto a nivel educativo de la población, según mediciones del DANE (censo de 2005) sobre un total de 1 959 962 personas mayores de 3 años, la distribución de la población por nivel educacional se puede ver en la tabla. Un aspecto interesante es que el número de profesionales es superior al número de técnicos, esto quizás indica que los profesionales de la región tienen empleos para los cuales están sobre-calificados y que no ameritan una preparación por 5 o más años.

### Básica y secundaria
La gran mayoría de las escuelas y colegios se rigen por el calendario B empezando clases en agosto y terminando en junio del año siguiente e incluyendo (aproximadamente) un mes de receso entre diciembre y enero. Según la Secretaria de Educación Municipal (SEM) en el año 2006 la tasa de cobertura para menores en el rango de 3-17 años fue del 80 % (2006) y del 86% en el rango de 5-17 años. Esto indica que una parte importante de los niños no reciben educación preescolar o la empiezan tardíamente. En cuanto a deserción escolar, un 3,34 % del total de estudiantes matriculados (2007) no terminan sus estudios, este porcentaje es mayor en las instituciones privadas (4,10 %) que en las oficiales (2,83 %).
La red de escuelas y colegios públicos de educación básica y bachillerato (secundaria) depende de la SEM. Entre las instituciones de educación pública más destacadas podemos citar: el Colegio Santa Librada, La Normal Superior Farallones de Cali (NSFC), La Normal Superior Santiago de Cali, el Instituto Técnico Industrial Antonio José Camacho y La Institución Técnico Industrial Pedro Antonio Molina (IETIPAM). Hay además una amplia variedad de centros educativos de orden privado entre los que se destacan los colegios León de Greiff, Lacordaire, Freinet, Benett, San Antonio María Claret, Británico, Inglés de los Andes, Alemán, Liceo Francés, Lauretta Bender, Franciscano de Pío XII, Colegio Americano, Liceo Benalcázar, Colegio Bolívar y el Instituto Técnico Industrial San Juan Bosco.
En cuanto a la calidad de la educación, el mejor indicador son los resultados de los exámenes de estado del ICFES que se realizan al final de la secundaria y en los cuales usualmente se basan universidades en sus procesos de admisión. Desde el 2003 hasta el 2006 los bachilleres mejoraron sus resultados en estas pruebas, sin embargo en el 2007 hubo un aumento pronunciado en los resultados considerado bajo (del 28 % al 44 %).

### Instituciones de Educación Superior

#### Oficiales

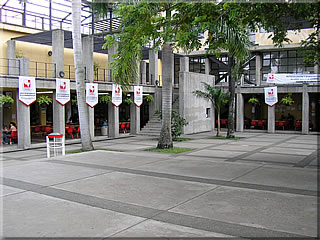
Facultad de Salud de la Universidad del Valle.

- Universidad del Valle (Univalle). Institución pública fundada en 1945; atiende una demanda de 29 000 estudiantes de pregrado y postgrado (8000 en las sedes regionales),[100] en la sede de Cali 20 800 son estudiantes de pregrado y 2380 de postgrado y doctorado.[101] Su campus principal, la Ciudad Universitaria de Meléndez, con un área de 1 000 000 de metros cuadrados, es el segundo campus universitario más grande del país, después del que corresponde a la sede principal de la Universidad Nacional en Bogotá. Es el principal centro académico e investigativo del suroccidente colombiano. Tiene la biblioteca más grande de la región con 628 569 ejemplares (307 514 libros).[102]
- Escuela Nacional del Deporte Fundada en 1984, es una institución universitaria que ofrece estudios profesionales, de posgrado y tecnológicos en las áreas de deporte y actividad física, fisioterapia, administración gestión deportiva y terapia ocupacional, además de ser la única en el país que le brinda al estudiante una electiva obligatoria de énfasis deportivo en la carrera de Deporte Y Actividad Física, con opciones en Fútbol, Voleibol, Basquetból, Natación, Levantamiento De Pesas, y demás disciplinas deportivas.
- Escuela Militar de Aviación Marco Fidel Suárez: Entidad adscrita a la Fuerza Aérea Colombiana, capacita a los oficiales en carreras relacionadas con la aviación y la defensa militar. Se encuentra ubicada en la Comuna 8, da su nombre a los Barrios la Base y La Nueva Base y abarca otros barrios tradicionales de la Comuna, como Villacolombia, El Troncal y las Ceibas.
- Instituto Departamental de Bellas Artes Ofrece programas profesionales en Diseño Gráfico, Artes Plásticas y Licenciatura en Arte Teatral. Es además la sede de la Banda Departamental y del reconocido auditorio Sala Beethoven.
- Institución universitaria Antonio José Camacho UNIAJC La institución fue fundada por Don Tulio Ramírez, quien fue también rector del Instituto Técnico Industrial Antonio José Camacho, creado en 1933. Para esta época concibió la idea de crear la Universidad Industrial de Occidente, con el fin de capacitar personal para la industria azucarera y metalmecánica de la región, y aprovechar los docentes y la infraestructura de los talleres de este Instituto para su conformación. Nació así la Universidad del Valle. 25 años después, el mismo Don Tulio Ramírez, concibió que debido al avance y progreso de la tecnología se requería otra institución entre el bachillerato técnico que ofrecía el Instituto y la formación universitaria que ofrecía la Universidad del Valle. Ofreció que para su formación se podía emplear la asesoría y la experiencia de la universidad y del mismo bachillerato técnico. Nació así la Escuela de Tecnología en Electrónica en 1969.
- Servicio Nacional de Aprendizaje (SENA). Institución tecnológica de carácter público. El SENA es de invaluable importancia en el desarrollo regional y nacional formando los técnicos y tecnólogos necesitados por la industria.
- Instituto Popular de Cultura Institución educativa pública de carácter oficial, fundada en 1947 por el Concejo Municipal de Santiago de Cali. Su objetivo principal es en la formación artística y cultural de la población caleña, a través de programas de educación formal y no formal en diferentes áreas como: música, artes plásticas, teatro, danzas, entre otras.

#### Privadas

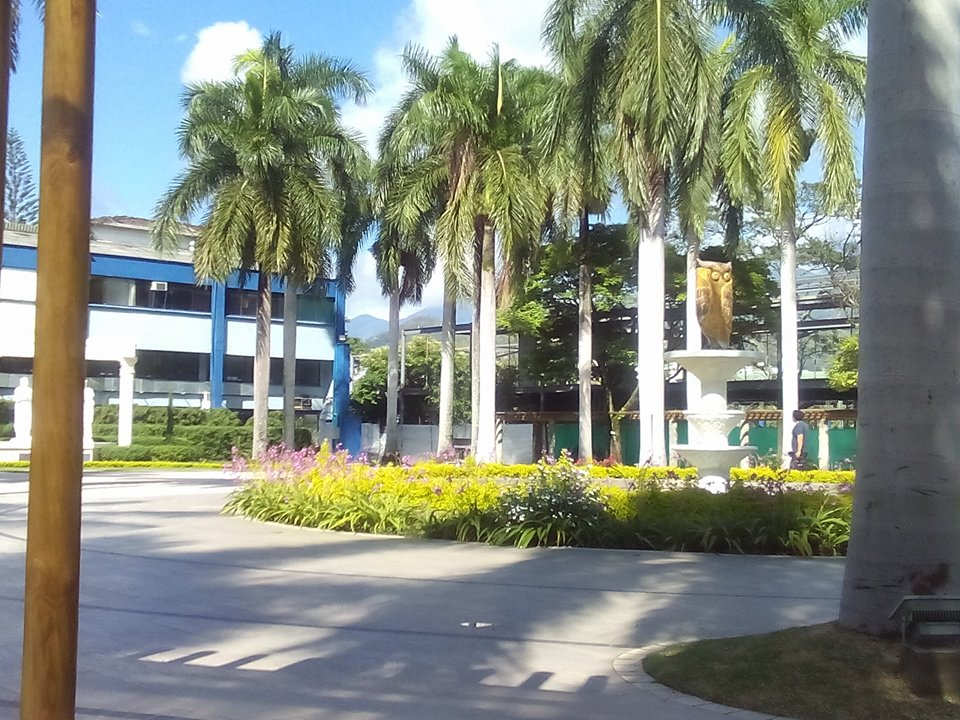
Universidad Santiago de Cali, plazoleta de los Sabios.

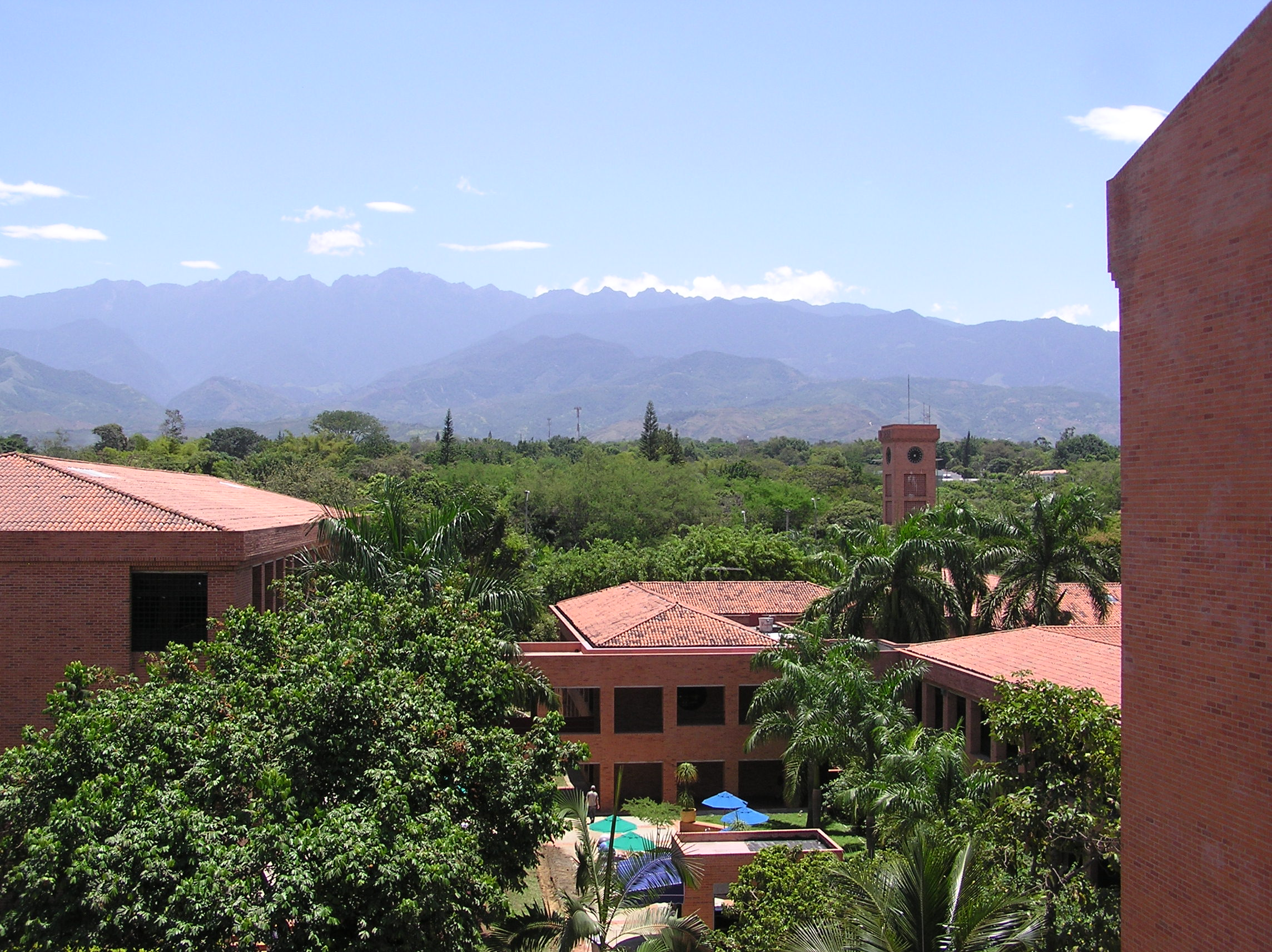
Universidad Icesi. Al fondo, los farallones de Cali.

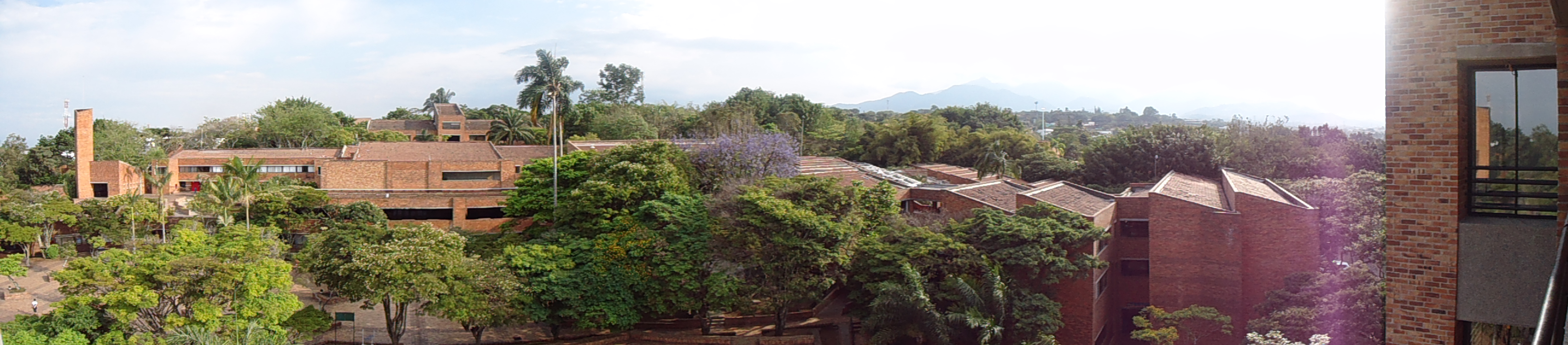
Pontificia Universidad Javeriana.

- Universidad Santiago de Cali. Fundada en 1958, es conocida por ser la primera Facultad de Derecho en la región, es una institución privada que ofrece programas de pregrado, licenciaturas, tecnologías, especializaciones y maestrías. Se destaca en la enseñanza respecto al área de Derecho, donde surgen grandes abogados a nivel nacional e Internacional, además del área de Administración, Contaduría (En su Facultad de Ciencias Económicas y Empresariales) y las distintas Licenciaturas (Facultad de Educación). Cuenta con dos sedes en Cali y una Seccional en Palmira. Para Finales del 2016, su Biblioteca, Santiago Cadena Copete posee 68.000 ejemplares de libros, así como acceso a 92 Bases de Datos a servicio de los estudiantes de distintas disciplinas. Su Campus principal, se encuentra al Sur de la ciudad, en el Barrio Pampalinda, en la Comuna 19, la Ciudadela Universitaria Pampalinda cuenta con 8 Bloques, donde se encuentran distribuidos los servicios académicos para la comunidad universitaria y la ciudadanía en general, como lo son las Facultades, Departamentos, Auditorios y Salones[103] mientras que su Sede Centro, donde funcionan su Consultorio Jurídico, el más grande de la ciudad, y sus oficinas de Extensión y Proyección.

- Universidad ICESI. Fundada en 1979, es una institución privada que ofrece programas de pregrado, especializaciones y maestrías. Actualmente, tiene una población estudiantil de aproximadamente 5.700 estudiantes, entre los cuales 4800 están en pregrado y 900 en posgrado.[104] Para finales del 2013, la biblioteca posee 57.938 ejemplares de libros, así como también 727 suscripciones a revistas impresas nacionales e internacionales.[105]
- Pontificia Universidad Javeriana. La seccional de Cali fue fundada en 1970, es una institución privada con 5.200 alumnos de pregrado y más de 450 de posgrado. Cuenta con cuatro facultades: Facultad de Ingeniería, de Ciencias Económicas y administrativas, de Humanidades y Ciencias Sociales y la recién creada Facultad de Ciencias de la Salud.[106] Tiene una biblioteca con más de 36.000 volúmenes impresos. En la ciudad tiene dos sedes, Pance e Imbanaco.[107]
- Universidad de San Buenaventura. La sede en Cali fue fundada en 1970, es una institución privada con 5000 estudiantes de pregrado y 350 de postgrado, especializaciones y maestrías. Tiene una biblioteca con más de 42.000 ejemplares de los cuales más de 34.000 son libros.
- Universidad Autónoma de Occidente. Fundada en 1970, esta institución privada atiende a más de 7.800 estudiantes de pregrado y más de 250 de posgrado, entre especialización y maestrías.[108] Su biblioteca alberga más de 20 000 libros impresos y más de 50.000 libros en formato digital.

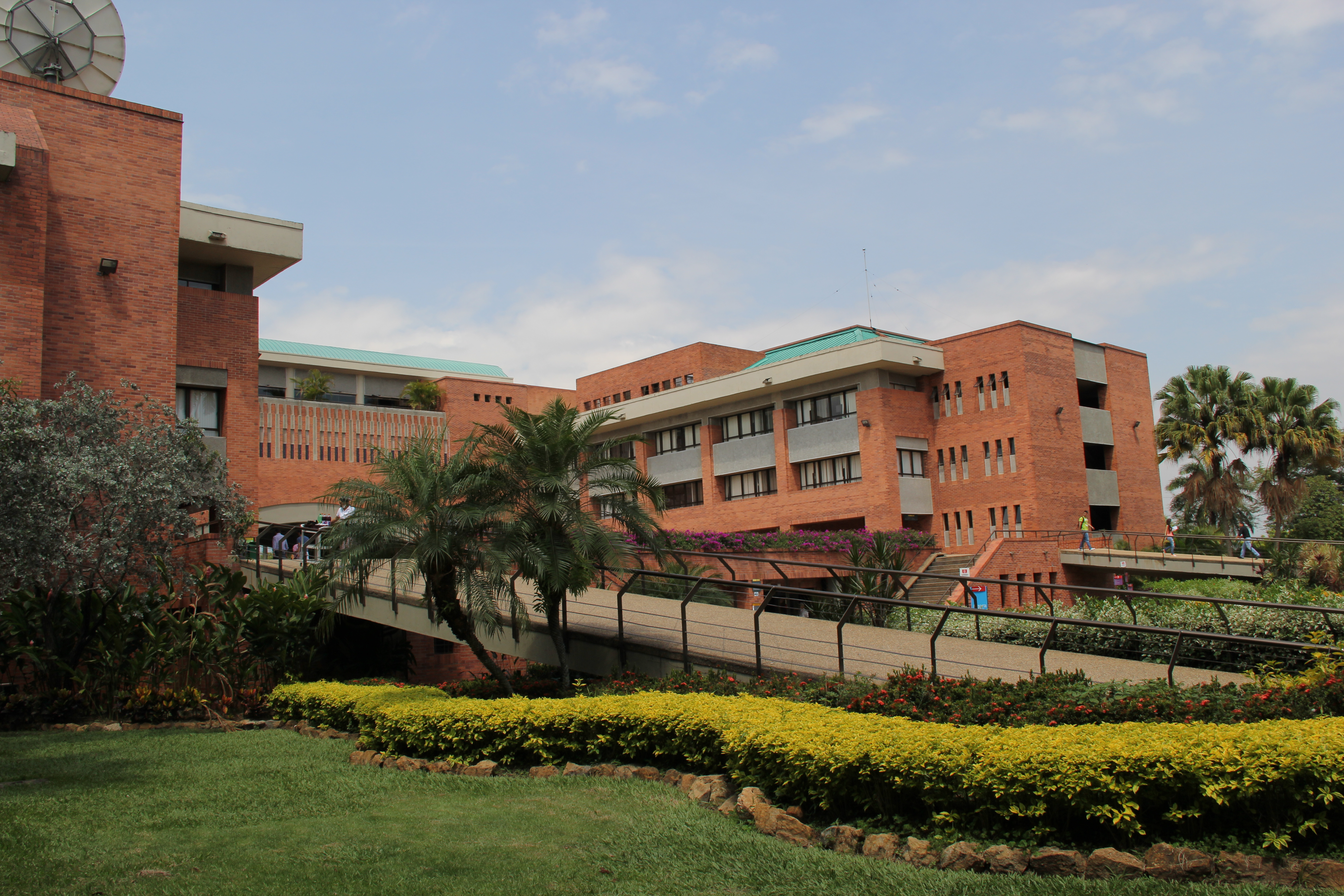
Universidad Autónoma de Occidente.

- Universidad Libre. Institución privada, su sede en la ciudad fue fundada en 1973. Cuenta con facultades como la de Ingeniería; Derecho; Ciencias Políticas y Sociales; Ciencias de la Salud; Ciencias Económicas, Administrativas y Contables, y Programas de Educación. En la ciudad tiene dos sedes, Santa Isabel y Valle del Lili.
- Universidad Cooperativa de Colombia La sede Cali fue fundada en la década de 1970, es una Institución de educación superior, de propiedad social, que por su origen y organización pertenece al sector de la Economía Solidaria. Ofrece 8 programas de pregrado en jornadas diurna o nocturna. De acuerdo a sus informes de gestión, al segundo semestre del 2006 contaba con 2.437 estudiantes.[109]
- Fundación Universitaria Católica Lumen Gentium (UNICATÓLICA) es una institución académica de educación superior privada y católica con sede en la ciudad de Cali, Colombia. Fue fundada en 1996. La idea de la creación de una universidad nació por el Arzobispo Isaías Duarte Cancino, que veía como muchos estudiantes egresados de bachiller no tenían forma de ingresar a la educación superior y el índice de desempleo crecía en la ciudad. El arzobispo buscaba crear una institución asequible para los estratos populares.
- Fundación Universitaria San Martín. En 1981, nace la Fundación Universitaria San Martín. Iniciada en el área de las Ciencias de la Salud con la Facultad de Odontología, hoy cuenta con 13 facultades de diversas disciplinas en las áreas de Ciencias Administrativas y Afines, Ingeniería y Ciencias Sociales. En el año 1998 abre la Facultad Abierta y a Distancia.
- Universidad Antonio Nariño. La Universidad Antonio Nariño (UAN), nace el 7 de marzo de 1976 en las antiguas instalaciones de la Escuela de Medicina de la Universidad Javeriana, ubicadas en la Calle 20 Sur No. 13 –61 de la ciudad de Bogotá. Funciona en la ciudad de Cali, hace más de 15 años ofreciendo pregrados presenciales y a distancia.[110]
- Corporación Universitaria para el Desarrollo Empresarial y Social. La Corporación Universitaria para el Desarrollo Empresarial y Social (CUDES), fundada en 2013 por John Milton Rodríguez en el sector de Las Vallas, es una institución privada basada en principios y valores cristianos, ofrece programas de pregrado, posgrados y carreras cortas.

### Investigación
La ciudad tiene una importante cuota en el número de publicaciones científicas que producen las entidades académicas e investigadoras colombianas. Según las bases de datos del Instituto para la Información Científica, en el periodo 1990-2005 las instituciones caleñas publicaron un total de 2 154 artículos, siendo Cali el segundo centro de producción científica por número de publicaciones en el país.
La Universidad del Valle es el principal ente investigador científico y tecnológico del suroccidente colombiano y uno de los principales a nivel nacional. En la universidad se lleva a cabo investigación de relevancia para la región, en grupos y dependencias como el CINARA en recursos hídricos y el OSSO en sismología del suroccidente colombiano.
Hay también investigación en inmunología, nuevos materiales, películas delgadas, y síntesis de compuestos químicos entre muchas otras.
Le siguen los Centros de Investigación de la Universidad Santiago de Cali, con sus 40 grupos categorizados por COLCIENCIAS, destaca en las Investigaciones de Ciencias Básicas Ambientales y Desarrollo Tecnológico (CICBA), Desarrollo Regional (CEIDER), Pedagogía, Calidad y Educación (CIPESA).
A nivel agrícola, en la vía a Palmira se encuentra el Centro Internacional de Agricultura Tropical CIAT, uno de los centros de investigación más productivos e importantes del país.

### Energía
Las Empresas Municipales de Cali, EMCALI, atienden la demanda de servicios públicos de la ciudad y de gran parte de su área metropolitana. EMCALI es propietaria de la infraestructura de distribución y conjuntamente con EPSA, son propietarias de las 18 subestaciones de energía conectadas a la red eléctrica nacional.

### Acueducto y alcantarillado
EMCALI es responsable también por el servicio de acueducto y alcantarillado. La distribución se divide en zonas de redes alta y baja. La red alta es abastecida por gravedad, la red baja necesita un sistema de bombeo. Hay cuatro plantas de tratamiento de agua potable:
- Río Cali: se abastece del Río Cali. Tiene una capacidad de producción de 1,80 m³/s, surte agua potable a 420.000 consumidores en la parte antigua de la ciudad.
- La Reforma: se abastece del Río Meléndez. Con un caudal de 1 m³/s abastece a 120.000 usuarios en la zona de ladera de la ciudad.
- Río Cauca: se abastece del Río Cauca. Tiene una capacidad de 2,5 m³/s.
- Puerto Mallarino: se abastece del Río Cauca y tiene un caudal de 6,6 m³/s.

Las aguas residuales de la ciudad de recogen por medio de caños colectores que las llevan a la Planta de Tratamiento de Aguas Residuales de Cañaveralejo (PTAR-C). En la PTAR-C estas aguas son tratadas antes de devolverlas al Río Cauca. La PTAR-C maneja un caudal promedio de 7,6 m³/s, lo que permite tratar un 70% de las aguas residuales de Cali.

### Telecomunicaciones
EMCALI es la principal empresa del servicio de telefonía con el 85% local del mercado. Las centrales telefónicas y los equipos de transmisión están conectados por una extensa red de fibra óptica. En el año 2007 la entidad poseía aproximadamente 510.000 usuarios. Otras empresas en el mercado de telefonía pública son UNITEL, Claro Soluciones Fijas, Movistar Soluciones Fijas, y ERT. La ciudad tiene una disposición de 115.400 líneas.
Hay tres operadores de telefonía móvil, todos con cobertura nacional y con tecnología GSM y 3G WCDMA, Claro Móvil (de América Móvil) Banda: 850Mhz y 1900Mhz; Movistar (de Telefónica) Banda: 850MHz y 1900MHz, y Tigo (de la ETB, EPM Telecomunicaciones y Millicom International de Luxemburgo) Banda: 1900MHz NGN.

### Aseo y basuras
La ciudad produce 1800-2000 toneladas/día de residuos sanitarios. El servicio de recolección de basuras y escombros es tarea de la empresa privada Promoambiental. El basurero de Navarro fue el lugar de disposición de residuos sólidos de los municipios vallecaucanos de Cali, Yumbo, Jamundí y Candelaria. Se encuentra ubicado sobre un antiguo cauce (humedal o madrevieja) del río Cauca en el corregimiento de Navarro en el área rural de Cali. El basurero sirvió desde 1967 y fue sellado finalmente en el 2008. Este Fue reemplazado por el basurero de Yotoco que tendrá una vida útil de 31 años y beneficia a 4.716.147 personas, se manejan 44.000 toneladas de basura al mes.

### Gas natural
La ciudad posee una red de distribución con dos ejes principales: sur-norte a lo largo del Corredor Férreo y oriente-occidente por debajo de la Autopista Suroriental. Con una capacidad de 130 millones de pies cúbicos diarios se garantiza el servicio de gas natural en las 22 comunas de la ciudad. Esta red es alimentada por un gasoducto que viene desde Yumbo hasta el norte de la ciudad.

### Transporte

Mapa Troncales SITM-MIO.

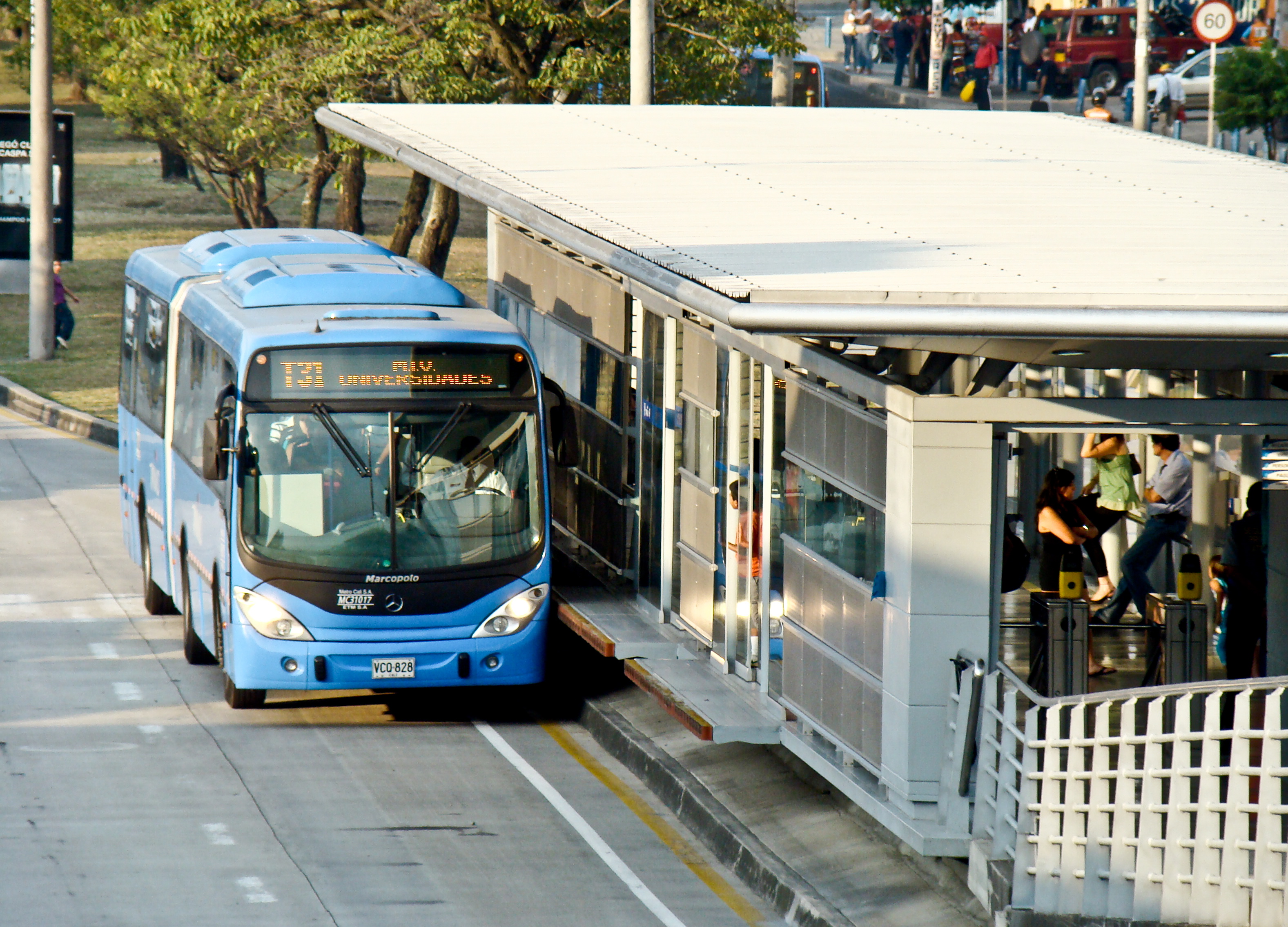
Masivo Integrado de Occidente (MIO) Estación.

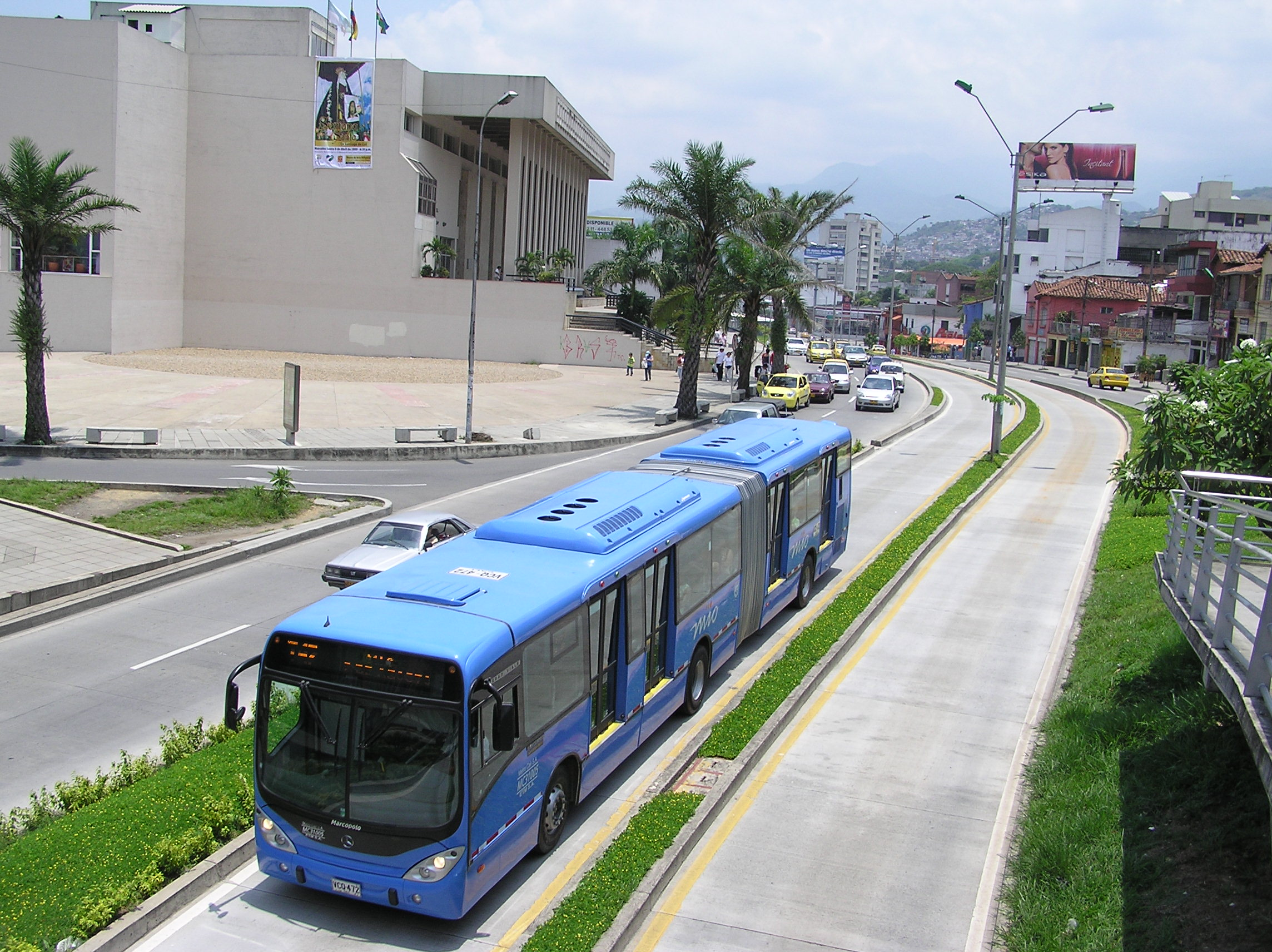
Bus del MIO.

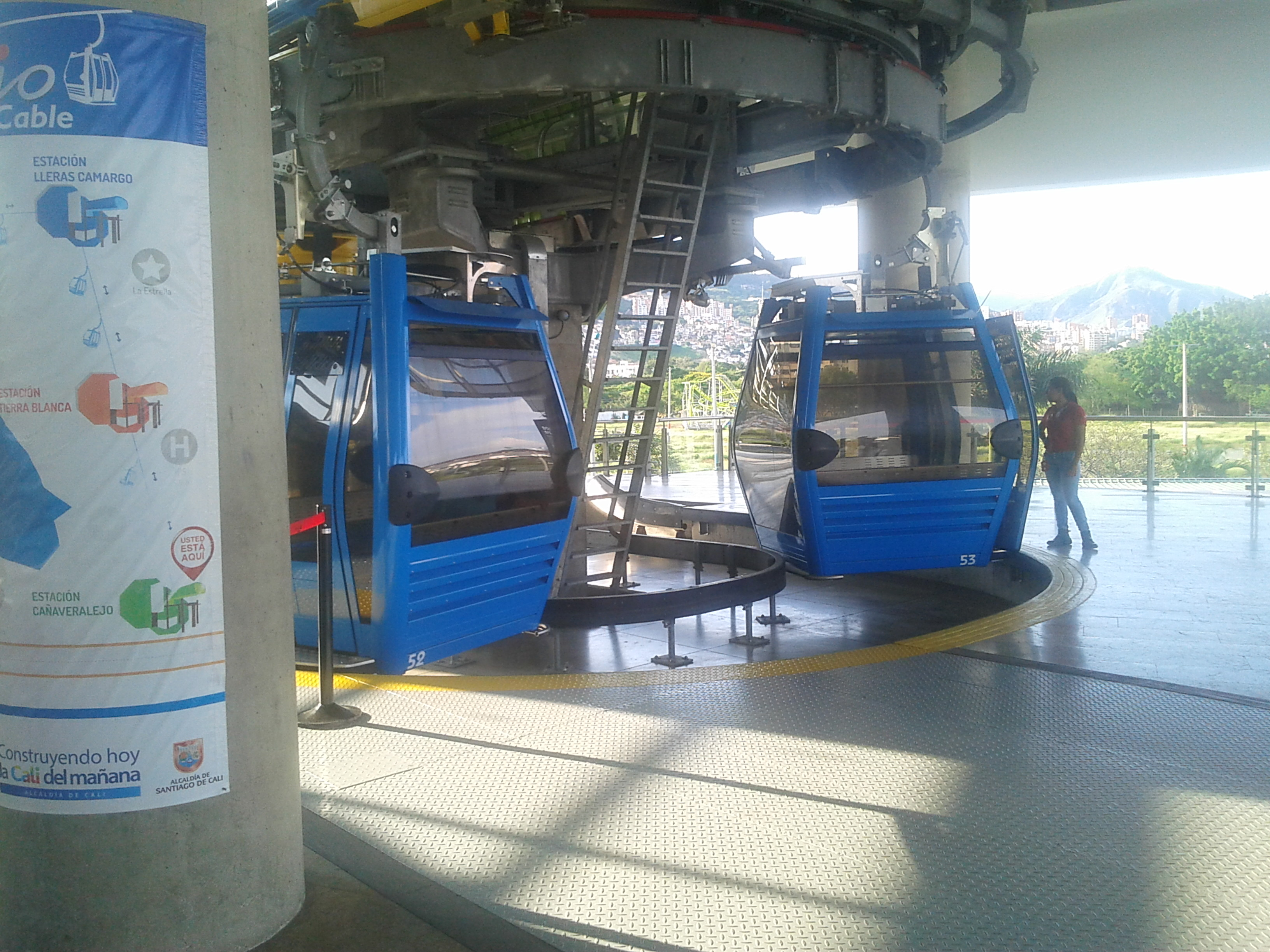
“MIO Cable”.

En 2009 se inauguró el Masivo Integrado de Occidente (MIO), un sistema masivo de transporte. El 1 de octubre de 2012, en la ciudad salieron 520 buses, hasta la fecha se han sacado de las calles 3.342 buses del colectivo tradicional de más de 10 empresas y terminando con la existencia de muchas de estas. Esto significa que aún faltan 1.150 más, que tendrán que salir antes del mes de junio de 2013. En los últimos años la ciudad ha reemplazado su antiguo sistema de transporte por el sistema de transporte masivo MIO que en el año 2012 abarcó un 98% de la ciudad. Entre las empresas que desaparecieron están Azul Plateada, Crema y Verde, Azul Crema, Trans. Urbanos, Gris San Fernando, Verde San Fernando, Crema y Rojo, Rojo Gris, Alfonso López, Blanco y Negro, Amarillo Crema y Pance. El sistema de transporte masivo de Cali transporta alrededor de 450 000 y 500 000 pasajeros por día (2013). En el año 2015 se inauguró el MIO Cable, sistema de transporte de cable aéreo suspendido que conecta la Terminal de Cañaveralejo del MIO con el populoso sector de Siloé, ubicado en el suroccidente de la ciudad, en la zona de ladera de la Cordillera Occidental a su paso por Cali.
Con el paso del tiempo, las limitaciones del sistema, los problemas financieros y la oposición de transportistas tradicionales anteriores al inicio del sistema MIO y los que persistieron, se han creado por parte de distintos grupos conjunto con la alcaldía, dos grupos de transportistas tradicionales (G5 y TU Cali) con una o varias de las empresas que continúan: Papagayo, Ermita, Coomoepal, Río Cali, Montebello, Villanueva Belén, Alameda, Decepaz, Recreativos, Cañaveral y Verde Bretaña. Todo esto muy similar al modelo del SITP de Bogotá. 
El Aeropuerto Internacional Alfonso Bonilla Aragón (CLO). Ubicado en jurisdicción del municipio de Palmira, conecta a Cali con el país y el exterior, a través de varias aerolíneas nacionales y extranjeras. Entre los destinos nacionales están las principales ciudades del país con servicio prestado por, Copa Airlines Colombia, Avianca, Viva Colombia, Satena y TAC. Internacionalmente hay rutas entre Cali y Miami (American Airlines), Guayaquil (Avianca Perú), Lima (Avianca Perú) San Salvador (Avianca) Miami, Nueva York (Avianca y American Airlines), Fort Lauderdale (Spirit), Madrid (Avianca) e (Iberia) Panamá (Copa Airlines Colombia), Ámsterdam (KLM Royal Dutch Airlines), Orlando (Avianca), Cancún (Wingo), Esmeraldas (TAME) y Quito (LAN Perú). El tamaño de la pista del aeropuerto Bonilla Aragón, 3000 m de largo por 45 m de ancho, permite el aterrizaje de aviones de máxima capacidad. Anualmente mueve más de 4 millones de pasajeros y 39 923 toneladas de carga en casi 60 000 vuelos (2012). En el noreste de la ciudad está ubicada la Base Aérea Marco Fidel Suárez, perteneciente a la Fuerza Aérea Colombiana.En el año 2016 se inició la construcción de un nuevo terminal contiguo al existente, el cual fue inaugurado en el mes de junio de 2017, donde funciona el nuevo muelle internacional.
En la ciudad existe una sobre oferta de taxis que congestionan las principales avenidas en las horas críticas y que ha sido parcialmente resuelto con la aplicación del denominado Pico y Placa. Se calcula según datos de STTM y del DANE, que hay 10 taxis por cada automotor de transporte público. En temas medioambientales de la ciudad, el uso de un 10% de etanol en la gasolina, ha ayudado a reducir parte de contaminación ambiental. La Secretaría de Tránsito y Transporte Municipal (STTM) es la encargada de registrar los vehículos rodando por la ciudad. Según datos de esta entidad, en el 2004 por las calles de Cali rodaban 357.927 vehículos. Como es usual en los países en vía de desarrollo, la motocicleta es un medio de transporte muy popular y en la ciudad hay casi 70 000. En cuanto a vehículos particulares, hay más de 240.000 automotores.
En general Cali cuenta con una malla vial buena.
Con la iniciativa de Megaobras la ciudad ha construido nueva infraestructura vial como espacios públicos y puentes así como el Túnel Mundialista
que es actualmente el túnel urbano más grande de Colombia con casi un kilómetro y que ha ayudado mucho a recortar el recorrido en sentido sur-norte pasando por el centro.
Hablando de transporte nacional terrestre y por su ubicación estratégica entre el pacífico, el eje cafetero, el sur y el centro del país, la Terminal de Cali cumple un papel importante de conexión con más de 30 empresas.

## Urbanismo

### Arquitectura

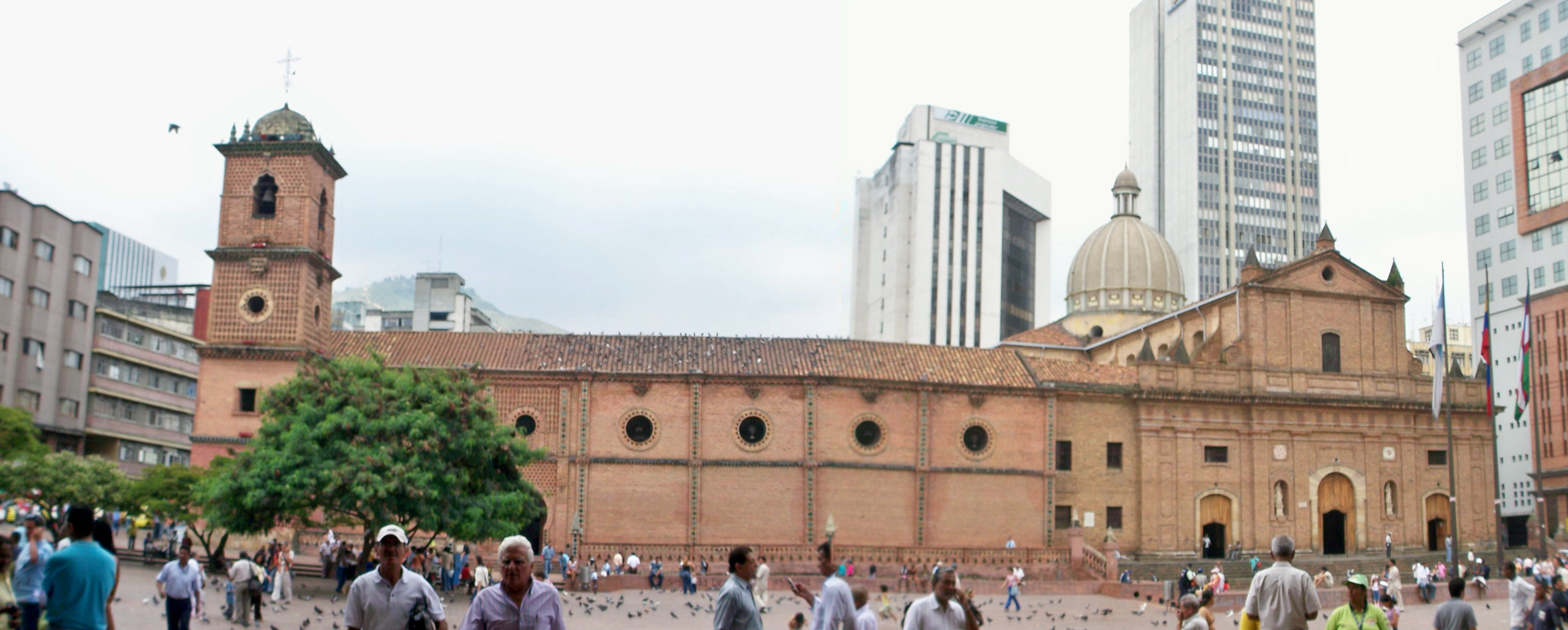
Complejo religioso de San Francisco y Torre Mudéjar.

El Valle del Cauca fue históricamente una zona dedicada a la hacienda pastoril y agrícola. Por esta razón, en la región no se dio un desarrollo arquitectónico tan precioso, artístico y de influencia europea como el de Popayán, y más bien se construyó de manera sencilla y popular.

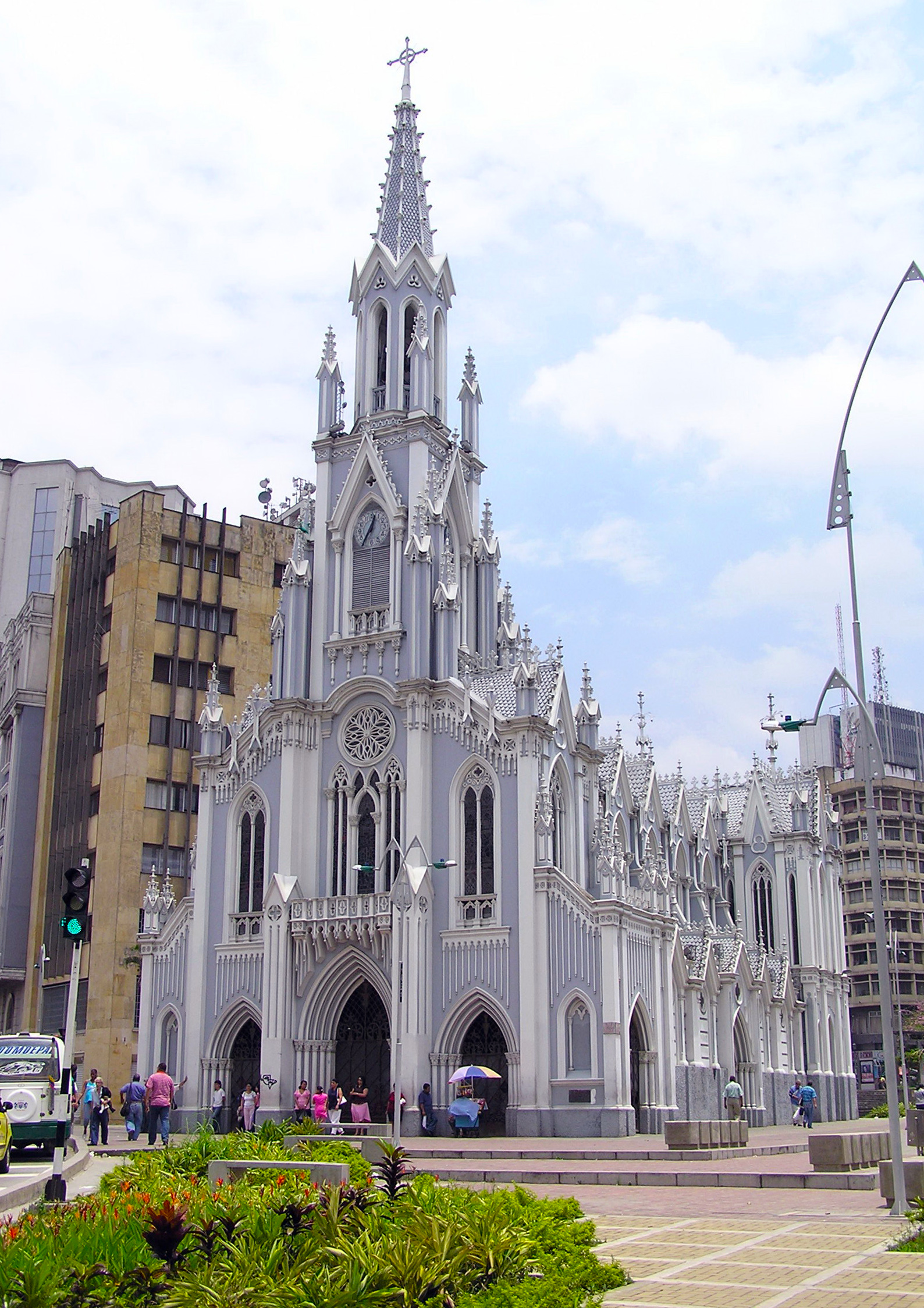
La Ermita.

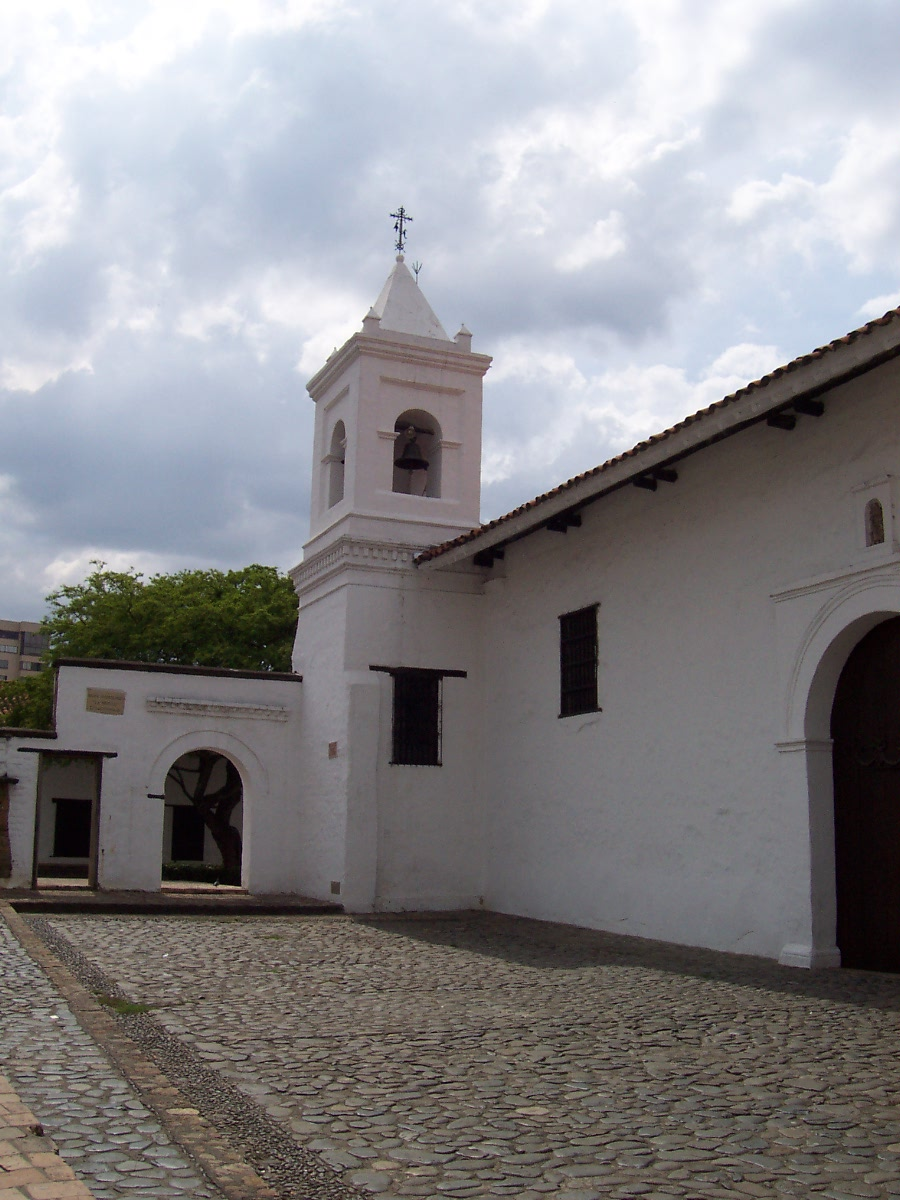
Complejo religioso la Merced.

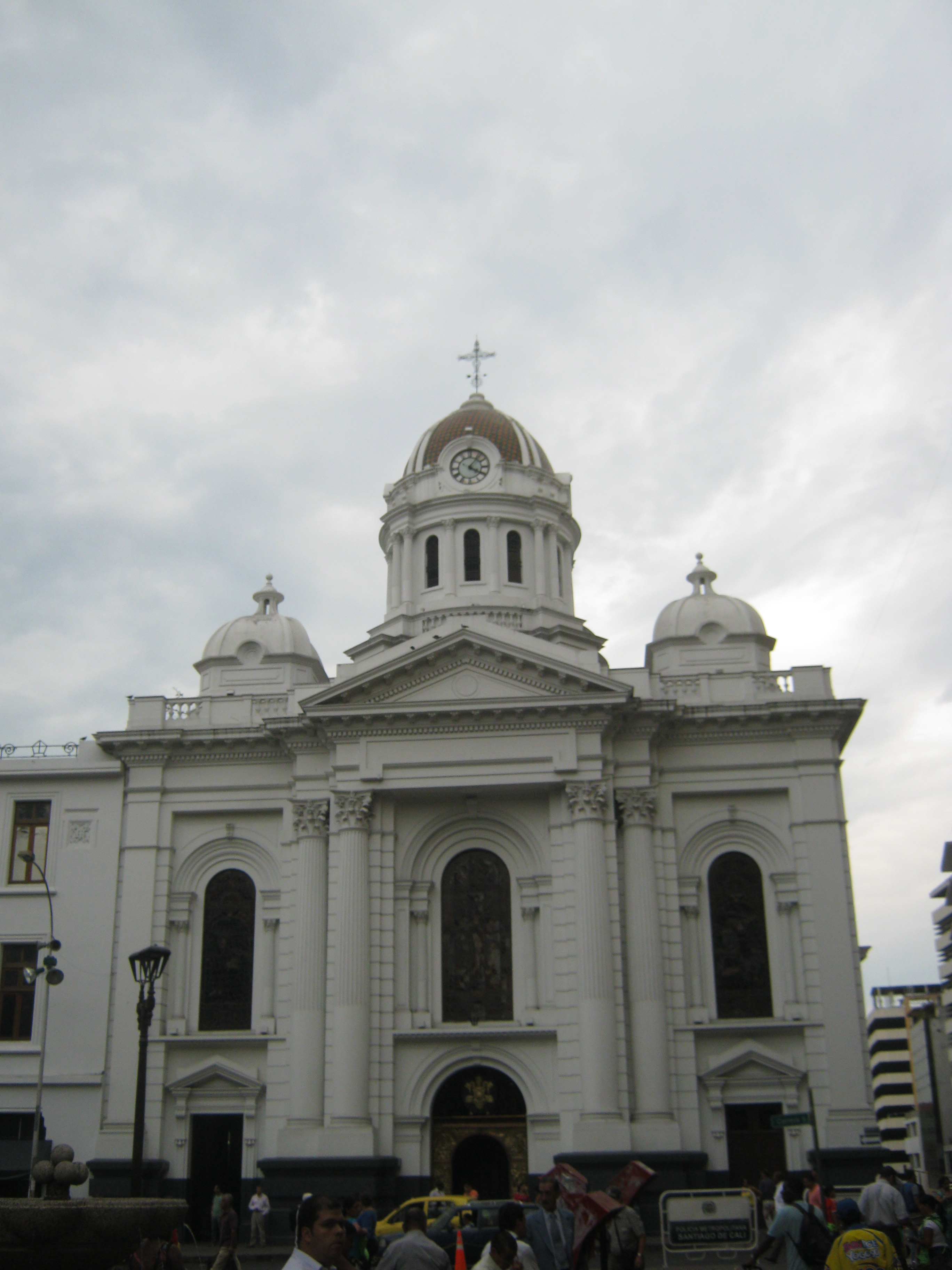
Catedral Metropolitana de Cali.

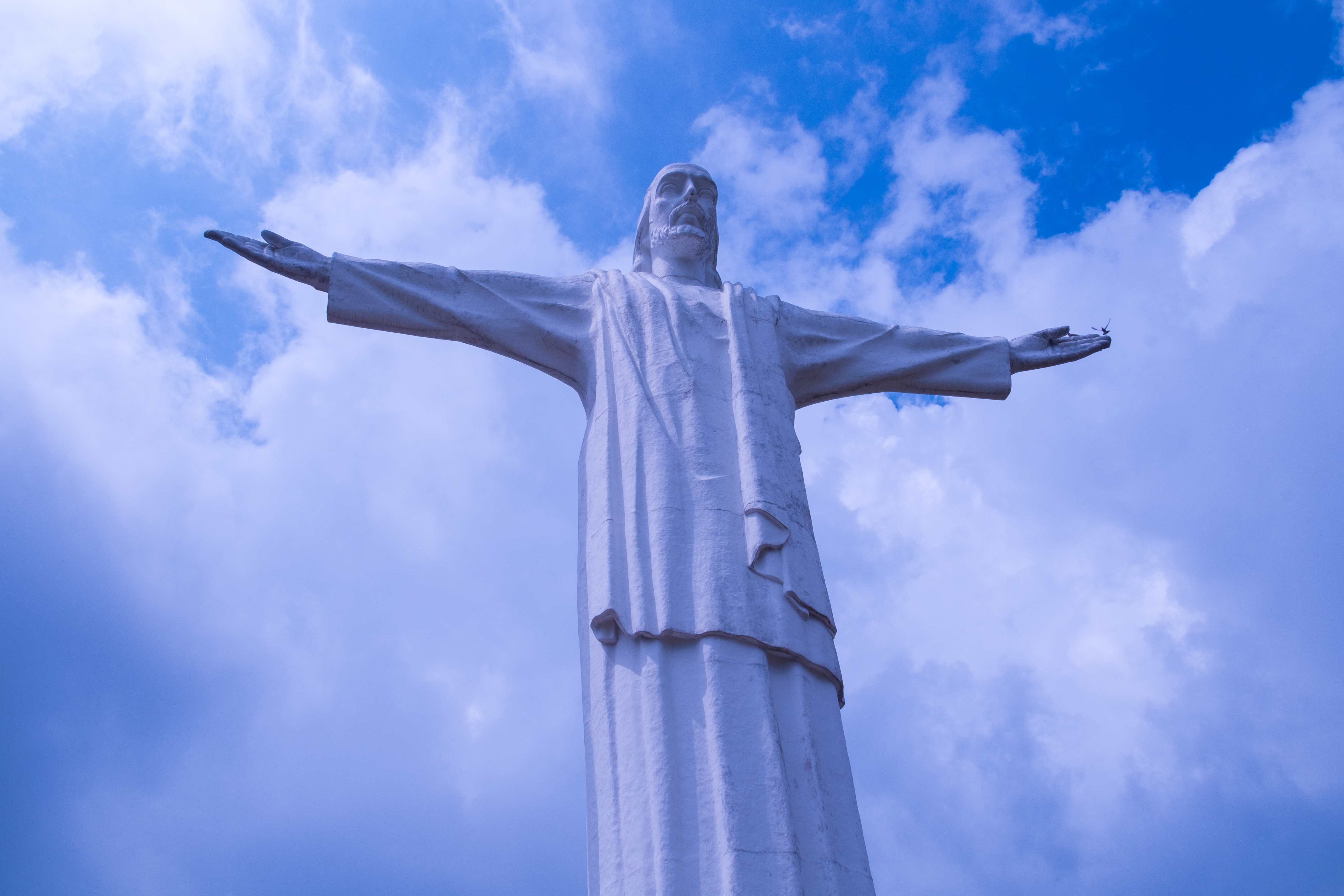
Monumento a Cristo Rey. Estatua construida en el cerro Los Cristales, desde donde se puede apreciar toda la ciudad de Cali.

### sigloXVI
La inestabilidad que daban los frecuentes ataques de los indígenas impidió que se establecieran poblaciones grandes y por ende se retrasó el desarrollo arquitectónico de la región. La mayoría de las construcciones en el siglo XVI eran de carácter provisional, con la excepción de la Iglesia matriz de San Pedro que tuvo cimientos de mampostería y el arco toral de ladrillo (debe anotarse que de esta iglesia matriz solamente se tienen referencias históricas). Otra construcción de la época es la Iglesia de la Merced, donde según relatos se celebró la primera misa de la naciente ciudad en 1541. La Iglesia de la Merced del siglo XVI era de construcción pajiza, muy diferente de la actual que se encuentra en el centro de la ciudad.

### SigloXVII
De este periodo datan los conventos de Santo Domingo (desaparecido) y San Agustín, la Ermita Vieja (desaparecida) y la iglesia de Santa Rosa de Lima, también se dio en este siglo la reconstrucción de la Iglesia matriz de San Pedro. La Ermita Vieja estuvo dedicada a Nuestra Señora de la Soledad y al Señor del Río, aunque desaparecida, se sabe por una pintura de Farfán que no era una edificación de gran valor arquitectónico, y era más bien caracterizada por su sencillez.

### SigloXVIII
Datan de este siglo dos joyas arquitectónicas de Cali: la Capilla de San Antonio y el complejo religioso de San Francisco con su torre mudéjar de 23 metros de altura. También de este siglo es la Hacienda Cañasgordas, donde se desarrolla la novela El alférez real de Eustaquio Palacios.

### SigloXIX
Las construcciones de esta época son de un estilo neoclásico, en contraste con las anteriores construcciones que seguían el estilo barroco. Aunque se inició su construcción en 1722 bajo los cánones barrocos, la Catedral de San Pedro fue terminada solamente en 1841 ya como una iglesia neoclásica. Debido a terremotos ha sufrido varias reconstrucciones y su actual fachada data de 1930. En su interior cuenta con obras de arte religioso del siglo XVIII.

### SigloXX

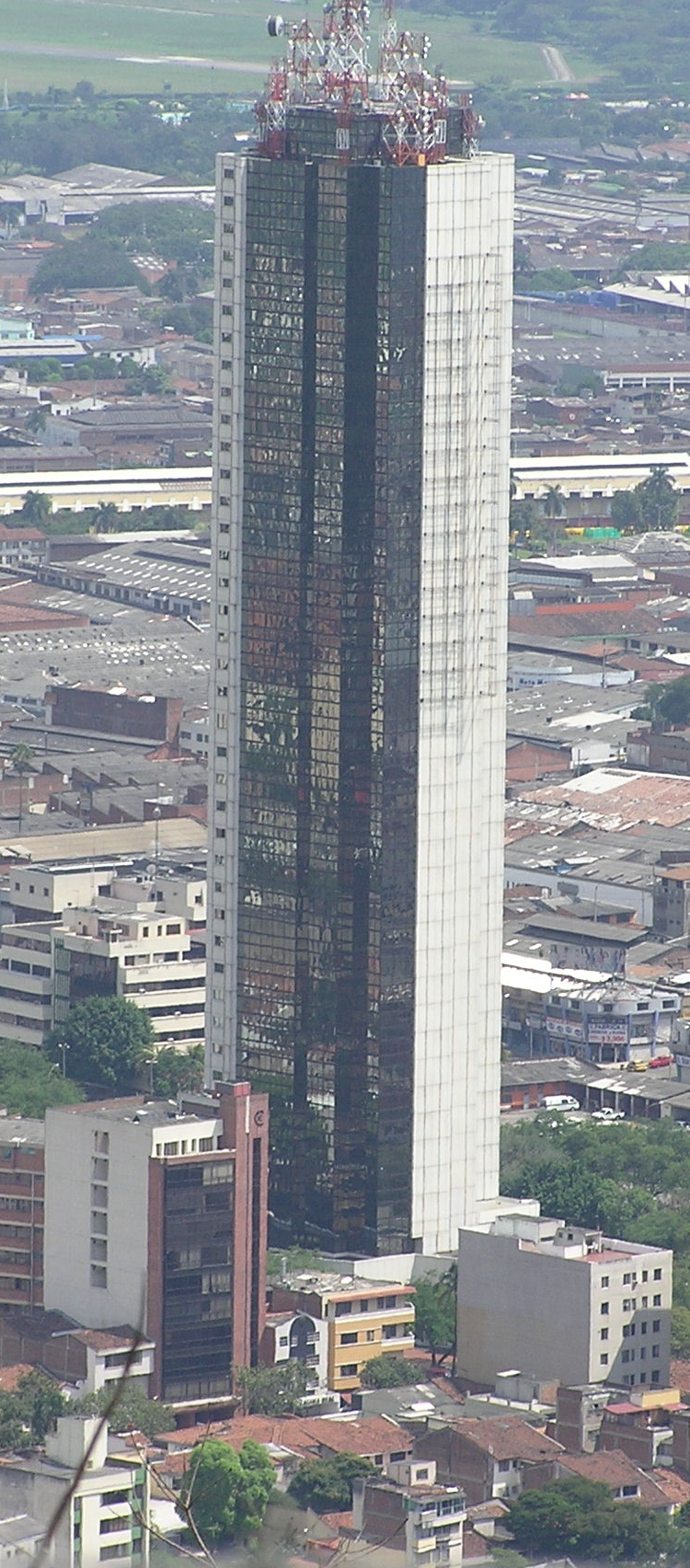
Hotel Torre de Cali, el edificio más alto de la ciudad.

El Teatro Municipal de Cali es una joya arquitectónica de la ciudad, fue construido entre 1922 y 1927 siguiendo el estilo denominado clásico criollo (basado en el neoclásico europeo) y declarado monumento nacional en 2002.
El edificio Otero fue otra de las construcciones representativas de comienzos de siglo (inaugurado en 1926) y declarado monumento nacional en 1977.
La iglesia de Santa Rosa de Lima fue terminada en 1924, bajo el estilo neo-renacentista español y cuenta con dos torres de 40 m de altura.
El Teatro Jorge Isaacs fue inaugurado en 1931 en homenaje al escritor vallecaucano del mismo nombre, esta construcción del estilo neoclásico francés fue declarada monumento nacional en 1984 y reabierto en 1989 después de años de abandono.
El Palacio Nacional, en la plaza de Cayzedo, fue inaugurado en 1933 también siguiendo el estilo neoclásico francés y declarado monumento nacional en 1977. En 1942 se construyó en donde antes quedaba la Ermita Vieja, iglesia miniatura al estilo gótico llamada la Ermita.
Para la segunda mitad del siglo destaca el Museo de Arte Moderno La Tertulia, cuyo edificio fundacional, diseñado por la firma Lago y Sáenz, fue abierto al público en 1968.
Obras de importancia regional y de arquitectura institucional y funcional son la Central de Transportes que fue establecida en 1974 y la Torre de Cali de 44 pisos y 183 m de altura de terraza finalizada en 1980; En 1990, la sede del Banco de la República se agregó como un elemento moderno al centro histórico de la ciudad. El mismo año un elemento colorido en ladrillo se adicionó al centro de Cali con la construcción del Edificio de la FES (Centro Cultural Santiago de Cali), Rogelio Salmona hizo parte del cuerpo de arquitectos de esta obra que ganó el Premio Nacional de Arquitectura.
Véase también:Lista de rascacielos en Cali

### Parques y zonas verdes

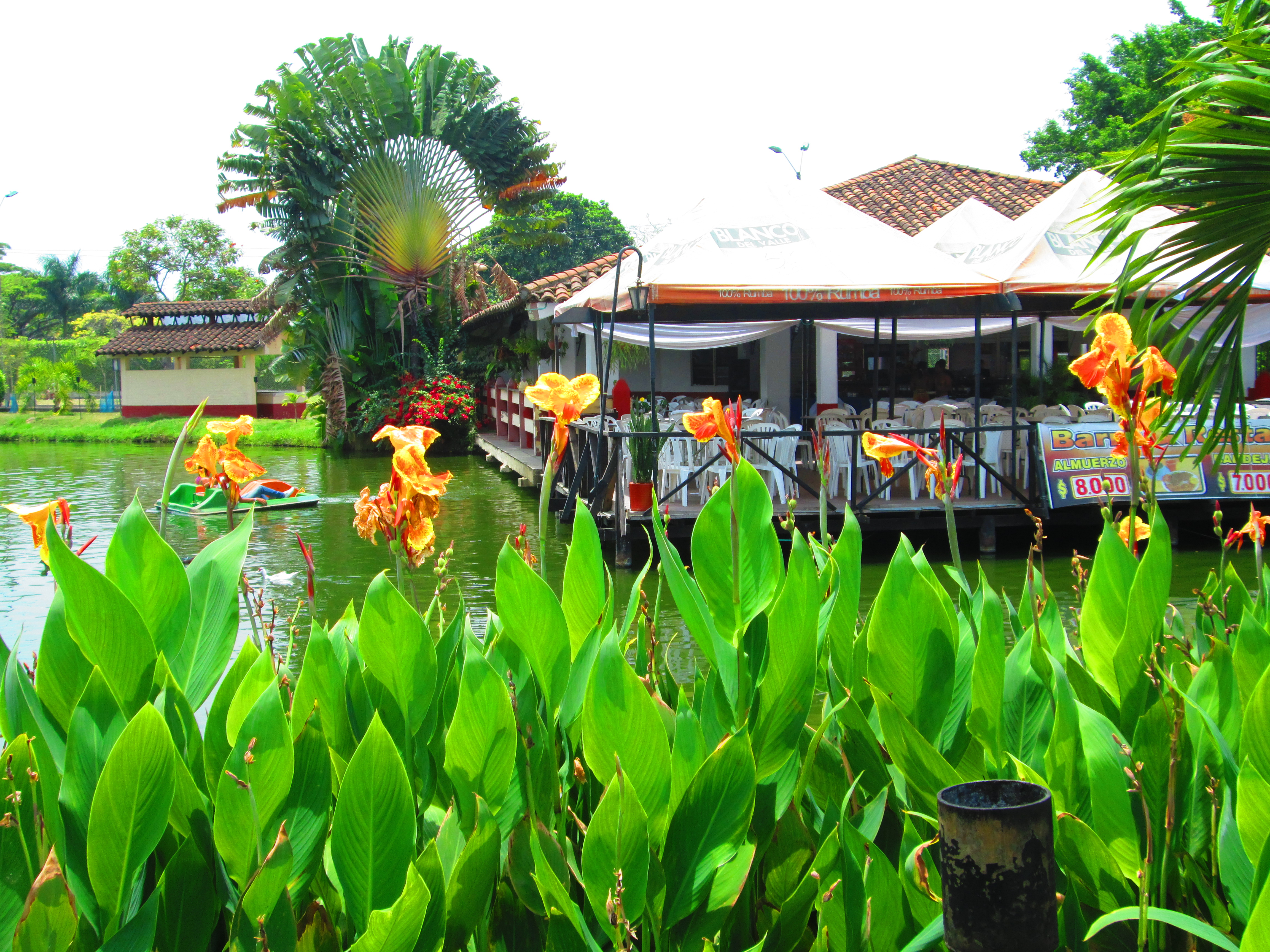
Acuaparque de la Caña.

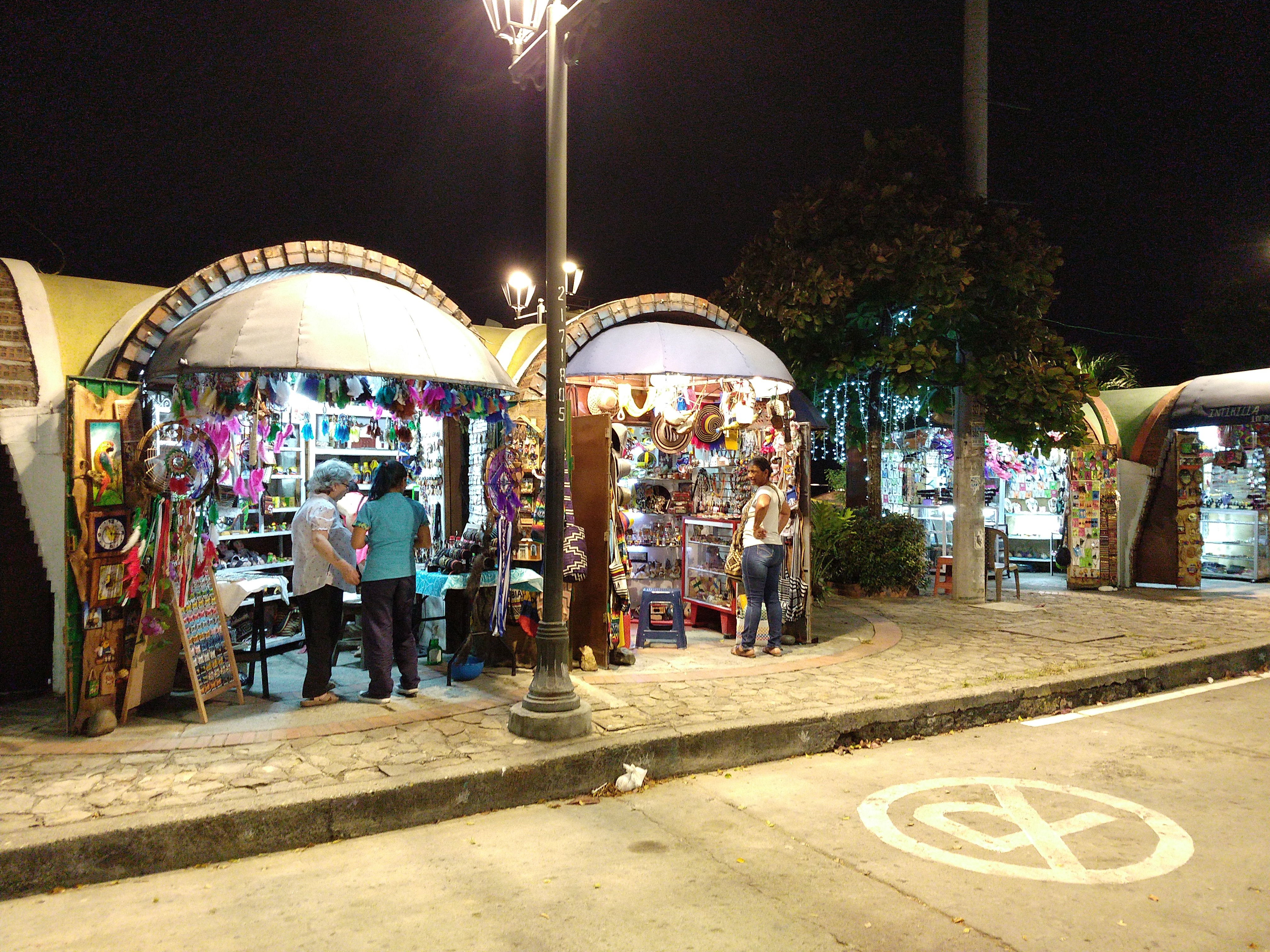
Parque Artesanal Loma de la Cruz.

Las zonas verdes de la ciudad suman 10.914.985 m² en las 22 comunas del área urbana, lo que da un promedio de 5,33 m² por habitante. Entre los parques destacados están:
- Acuaparque de la Caña: cuenta con varias piscinas incluyendo una de olas y otras actividades recreativas.
- Ecoparque del río Pance: es un ecoparque ubicado en el sur de la ciudad donde se puede realizar caminata por 5 kilómetros a través del bosque y junto al río Pance. En este lugar se puede realizar avistamiento de aves, nadar en aguas del río Pance y encontrar distintas cascadas.
- Parque El Ingenio: es un parque dedicado a la práctica de ejercicio al aire libre. También se puede encontrar kioscos de comidas rápidas y de comidas típicas de la región como el cholado.
- Parque de Alameda: se encuentra ubicado en el barrio alameda, en el cual se puede encontrar restaurantes de la gastronomía de la región del Pacífico de Colombia. Cerca se encuentra la Galería de Alameda, la cual es una plaza de mercados con diversidad en frutas y alimentos.
- Parque del Perro: según los relatos, en la década de 1950 la zona donde hoy está el parque, era sitio de recreación de la gente del Barrio San Fernando viejo, el nombre viene en honor a un perro pequeño llamado Teddy que fue mascota y compañero de juegos de los visitantes del parque. En la actualidad es una zona de restaurantes y clubes de reunión.
- Parque Artesanal Loma de la Cruz: es uno de los atractivos turísticos de la ciudad y lugar donde los artesanos pueden vender y exponer sus obras.
- Parque del Avión: en este parque hay un avión enviado por el general Omar Torrijos a su amigo el periodista cubano José Pardo Llada.
- Parque La Flora: queda en el Barrio la Flora, uno de los más tradicionales de la ciudad, es un parque recreativo con una pista atlética y diversas estaciones de ejercicios.

También están los parques: Primero de mayo, Carvajal, el Peñón, de la Música, San Nicolás, María Isabel Urrutia, Longitudinal Calle 72W, Ecoparque Lago de las Garzas, Ecoparque Bataclan, Ecoparque Los Pizamos, Ecoparque Río Cauca, Ecoparque los Cisnes o la Babilla, Ecoparque Lago Panamericano entre otros.

## Medios de comunicación

### Televisión
Cali cuenta con varios canales de televisión de señal abierta, como en gran parte del territorio colombiano hay cinco canales nacionales: los 2 privados Caracol Televisión, Canal 1 y Canal RCN, y los 2 públicos Canal Institucional y Señal Colombia. El canal regional Telepacífico transmite desde 1988. Las empresas de televisión por suscripción ofrecen canales propios, canales comunitarios, además de señales internacionales.

### Radio
En cuanto a radio, hay múltiples emisoras de AM y FM. Como en casi toda Colombia, la mayoría de las emisoras son manejadas por Caracol Radio, RCN Radio, Todelar, Red Sonora Radio, Sistema Radial de Colombia, Organización Radial Olímpica y RTVC. Como emisoras culturales y de variedades se destacan Clásica 88.5 de la Fundación Carvajal y las universitarias Univalle Estéreo 105.3 (de la Universidad del Valle) y Javeriana Estéreo 107.5 (de la Pontificia Universidad Javeriana seccional Cali).

### Prensa
En Cali y el Valle del Cauca circula el diario El País en impreso, de tendencia conservadora. Publicaba un magazín cultural, Gaceta, pero prefirió cancelar su impresión y reservar su acceso digital a suscriptores.
Hay otras circulaciones de menor tiraje como el Q'Hubo y ADN; también están Diario Occidente y Publimetro, gratuitos en impreso y digital, y otros de nivel nacional como El Tiempo y El Espectador.
La Universidad del Valle sostiene el magazín cultural Gaceta.
El Caleño, el único diario sensacionalista que se sostenía solo con las ventas, desapareció cuando medios nacionales y El País lanzaron competencia en su mismo formato y a color. El Pueblo, diario liberal, quebró en formato impreso, pero mantiene una presencia esporádica en internet.
La prensa internacional se conseguía en una única librería/heladería, pero conflictos con su distribuidor cerraron esa posibilidad para la ciudad.

## Cultura

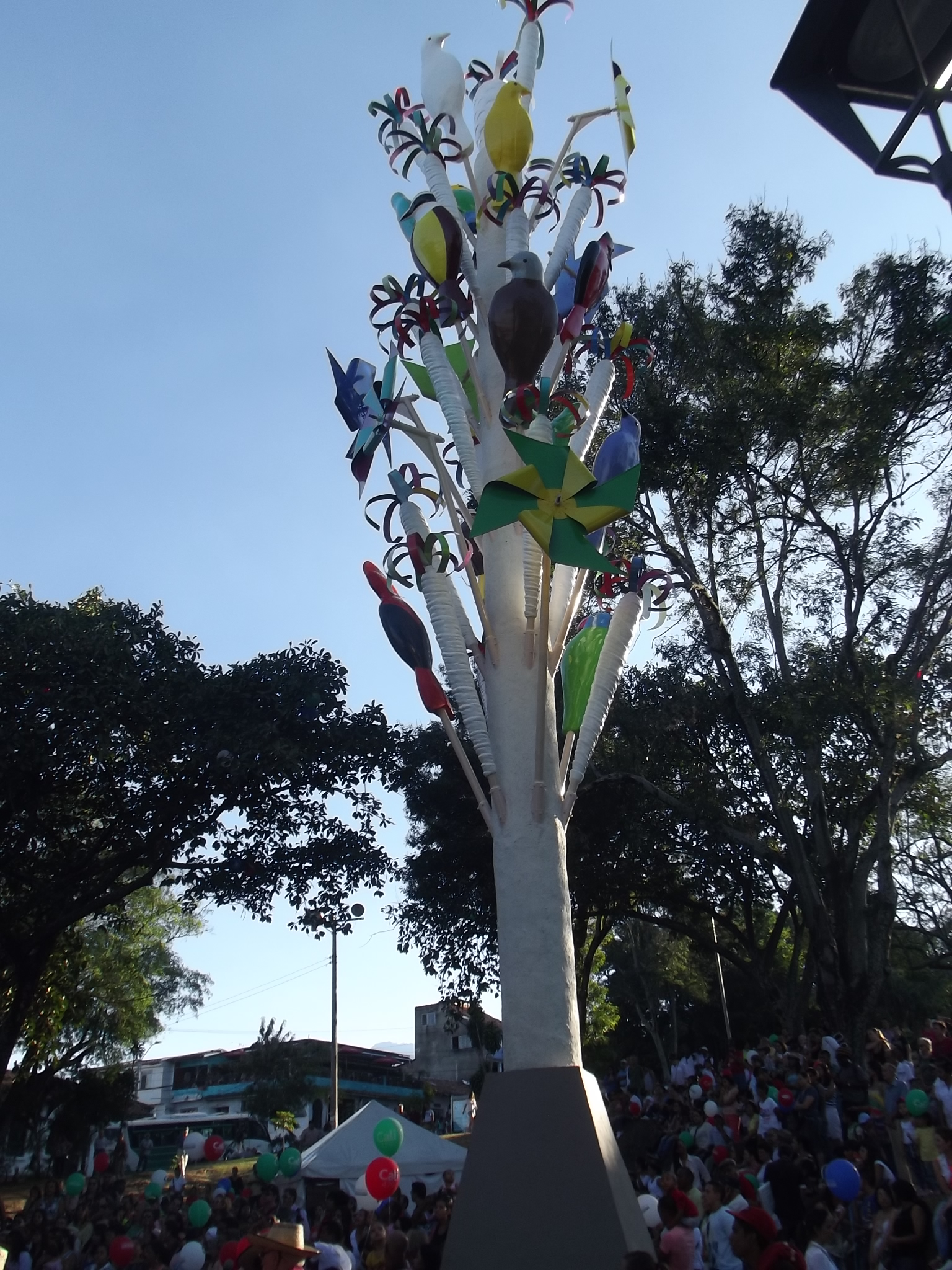
El Monumento a la Maceta simboliza el tradicional dulce a base de azúcar y agua que representa el vínculo entre padrino y ahijado y cuya festividad se celebra el 29 de junio en toda la ciudad.

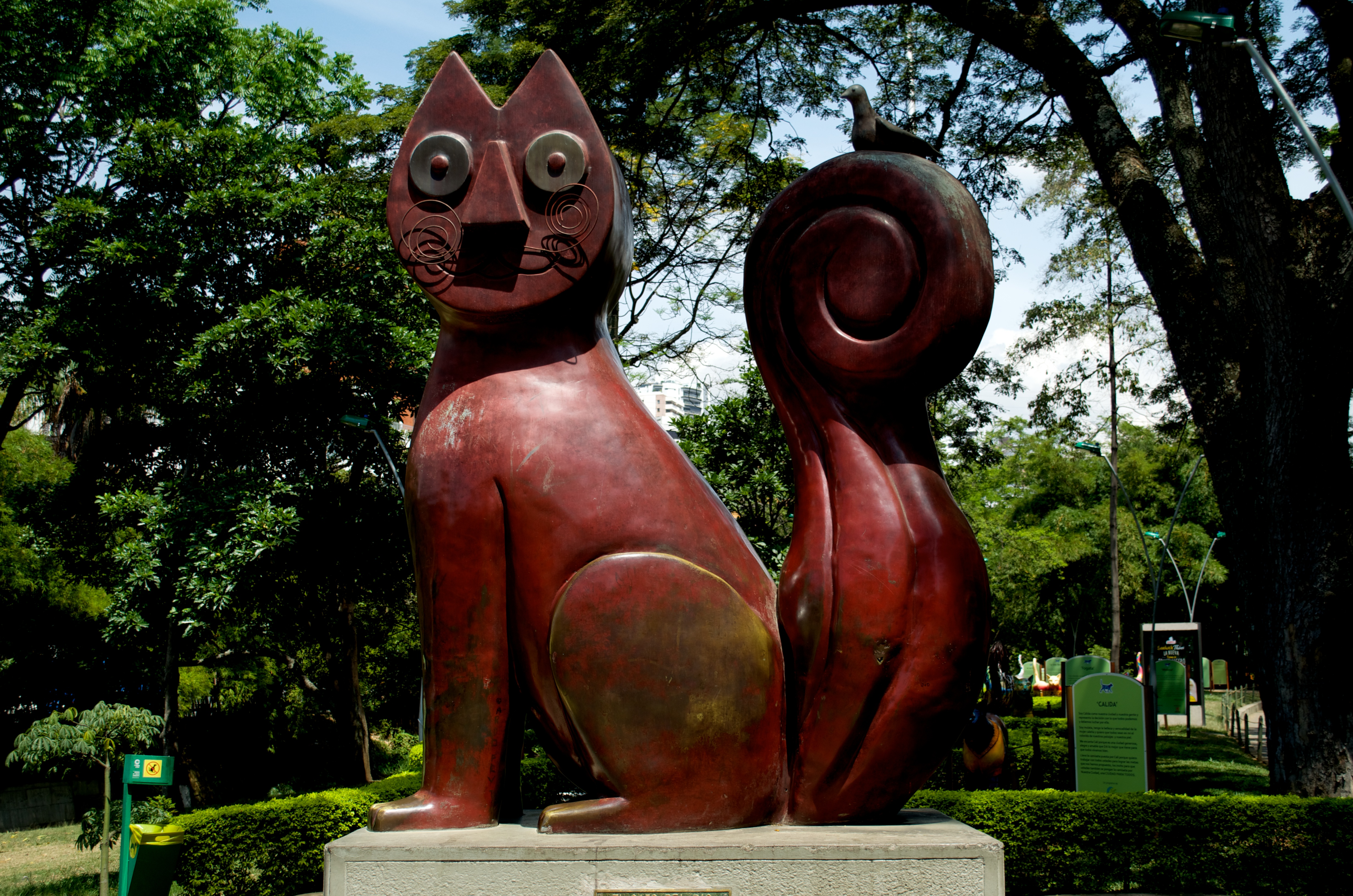
El Gato del Río.

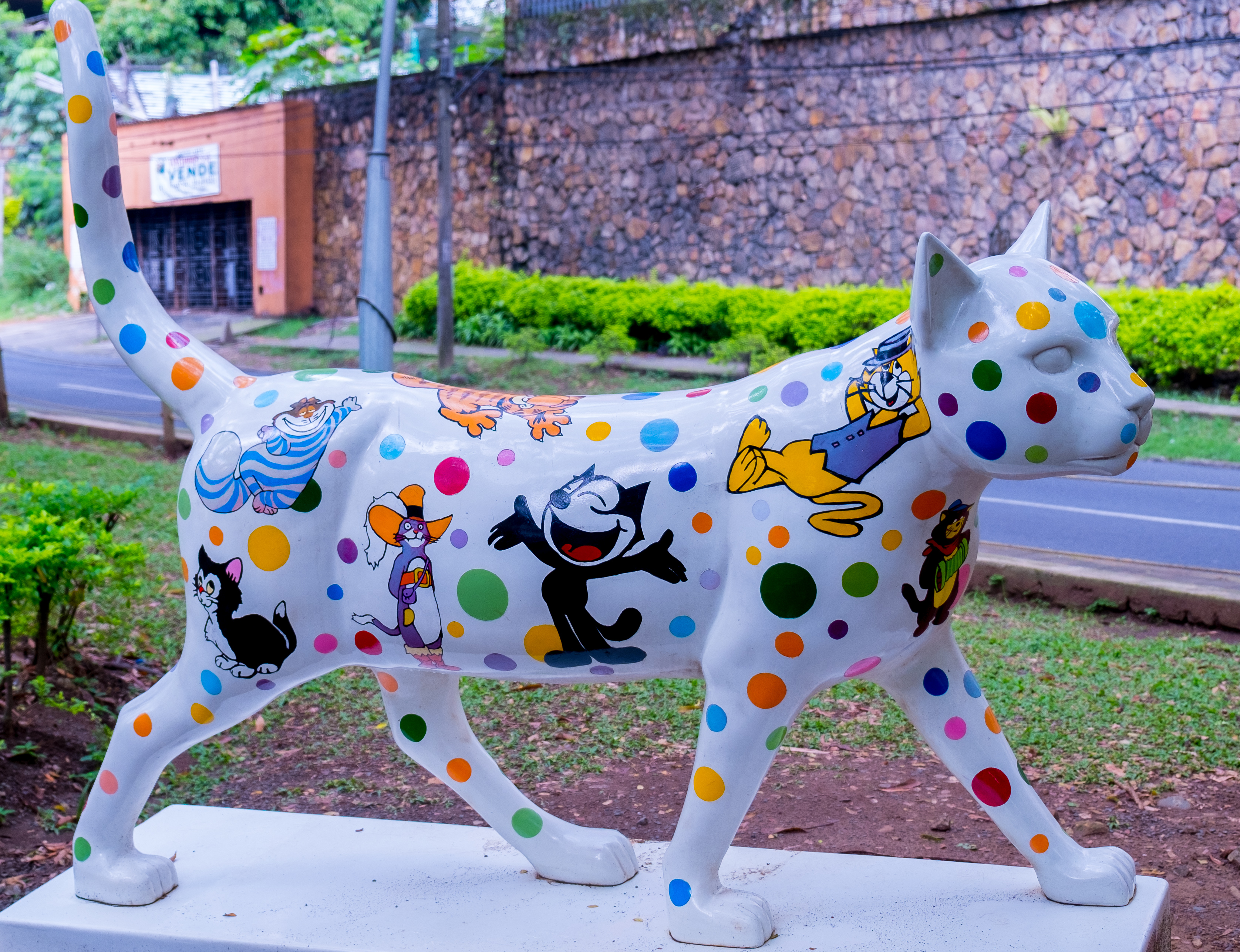
Esculturas Las novias del gato alrededor del río Cali.

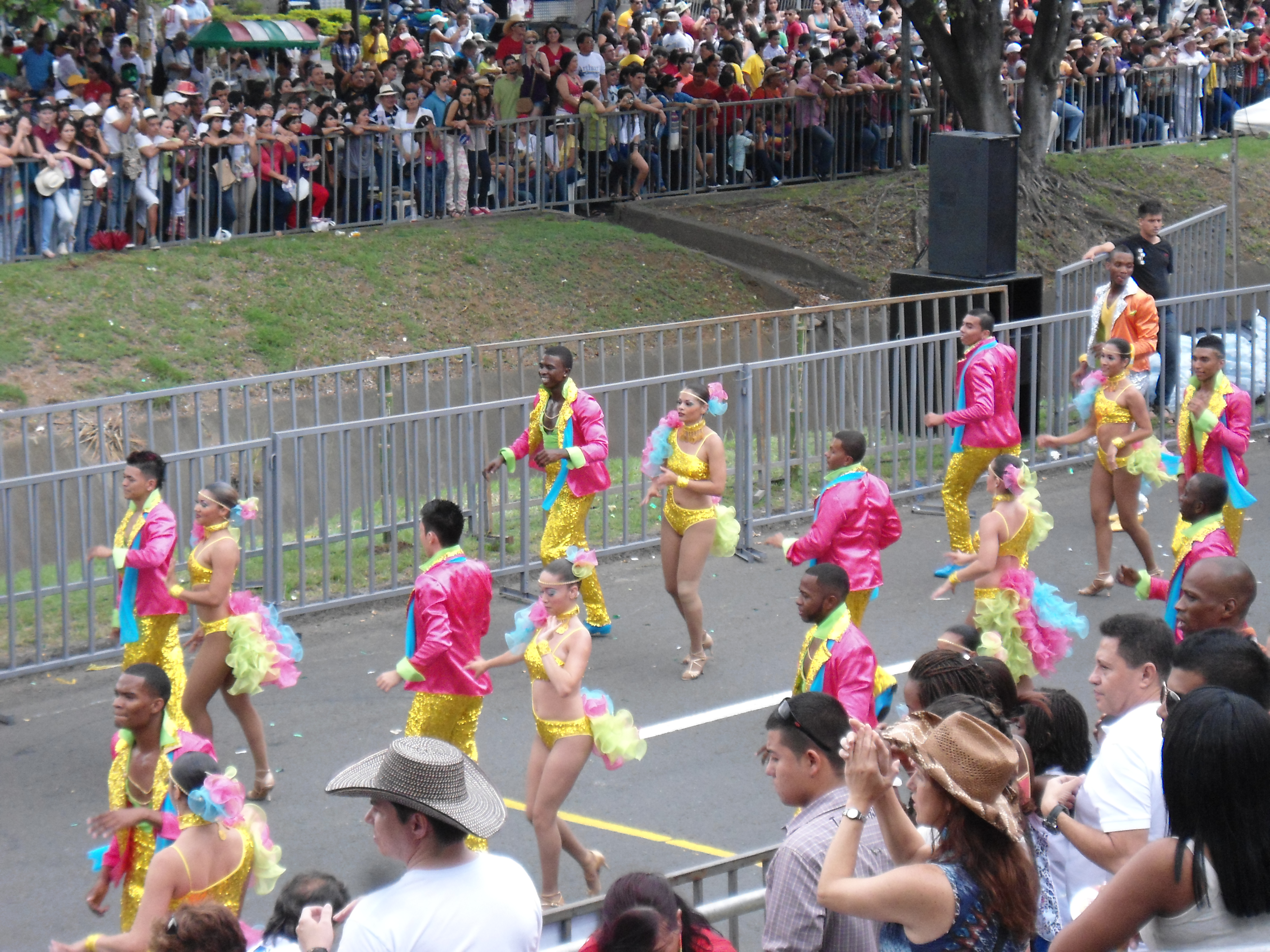
Salsódromo de la Feria de Cali.

La actividad cultural de la ciudad ha florecido en torno a centros como el Instituto Popular de Cultura, el Teatro Municipal, el Museo de Arte Moderno la Tertulia, la Sala Beethoven, la Escuela Departamental de Teatro, y la Universidad del Valle.
El Teatro Municipal de Cali fue inaugurado en 1927. Ha sido el gran centro cultural de Cali donde a través de muchos años se han presentado importantes artistas nacionales e internacionales. Con la asesoría de Enrique Buenaventura, se crea en 1955 la Escuela Departamental de Teatro Archivado el 16 de noviembre de 2020 en Wayback Machine., el maestro Buenaventura fue el primer director del Centro Colombiano de Teatro en 1957 e impulsó fuertemente la creación del Teatro Experimental de Cali (TEC) en 1958.
El Museo de Arte Moderno la Tertulia fue inaugurado en 1956 y ha sido sala de exposición de la obra de grandes maestros nacionales y de la región como: Edgar Negret, Hernando Tejada, Lucy Tejada y Alejandro Obregón
Otra institución importante en las artes vallecaucanas ha sido en Instituto Colombiano de Ballet Clásico (Incolballet), el cual fue creado por la Maestra Gloria Castro en 1978.

### Literatura
Santiago de Cali ha sido hogar y centro de labores de diversos escritores de importancia en la historia de Colombia.
Durante el siglo XIX se destacan Jorge Isaacs con la novela romántica María de 1867; Isaías Gamboa, poeta y educador; y Eustaquio Palacios con su novela histórica El alférez real de 1886.
Ya en el siglo XX se destaca la labor del dramaturgo y poeta Enrique Buenaventura, el novelista y cronista Arturo Alape, el cubano radicado en Cali Alberto Dow, el literato y cinéfilo Andrés Caicedo, el cuentista Harold Kremer, el nadaísta Jotamario Arbeláez, el novelista y ensayista Fernando Cruz Kronfly, el periodista escritor Umberto Valverde y el poeta Julián Malatesta.
Mención especial merece la obra de Andrés Caicedo, como quiera que su novela ¡Que viva la música! y sus colecciones de cuentos, se caracterizan por la permanente referencia a los valores estéticos de la Cali de las décadas de 1960 y 1970, marcada por la urbanización creciente, la agitación social y el gusto juvenil por la salsa y el rock.
Dentro de la órbita de la novela popular y del género folletín, se destacó Hernán Hoyos con una amplísima producción de novelas eróticas, policías y humorísticas siendo Coca, especie de historia pulp local del narcotráfico, la de mayor difusión.

### Salsa caleña

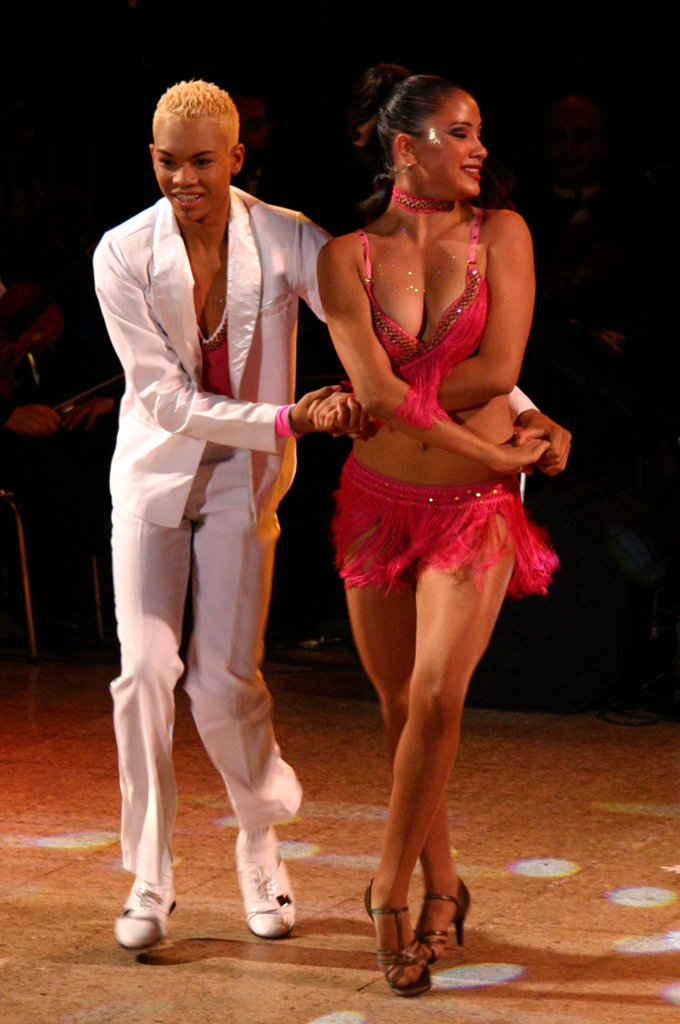
Representación de baile en el XIII Festival Internacional de Arte de Cali.

La salsa no es originaria de Colombia ni de Cali, pero a pesar de ello la ciudad ha generado una identidad cultural en torno a este género musical y su respectivo baile.

### Gastronomía

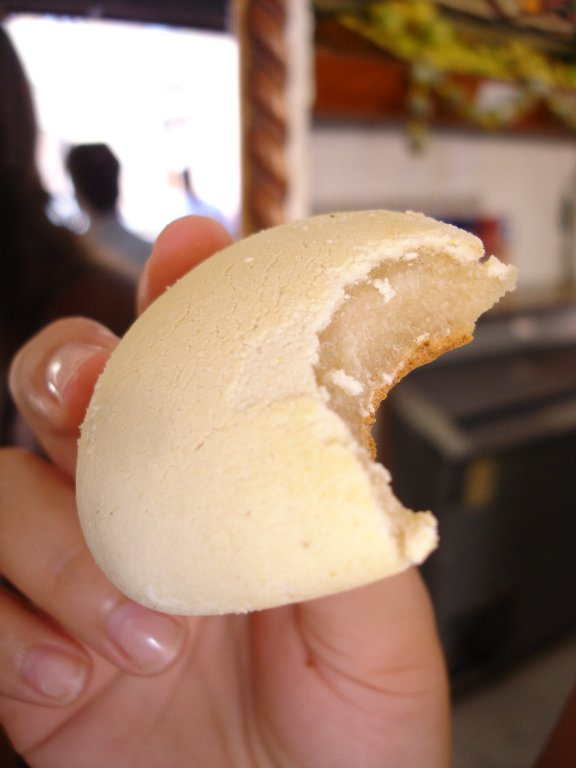
Pandebono.

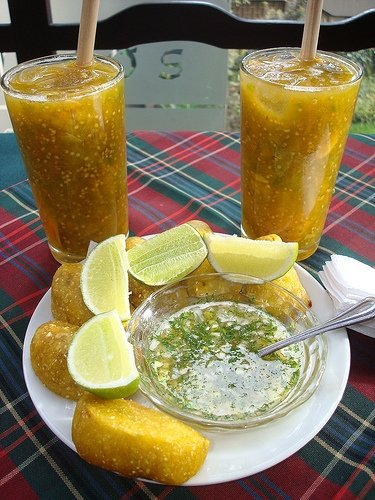
Lulada y empanada.

En la gastronomía de la ciudad destacan comidas como el sancocho de gallina y el arroz atollado. Las bebidas típicas de Cali son el champús y el cholado. Existen postres como el manjar blanco, las Gelatinas de Pata, las macetas del Valle y el aborrajado (hecho de plátano maduro rellenos con queso y bocadillo). En Cali se puede encontrar una variada oferta gastronómica como en cualquier otra ciudad del mundo, ya que existe variedad de restaurantes especializados en diferentes áreas gastronómicas. También como aperitivo se pueden disfrutar los «antojitos» caleños como las marranitas o puerquitas, elaboraciones con plátano frito y chicharrón; las empanadas. Es tradicional el consumo del chontaduro y el pandebono. Son también muy típicos los platos a base de plátano como las tostadas de plátano (los conocidos patacones del resto del país), el plátano asado con queso, las tajadas, la torta de maduro y como postre tajadas en mela'o (tajadas fritas de plátano maduro cubiertas con almíbar de panela).
El parque Panamericano es un sitio tradicional donde pasar la tarde del domingo, allí se pueden probar algunas delicias como: los cholados (granizados de fresa con trozos de fruta de fresca recubiertos de leche condensada), mazorcas asadas y arepas de choclo rellenas de queso.
Cali posee excelente oferta gastronómica en el norte, sur y oeste. Barrios como Granada en el norte dan fe de la amplia variedad de restaurantes de cocina tradicional y alta cocina, además de muchísimos bares donde el turista y el citadino encuentran los más exigentes cocteles y una buena excusa para salir de noche y disfrutar.

### Bibliotecas

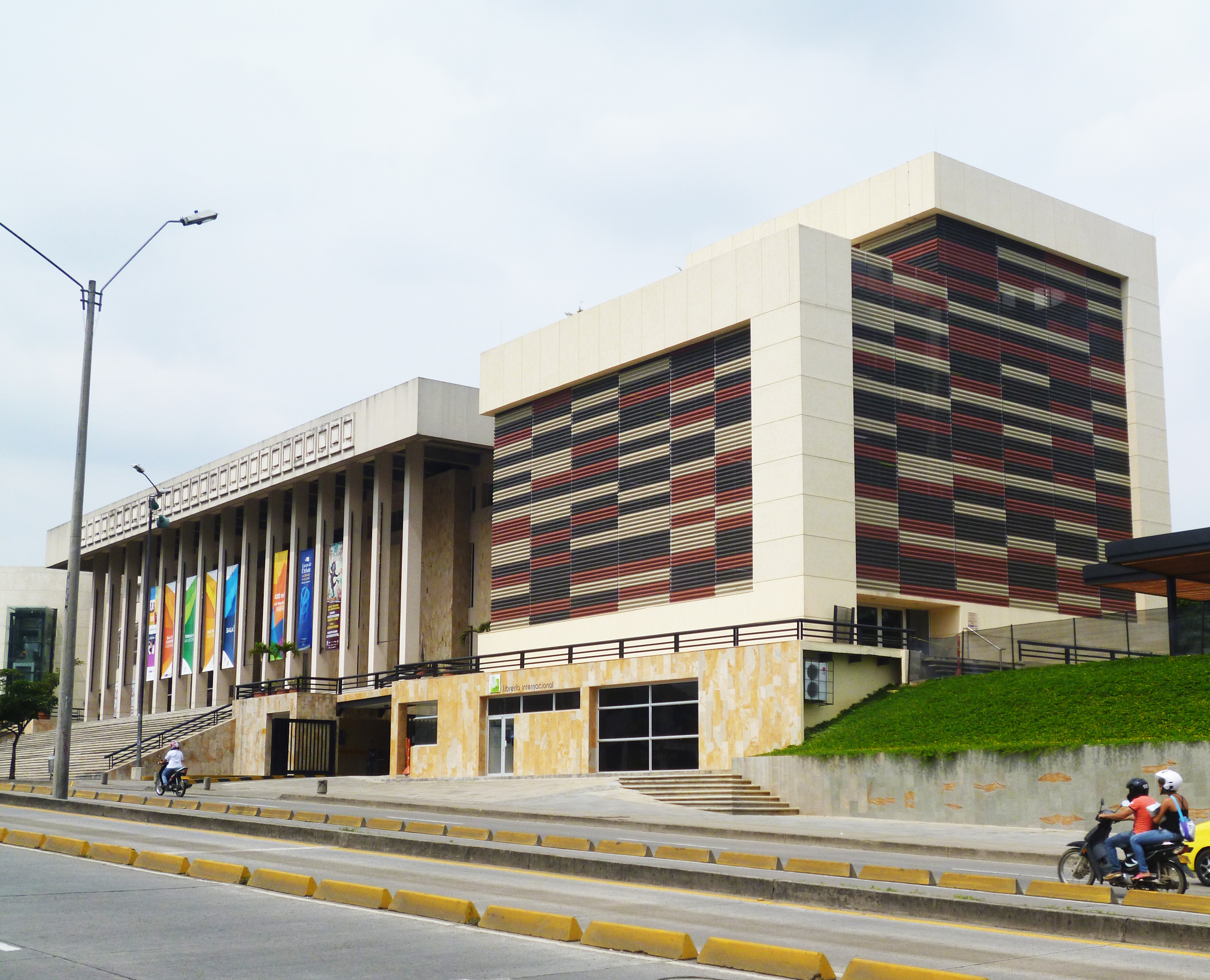
Biblioteca Departamental Jorge Garcés Borrero.

Además de la Red de Bibliotecas Públicas Comunitarias de Cali, existen un grupo de bibliotecas destacables:
- Biblioteca del Centenario. Inaugurada el 20 de julio de 1910, es la más antigua y primera biblioteca pública de la ciudad. Está ubicada en la Avenida Colombia, cerca del Museo la Tertulia, consta con 15 200 volúmenes.
- Biblioteca Departamental Jorge Garcés Borrero. Originalmente era la biblioteca privada del empresario Jorge Garcés Borrero, abierta al público en 1953 sobre la Avenida Colombia. En 1954 se convierte en biblioteca pública. Su actual sede está cerca del estadio de fútbol y el hospital Club Noel. En sus locaciones funciona también un Observatorio Astronómico abierto al público y su telescopio es considerado como el más grande del país.
- Biblioteca Mario Carvajal. Es la biblioteca central de la Universidad del Valle en la sede Meléndez. Es la biblioteca más grande del suroccidente colombiano con 628 569 ejemplares en su colección (307.514 libros).[102]

### Museos

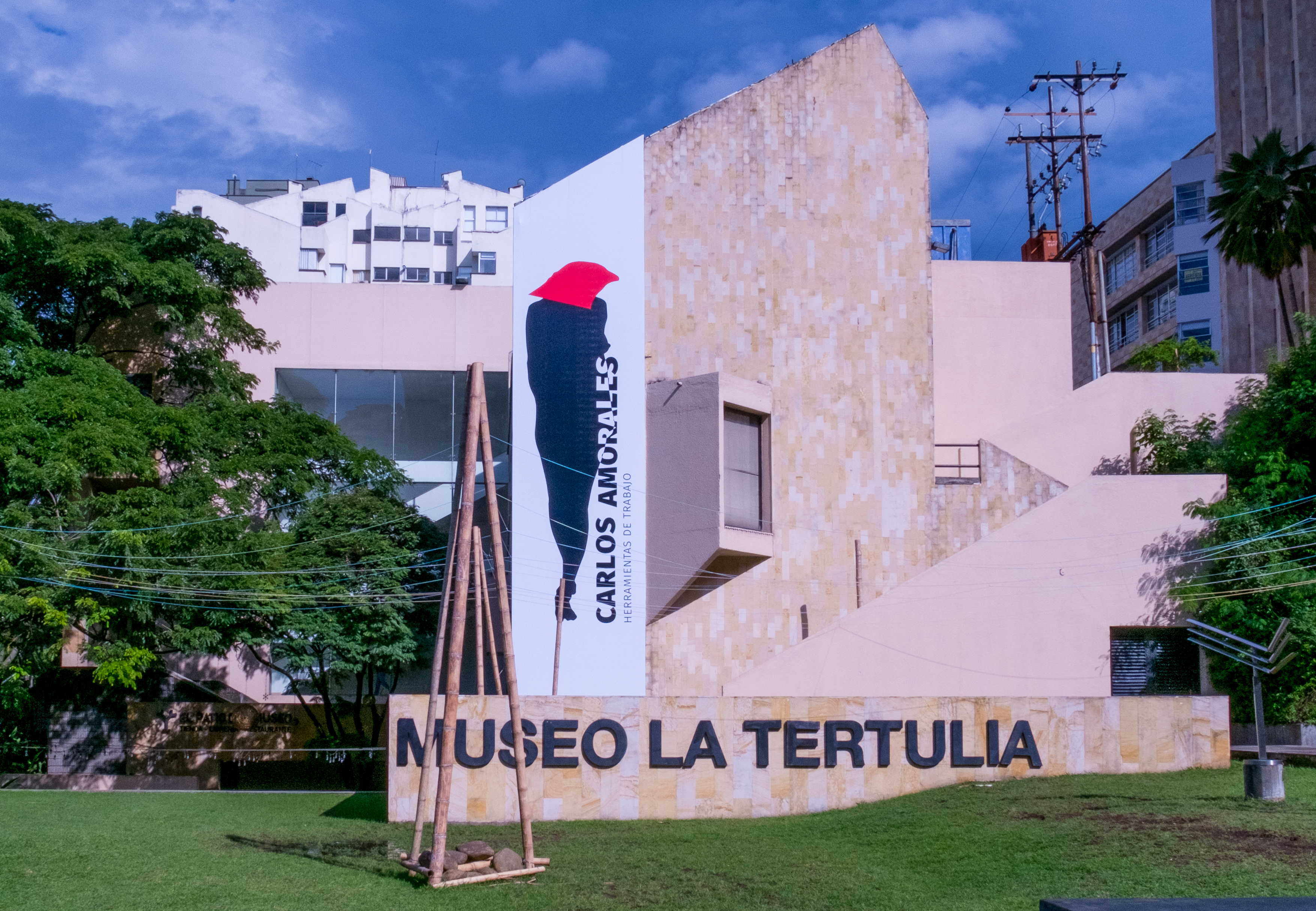
Museo La Tertulia.

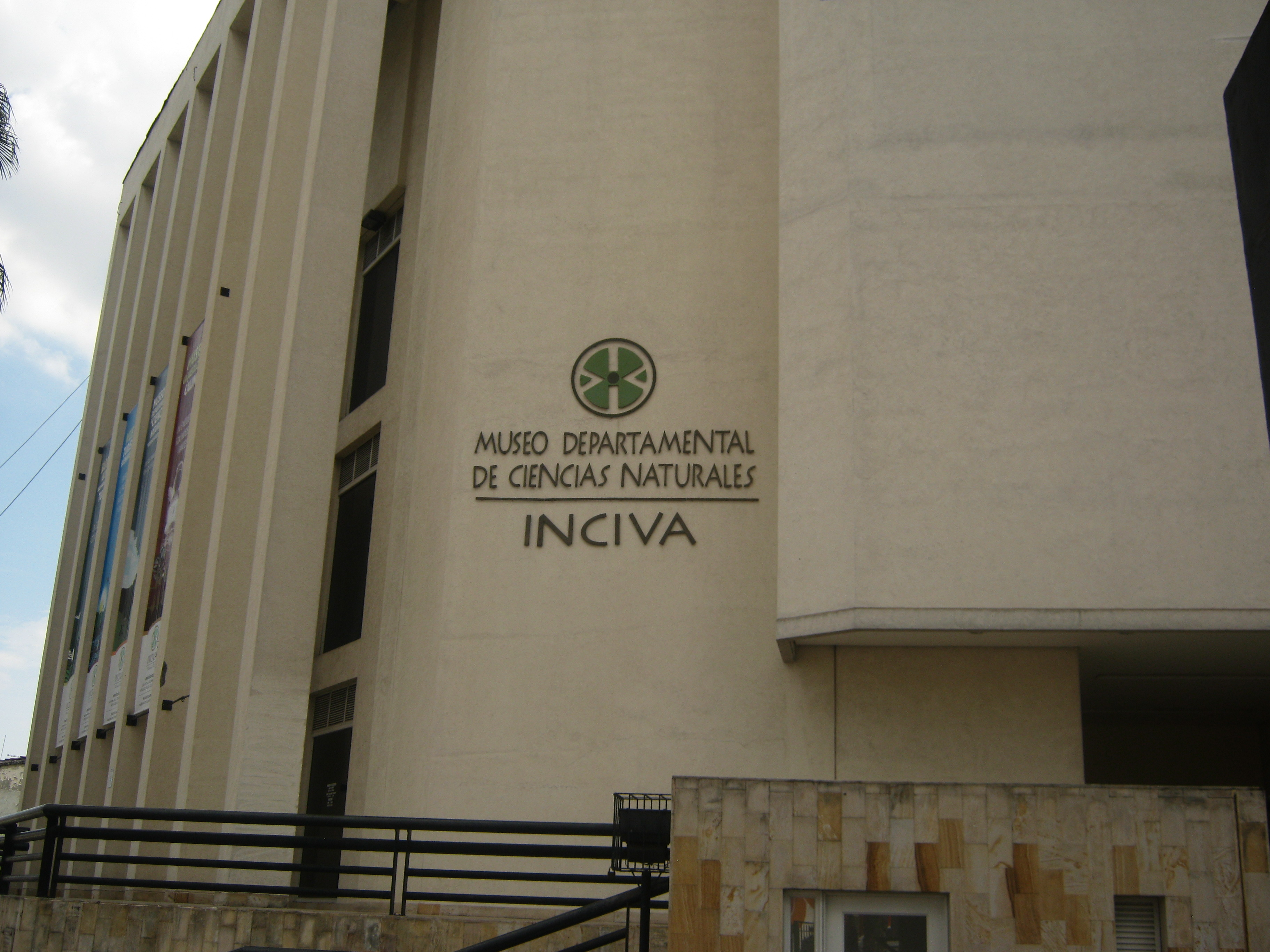
Museo Departamental de Ciencias Naturales.

- Museo Departamental de Ciencias Naturales: se encuentra ubicado en la Avenida Roosevelt # 24–80. Fundado en 1963. Museo científico y zoológico.
- Museo Arqueológico La Merced: carrera 4 # 6-59. Muestras de cerámica prehispánica de las sociedades que habitaron el sur occidente colombiano.
- Museo del Oro Calima: sede del Banco de la República (calle 7 entre carreras 4 y 5). Expone piezas en oro, cerámica, elaborados por la cultural Calima.
- Museo La Tertulia: muestra más de 300 obras de artistas nacionales e internacionales.
- Museo Arqueológico Julio César Cubillos: muestra artefactos arqueológicos pertenecientes a la época prehispánica entre los siglos XVI a. C. y XVI d. C. Se encuentra ubicado en la Universidad del Valle sede Meléndez.
- Museo Caliwood: se destaca por su emblemática colección de aparatos cinematográficos, fotográficos y fonográficos que muestran preferencialmente la evolución de los equipos de filmación y exhibición de películas usados en Colombia, en el mundo, hay equipos y aparatos que mantuvieron su carácter de análogos la década del 80.
- Museo Religioso y Colonial de San Francisco: Calle 9 # 5-59. Funciona desde 1940 a cargo de la comunidad franciscana. Expone arte religioso prioritariamente.
- Museo del Carajo: ubicado en el corregimiento de Felidia perteneciente a Cali, en la vía al mar, es el primer museo en broma de Colombia.
- Museo Nacional del Transporte: ubicado al lado del Aeropuerto Internacional Alfonso Bonilla Aragón y contiguo a la Zona Franca de Palmaseca, el Museo muestra a los visitantes automóviles antiguos, aviones, locomotoras, filatelia, modelismo entre otros.
- Museo de Arte Religioso: ubicado en la carrera 4 # 6-56. Trata temáticas religiosas que periódicamente se presentan en el Museo.

### Teatros

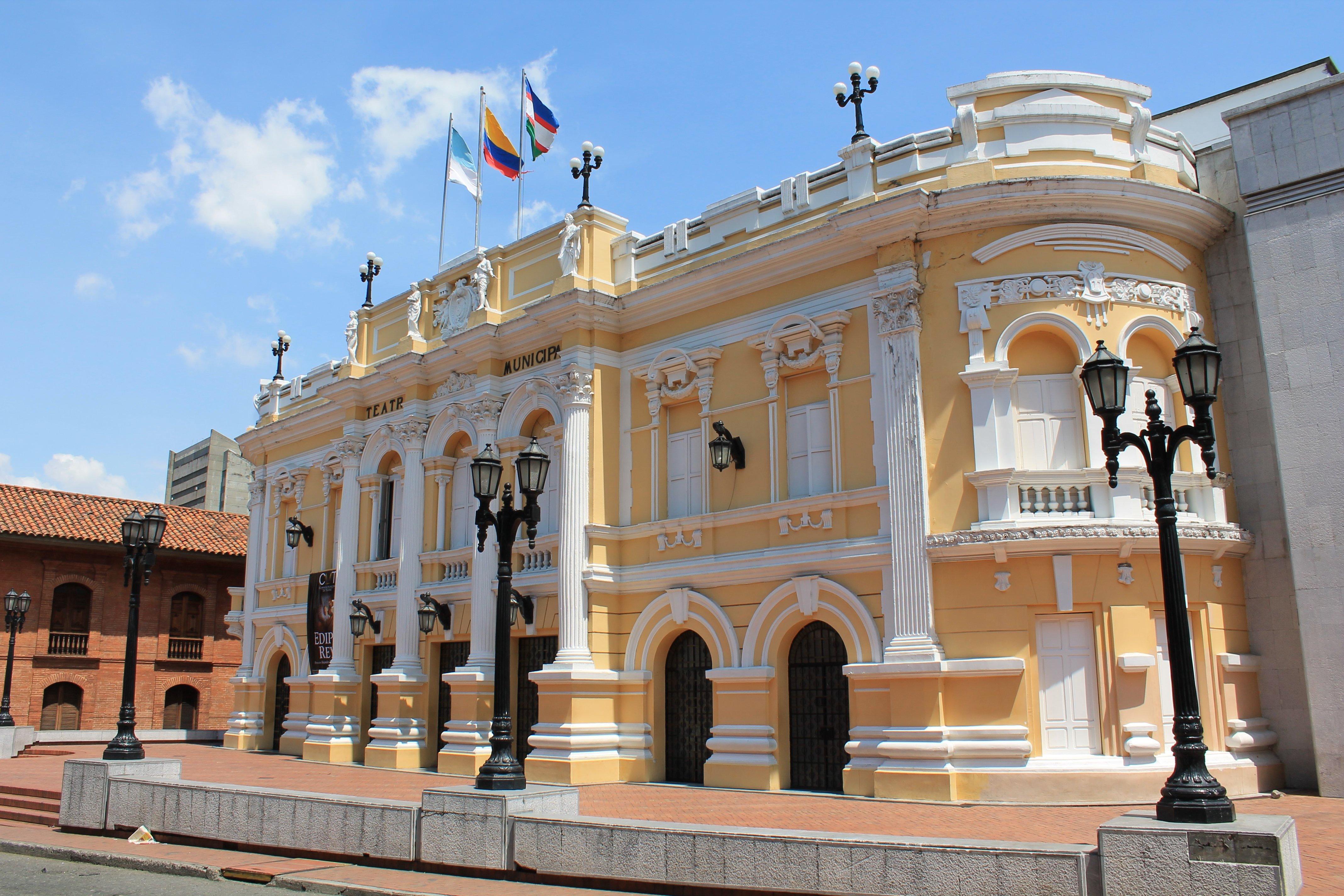
Teatro Municipal Enrique Buenaventura.

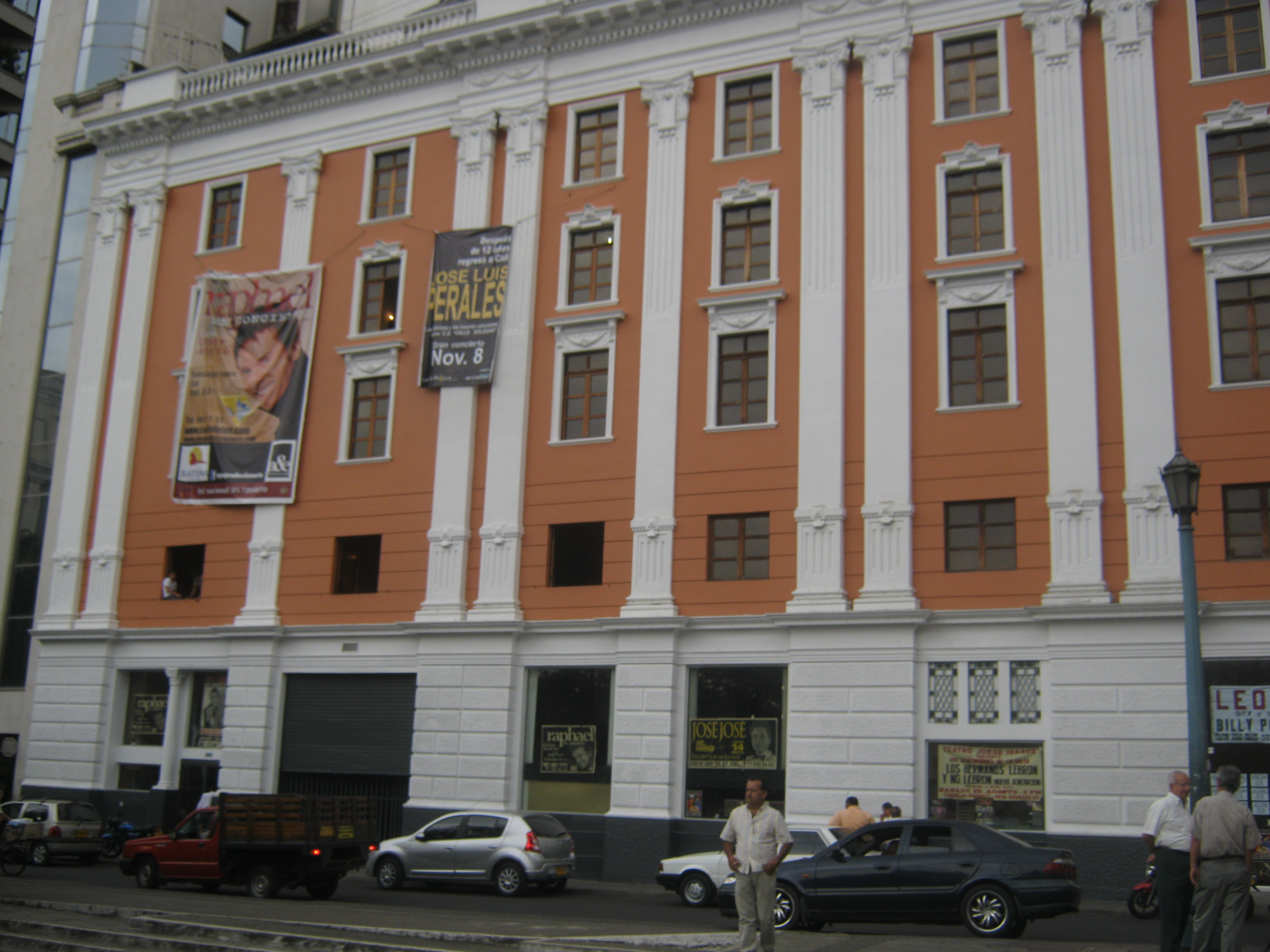
Teatro Jorge Isaacs.

- Teatro Municipal Enrique Buenaventura es, en la actualidad, el máximo recinto cultural de la ciudad. Inaugurado en 1927 tiene capacidad para 1200 espectadores, es de estilo neoclásico francés.
- Teatro Jorge Isaacs ha sido uno de los más tradicionales escenarios de la ciudad, tiene capacidad para 1187 espectadores. Se construyó en el año de 1931 por Herman Bohmer, en homenaje a Jorge Isaacs. Su arquitectura tiene influencia del romanticismo italiano. Fue restaurado y acondicionado recientemente. Declarado monumento nacional en 1984, tiene una de las mejores acústicas del país.
- Teatro Calima es B.I.C. y patrimonio arquitectónico (Cali). Apertura en 1963, y cerró en 1999, con su reapertura el 6 de julio de 2017.
- Teatro al aire libre Los Cristales, ofrece una variada programación durante todo el año. Tiene un área de 3.920 metros cuadrados que corresponden a la construcción arquitectónica del Teatro Al Aire Libre, y cuenta con capacidad para 15 000 personas.
- Teatro Imaginario, el Teatro Imaginario fue Fundado en 1986 por Danilo Tenorio.
- Teatro Esquina Latina, fundado en 1973 en Cali, tuvo su origen en la Universidad del Valle.
- Cali Teatro, se fundó en el año de 1989 y de esa época, ha llevado a escena obras de autores clásicos, modernos y nacionales.
- Teatro Casa de Los Títeres fue fundado por Leonor Amélia Pérez, directora general y Gerardo Potes, director artístico en el año de 1998. Es parte fundamental para el desarrollo cultura del Valle del Cauca. En la sala de títeres se han presentado grupos de todo el mundo (España, México, Brasil, Argentina, Italia, Turquía, Venezuela, Ecuador, Perú, entre otros), y más de 80.000 personas se han divertido con las aventuras de los títeres en La Casa de los Títeres.
- Teatro El Telón fue un espacio construido en el año 2000 por el grupo de teatro buscando generar unas condiciones técnicas para sus montajes y ofrecer a la ciudad otro espacio para presenciar funciones teatrales y conferencias relacionadas con el trabajo artístico.
- Teatro la Máscara, es una entidad cultural sin ánimo de lucro, formada en el año de 1.972, dedicada a la investigación y creación de espectáculos teatrales.
- Teatro Experimental de Cali fue creado en 1955, en la Escuela Departamental de Teatro de Cali, Departamento del Valle del Cauca en Colombia.

### Centro de convenciones

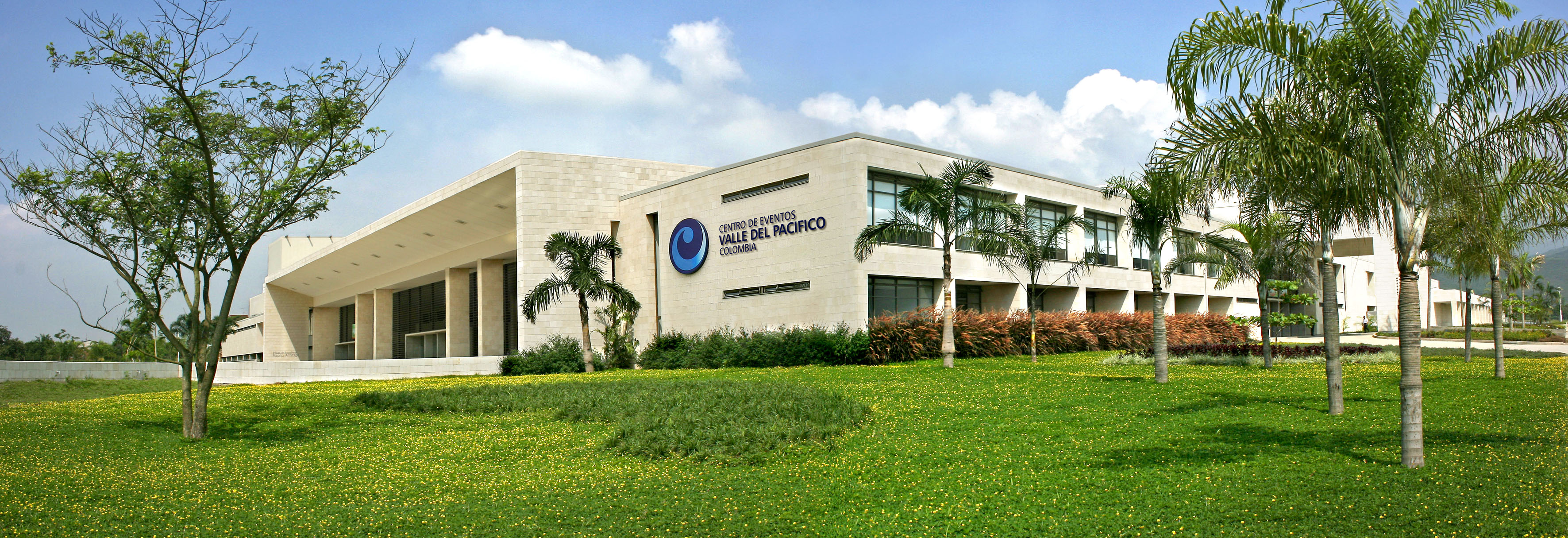
Centro de Eventos Valle del Pacífico, ubicado en la autopista Cali-Yumbo.

El Centro de Eventos Valle del Pacífico es el segundo espacio multiformato más grande y moderno de Colombia y el primero del Pacífico latinoamericano. Está ubicado en el departamento del Valle del Cauca, sobre la Autopista Cali – Yumbo, a 10 minutos del aeropuerto Internacional Alfonso Bonilla Aragón. Consta de un área total de 110.000 M² y puede albergar desde 50 hasta 11 000 personas en un solo lugar.

### Centros culturales
- Casa Proartes. Desde 1871 la Casa Proartes ha tenido influencia en la vida cultural de Cali. El edificio fue restaurado en 1991 y en él hay salas de exhibición, escenarios y sala de cine.
- Centro Cultural de Cali. Desde 1997 es el centro cultural de la ciudad y sede de las Secretarías Municipales de Turismo y Cultura.
- Centro Cultural Comfandi Santa Rosa. Ubicada en pleno centro de la ciudad, pertenece a la Caja de compensación familiar del mismo nombre. Este centro contiene cinco plantas divididas en, Biblioteca infantil y juvenil, Biblioteca de Adultos, dos salas de exposiciones artísticas, múltiples salas de eventos y un auditorio.
- Tecnocentro Cultural Sómos Pacífico situado en el barrio de Potrero Grande en el Distrito de Aguablanca.

## Eventos

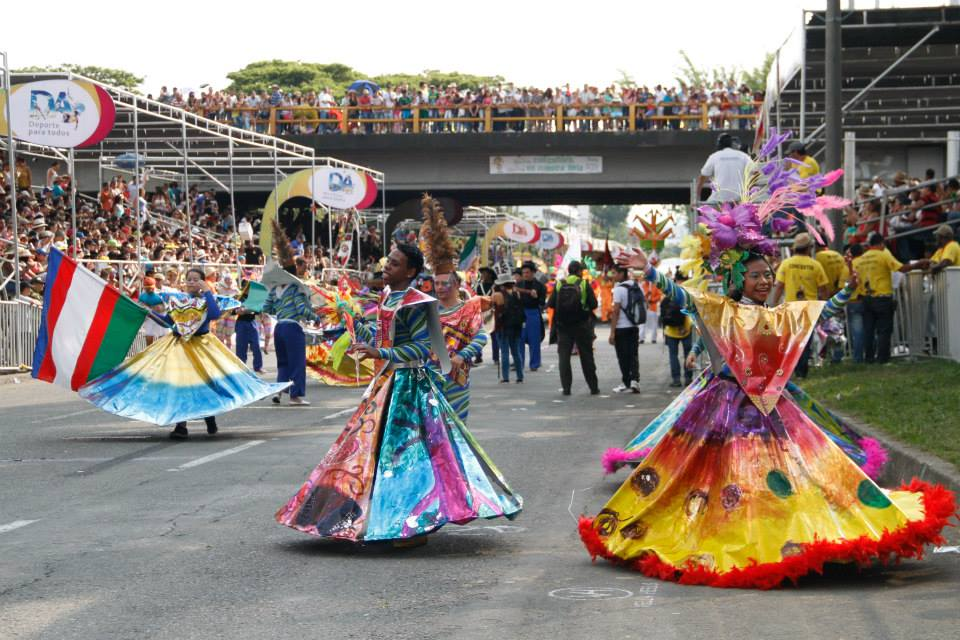
Desfile del Carnaval de Cali Viejo durante la Feria de Cali de 2014.

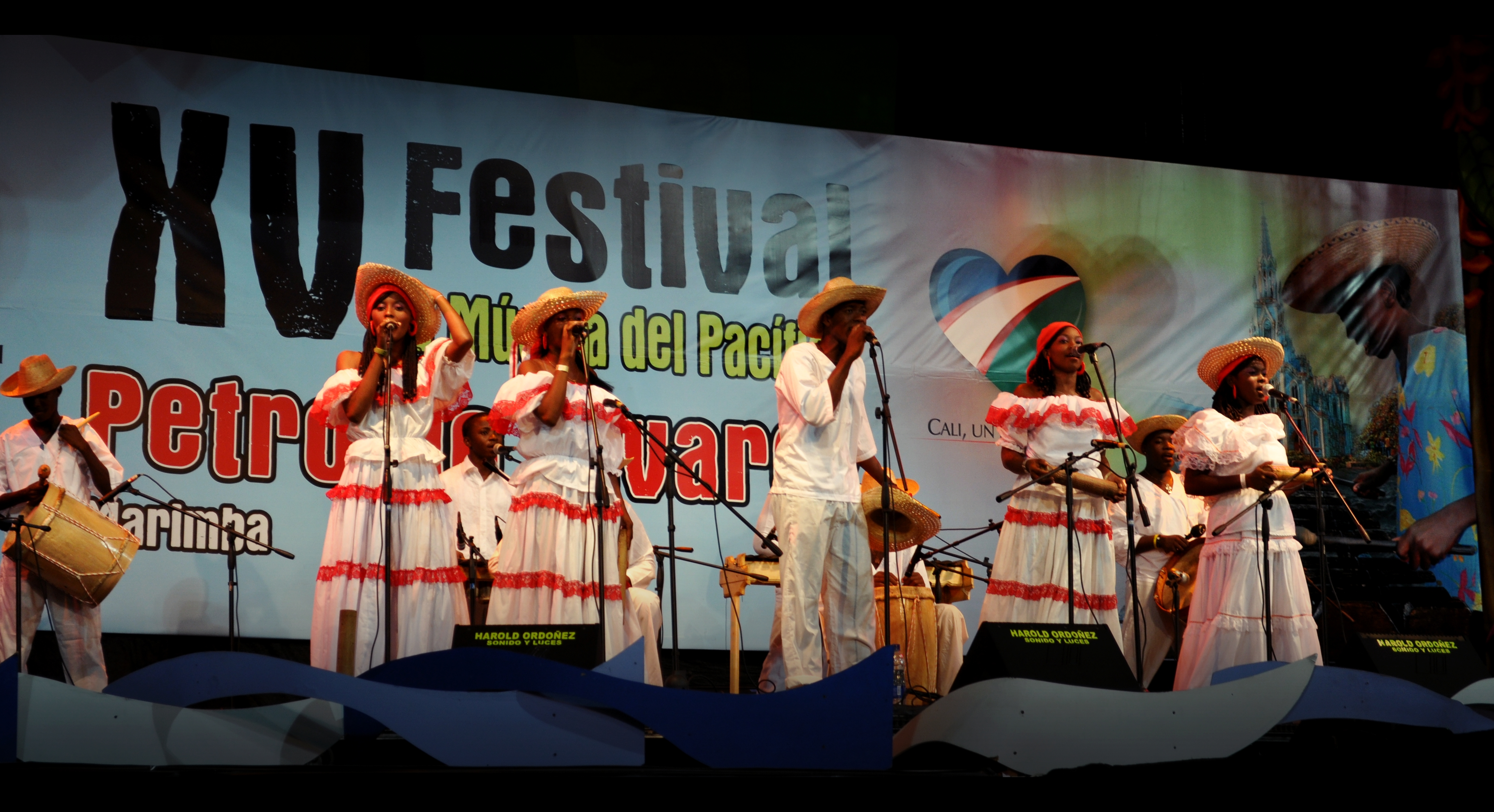
Festival de Música del Pacífico Petronio Álvarez, se lleva a cabo cada año en agosto en la plaza de toros Cañaveralejo.

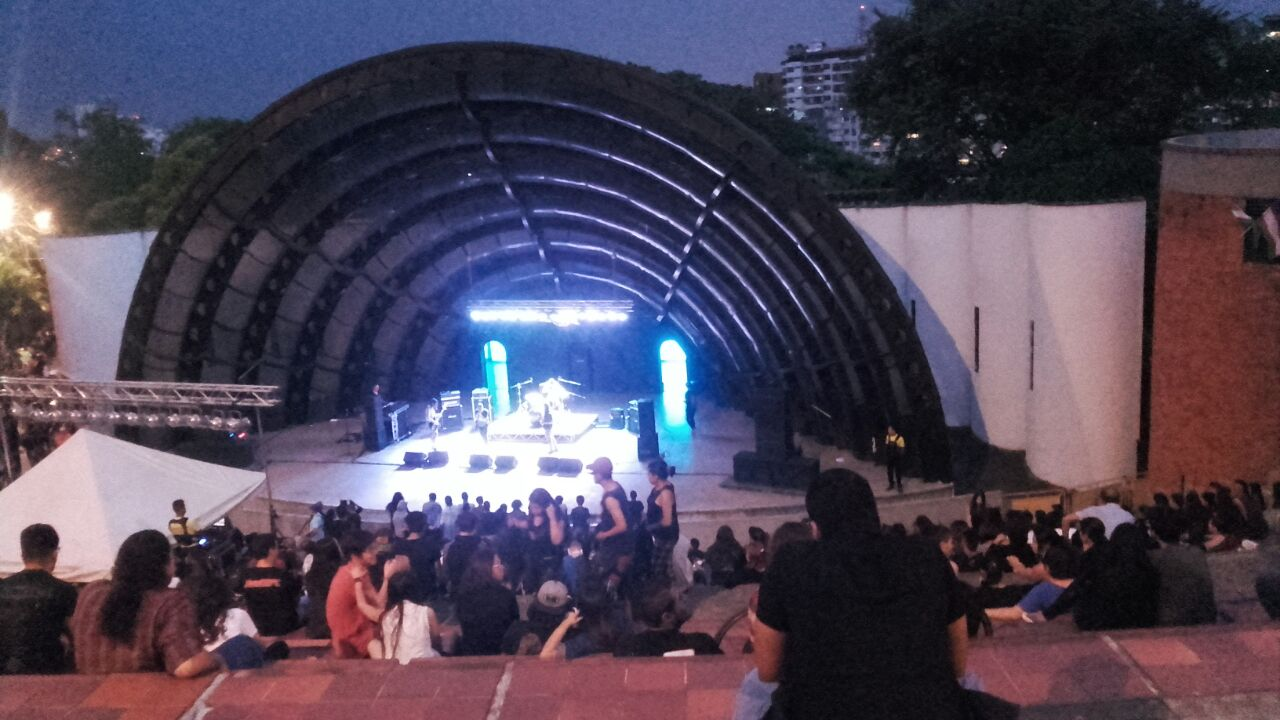
El teatro Los Cristales durante el festival del Grito Rock Cali de 2016.

- Feria de Cali. El evento más importante de la ciudad. Se realiza anualmente en la ciudad entre los días 25 y 30 de diciembre, y reúne a más de 110.00 turistas extranjeros.
- Encuentro Nacional e Internacional de Danzas Folclóricas Mercedes Montaño. Con el fin de promover las danzas andinas y del Pacífico. Se realiza en el Teatro al Aire Libre Los Cristales. En el 2006 se realizó su XII versión.
- Festival Internacional de Poesía. Se realiza anualmente desde el año 2000 en el Centro Cultural de Cali. La V versión se llevó a cabo en el 2005, con recitales, conferencias y talleres de poesía.
- Festival de Música del Pacífico Petronio Álvarez. Se lleva a cabo en agosto en la Plaza de Toros, para el año 2011 el festival se realizó en el estadio Olímpico Pascual Guerrero. Se entregan premios en tres categorías: libre, chirimía, marimba y percusión.
- Festival Internacional de Arte de Cali. Se realiza cada dos años, en el 2005 se celebró su versión XII. Se pueden apreciar diferentes manifestaciones artísticas: teatro, danza y artes plásticas. Se entrega el Premio de literatura Jorge Isaacs.
- Festival de Teatro de Cali. En mayo del 2007 se celebró el VI Festival de Teatro en la ciudad.[137] El festival se ha venido realizando desde 1999.
- Rockópolis, plataforma artística para cantantes de rock, es un proceso formativo que se realiza desde el año 2008 a nivel regional y tiene como objetivo identificar líderes vocales en géneros musicales urbanos para fortalecer sus habilidades en el oficio artístico reconociendo la cadena de valor de la música en todas sus áreas: formación, creación, circulación, gestión y marketing, entre otros. El nivel de proyección a sus artistas les ha permitido trabajar en el exterior. Organizado por la ONG Fundación Madame Blue.
- Festival Internacional UniRock Alternativo Se realiza anualmente desde el año 2009 en la Universidad del Valle, su objetivo es brindar oportunidades de conocimiento a la escena musical de la realidad independiente latinoamericana y ser una ventana de difusión de la música Rock de la región. Organizado por el Colectivo Ra La Culebra.
- Festival de Rock Alternativo CALIBRE. Celebrado desde el 2006, presenta bandas de rock alternativo en el parque de la música.
- Festival Mundial de Salsa Cali. En septiembre del 2009 se celebró la IV versión del festival, que acogió en la ciudad de Cali, a un sinnúmero de visitantes de varios países que superaron las 13 000 personas. Con una duración de 11 días, Cali vibró con la competencia, en la cual arrasaron los caleños con todos los premios.
- Festival de Jazz Fusión y Experimental AJAZZGO. Celebrado desde el 2000, presenta grupos de jazz locales, nacionales e internacionales con una duración de 10 días presentando los conciertos en distintos escenarios como el Teatro Municipal, el teatro al aire libre Los Cristales, El teatro Jorge Isaacs, entre otros.
- Festival de Performance de Cali. Organizado por Helena Producciones (ONG fundada en 1998).
- Festival Internacional de Ballet Celebrado anualmente en el mes de junio, es organizado por la Alcaldía de Cali, la Secretaría de Cultura y Turismo de la ciudad y principalmente por el Instituto Colombiano de Ballet - Incoballet y la fundación Danza conmigo en cabeza de Gloria Castro, directora del festival. Se celebra también en diferentes municipios del departamento del Valle como Roldanillo, Jamundí y Palmira.
- Festival Internacional de Cine de Cali. Creado en 2009. Se celebra entre los meses de octubre y noviembre y se destaca su selección de películas independientes y de tipo experimental.
- Festival 100En1Día Cali. El Festival inició en 2013 y se realizó bianualmente en 2015 y 2017; a partir de la cuarta versión en 2018 se realiza anualmente en la tercera semana del mes de octubre. Se destaca por su alto impacto social en los diferentes territorios de la ciudad a través de acciones positivas que involucran a las comunidades con alto contenido de innovación social. En 2018 los Premios RIIE (Responsabilidad social, Inclusión, Innovación y Emprendimiento) otorgaron el galardón como mejor iniciativa de innovación social por su alto impacto en la ciudad.
- Festival Internacional del Libro Cali. Se realiza en los meses de septiembre o octubre. El más reciente fue realizado en octubre de 2019 en el Boulevar del Río con país invitado Francia.

## Deportes
Cali ha sido conocida como «La Ciudad Deportiva de América». La ciudad construyó nuevos escenarios deportivos y adecuó los escenarios antiguos para la preparación de los Juegos Mundiales en el año 2013. Cali ha celebrado los Juegos Deportivos Nacionales de Colombia en tres oportunidades, 1928, 1954 y 2008, en esta última Cali comparte la sede de la XVIII Versión de estos juegos junto con las ciudades de Buenaventura, San Andrés, Providencia y Santa Catalina. Cali y el Valle del Cauca han participado conjuntamente en 11 de las 13 juntas deportivas nacionales (contando la medallería) y han salido 8 veces campeones, al igual que Antioquia seguidos por Bogotá (4).
Cali ha sido la única ciudad colombiana en organizar los Juegos Panamericanos, en 1971 se realizaron las juntas deportivas en su VI edición, después de haberse postulado y ganado la sede del evento ante la ciudad canadiense de Winnipeg.
También se han organizado 15 Paradas Mundiales de Ciclismo en Pista entre 1996 y 2017 realizadas en el velódromo Alcides Nieto Patiño. En el año 2007 Cali fue sede del Campeonato Mundial de Patinaje en las instalaciones del patinódromo Los Diputados ubicado en el complejo deportivo Alberto Galindo Herrera. Colombia se coronó de nuevo campeón mundial de este deporte.
El deporte más popular de la ciudad es el fútbol. Los equipos profesionales de la ciudad han sido 25 veces campeones del torneo colombiano de la Dimayor, haciendo de Cali la segunda ciudad con mayor número de títulos obtenidos, seguida por Medellín (24). En cuanto a torneos internacionales, la ciudad ha sido sede de la final de la Copa Libertadores de América en 6 oportunidades con igual número de subcampeonatos. Los tres equipos profesionales son el América de Cali, Deportivo Cali, y el Atlético F.C, este último en segunda división disputando la Primera B, también conocida como Torneo BetPlay Dimayor. Otros equipos de importancia en divisiones aficionadas son el Boca Juniors de Cali y la Escuela de Fútbol Carlos Sarmiento Lora.
Durante el año 2010, la ciudad tuvo un equipo de béisbol profesional llamado «Toros Cali un Nuevo Latir». Jugó sus partidos de local en el estadio Miguel Chávez, ubicado en la Unidad Deportiva Jaime Aparicio.
Desde 2010 la ciudad cuenta con un equipo de microfutbol profesional en la rama femenina; el Cali Juniors, que participa en la Copa Profesional de Microfútbol Femenina de la cual ya ha salido campeón en 2 ocasiones: (2011 y 2012); este torneo está regido por el reglamento de la AMF. Desde el año 2017 cuenta con un equipo masculino en el torneo profesional de microfutbol: El Club Deportivo Campaz.
La ciudad cuenta con dos equipo profesionales de fútbol sala: Condor FC y Club Deportivo Lyon, siendo este último el ganador de la Primera Edición de la Liga Colombiana de Futsal en 2011, avalada por la Federación Colombiana de Fútbol y la FIFA.
La excelente infraestructura deportiva le ha permitido a Cali ser sede de importantes campeonatos mundiales, entre las cuales es meritorio listar:
- VI Juegos Panamericanos (1971)
- II Campeonato Mundial de Natación (1973)
- VII Campeonato Mundial de Baloncesto Femenino (1975)
- IX Campeonato Mundial de Baloncesto Masculino (1989)
- Campeonato Mundial de Lucha (1995)
- Campeonato Mundial de Rugby Subacuático (1995)
- I Juegos del Océano Pacífico (1995)
- Campeonato Mundial de Racquetbol (1997)
- Campeonato Mundial de Judo (1997)
- Copa América (2001)
- XVIII Campeonato del Mundo de Patinaje de velocidad sobre patines en línea (2007)
- III Campeonato Mundial de Ciclismo (2009)
- Copa Mundial de Fútbol Sub-20 de 2011
- IX edición de los Juegos Mundiales de 2013
- Campeonato Mundial de Ciclismo en Pista de 2014
- Campeonato Sudamericano de Fútbol de Salón 2014
- IX edición del Campeonato Mundial Juvenil de Atletismo (2015)
- XX Campeonato Mundial de Rugby Subacuático 2015
- Campeonato Mundial de Patinaje Artístico de 2015.
- Copa Mundial de fútbol sala de la FIFA 2016.[140]
- Copa de Naciones de Ciclismo de Pista -Tissot - 2021.[141]
- Juegos Panamericanos Juveniles de 2021.[142]
- Copa América Femenina (2022)
- Mundial de Atletismo Sub-20 de 2022[143]
- Copa de Naciones de Ciclismo de Pista -Tissot - 2022.[141]
- III FISU América Games - 2024 [144]

### Infraestructura deportiva

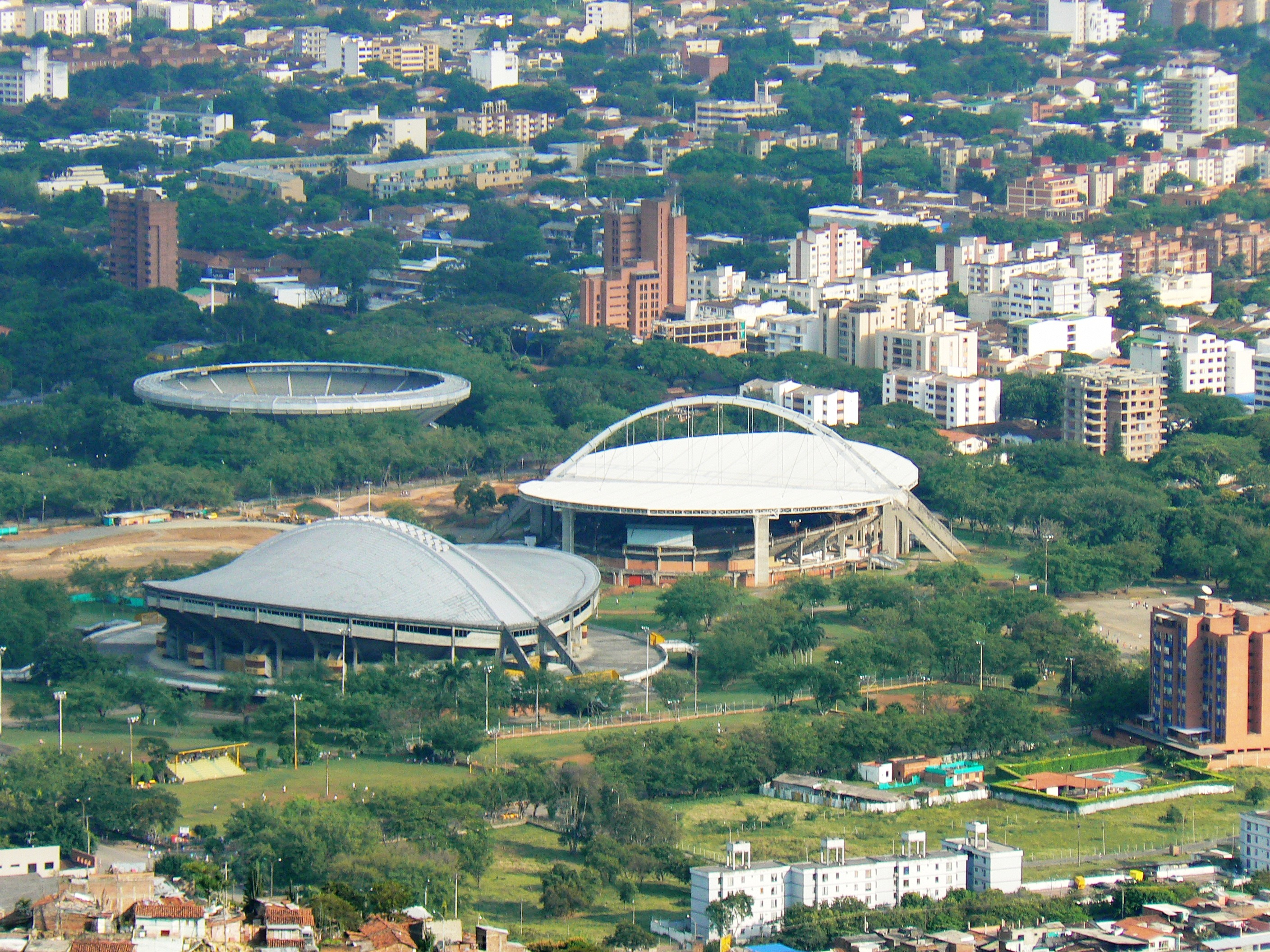
Unidad Deportiva Alberto Galindo.

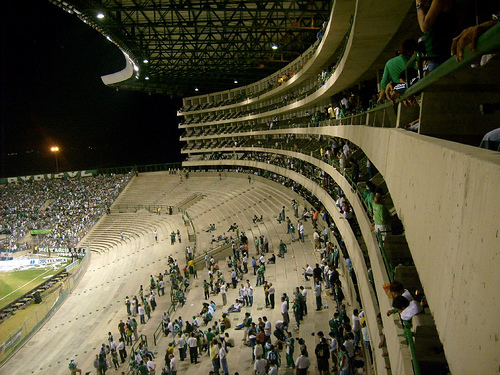
Estadio Deportivo Cali.

La secretaría del Deporte y Recreación maneja 39 unidades recreativas populares distribuidas en las 22 comunas de la ciudad. En cuanto a deporte de alto rendimiento, Cali cuenta con varias unidades deportivas para distintas actividades.
- Unidad deportiva San Fernando Conformada por el estadio Olímpico Pascual Guerrero. Tiene capacidad para 45.200 espectadores y es el segundo escenario más grande del Suroccidente Colombiano. El nombre del estadio fue dado en honor al Señor Pascual Guerrero quien donó los terrenos donde se construyó. La inauguración data de 1937 y ha tenido cuatro remodelaciones: 1951 para los XII Juegos Nacionales, 1971 para los VI Juegos Panamericanos, 2001 para la Copa América, y la más importante, entre los años 2010 y 2011 para el Mundial de Fútbol Sub-20. El Estadio Pascual Guerrero es propiedad de la Universidad del Valle.,[54] el Coliseo Evangelista Mora Construido para los XII Juegos Deportivos Nacionales tiene una capacidad de 4500 espectadores, es una estructura en forma de hangar, las Piscinas Olímpicas Alberto Galindo Herrera. Consta de una piscina olímpica de 50 m y una piscina de clavados de 5m de profundidad, las tribunas tienen capacidad para 2000 espectadores y la casa del Deporte.
- Unidad Deportiva Mariano Ramos Con un coliseo principal para Futsal, y el coliseo de Combate y Levantamiento de Pesas María Isabel Urrutia.
- Unidad Deportiva Jaime Aparicio También conocida como Unidad Deportiva Panamericana, está conformada 14 escenarios para diferentes actividades deportivas y de enseñanza. Entre los escenarios con tribunas se tienen las piscinas panamericanas Hernando Botero O’Birne (7.280 espectadores), el gimnasio de voleibol Francisco Chois (1500 espectadores), diamante de béisbol Miguel Chávez del Valle (4500 espectadores) y estadio de fútbol (2000 espectadores). También se tienen lugares para practicar tenis, tejo, baloncesto, karate-do, voleibol sobre arena, softbol, tiro y un patinódromo con pista de 300m de longitud.
- Unidad Deportiva Alberto Galindo Herrera Conformada por el Coliseo El Pueblo, la Plaza de toros Cañaveralejo, el Patinódromo Mundialista, el Velódromo Alcides Nieto Patiño, una pista de BMX, una cancha de fútbol, un pabellón de Bolos y un pabellón para Billar.
- Campos de Golf Cali cuenta con cinco campos de golf, El Club Campestre de Cali, campo de 18 hoyos, par 71. El Club Campestre Farallones, campo de 18 hoyos, par 73. Asociación Club Shalom, campo de 9 hoyos, par 36. El Club Campestre Los Andes, Campo de 18 hoyos, par 72 y El Campo Público Marañón Golf, campo de nueve hoyos, par 33. Son campos de golf donde se juegan torneos nacionales e importantes torneos internacionales. Se juega golf todo el año, debido a las buenas condiciones climáticas del trópico. Estos campos de golf permanentemente son visitados por turistas de todo el mundo.
- El Estadio Deportivo Cali, sede oficial del Deportivo Cali, fue construido en zona rural de Palmira, en la vía que comunica con la ciudad de Cali. El 24 de agosto de 2001 se puso la primera piedra del escenario. La inauguración fue el 21 de febrero de 2010 y tiene una capacidad de 52.000 espectadores, lo que lo convierte actualmente (2016) en el estadio más grande del país.

### Eventos deportivos
- Ciclovía: También conocida como «ciclovida», como es tradición cada domingo miles de personas hacen actividades deportivas o de acondicionamiento físico en Cali. En la ciclovía hay puestos de prevención con toma de presión y de peso, con difundisión de hábitos saludables. También, Cali y Palmira planean la primera ciclovía metropolitana del país. A partir del sector de Los Alcázares, la ciclovía de Cali, se integrará con la de Palmira.[146]
- Maratón de Cali: es el evento deportivo de mayor convocatoria del suroccidente colombiano y se viene celebrando desde el 2002 en el mes aniversario de la ciudad.
- La Carrera de la Luz: Su vía es la Avenida Ciudad de Cali. Es el evento social más importante del Distrito de Aguablanca.
- Albergó los Juegos Mundiales en el año 2013. Ya en el pasado, albergó los Juegos Panamericanos de 1971.
- Cali fue escogida como sede para la realización de los Juegos Panamericanos Juveniles de 2021.[147]

| Predecesor: Winnipeg | Ciudad Panamericana 1971 | Sucesor: Ciudad de México |

## Relaciones internacionales

### Ciudades hermanadas
La ciudad de Cali cuenta con varios hermanamientos alrededor del mundo.
| Ciudades hermanadas con Cali | Ciudades hermanadas con Cali                 | Ciudades hermanadas con Cali |
| ---------------------------- | -------------------------------------------- | ---------------------------- |
| Guadalajara, México          | Montreal, Canadá                             | Orlando, Estados Unidos      |
| Estocolmo, Suecia            | Quito, Ecuador                               | Caracas, Venezuela           |
| Maracaibo, Venezuela         | Amsterdam, Países Bajos                      | Medellín, Colombia           |
| Guayaquil, Ecuador           | Lima, Perú                                   | Brightons, Reino Unido       |
| Montevideo, Uruguay          | Distrito Metropolitano de Caracas, Venezuela | Praga, República Checa       |
| Atenas, Grecia               | Mónaco                                       | Palos de la Frontera, España |
| Miami, FL, Estados Unidos    | Mónaco                                       | Palos de la Frontera, España |
| Manila, Filipinas            | Honolulu, Estados Unidos                     |                              |